# تركيا
تُرْكِيَا أو تُرْكِيَّة (بالتركية: Türkiye) الاِسم الرسمِيّ الجُمْهُورِيَّةُ التُّرْكِيَّةُ (بالتركية: Türkiye Cumhuriyeti)  هي دولة عابرة للقارات يقع أغلبها في شبه جزيرة الأناضول في غرب آسيا، والجزء الأصغر في شبه جزيرة البلقان في جنوب شرق أوروبا. تراقيا الشرقية، وهي الجزء الأوروبي من تركيا، مفصولة عن الأناضول ببحر مرمرة، ومضيقي البوسفور والدردنيل. إسطنبول، التي تمتد بين أوروبا وآسيا، هي أكبر مدينة في البلاد، بينما أنقرة هي العاصمة. وتحد تركيا من الشمال الغربي اليونان وبلغاريا. ومن الشمال البحر الأسود؛ ومن الشمال الشرقي جورجيا؛ وشرقا أرمينيا، والمستحاطة الأذربيجانية نخجوان وإيران؛ ومن الجنوب الشرقي العراق؛ ومن الجنوب سوريا والبحر الأبيض المتوسط؛ ويطل الغرب على بحر إيجه. ما يقرب من 70 إلى 80 في المائة من مواطني الدولة يُعرفون أنفسهم بأنهم أتراك، في حين أن الأكراد هم أكبر أقلية، ويمثلون ما بين 15 إلى 20 في المائة من السكان.
في فترات مختلفة من تاريخها، كانت المنطقة التي تشكل تركيا مأهولة بحضارات متنوعة بما في ذلك شعوب الأناضول والآشوريين واليونانيين والتراقيين والفريجيين والأورارتيين والأرمن. بدأت الهلينة خلال عصر الإسكندر الأكبر واستمرت حتى العصر البيزنطي. بدأ السلاجقة الأتراك بالهجرة إلى المنطقة في القرن الحادي عشر، ويرمز انتصارهم على البيزنطيين في معركة ملاذكرد عام 1071 إلى تأسيس تركيا بالنسبة للعديد من القوميين الأتراك. حكمت سلطنة سلاجقة الروم الأناضول حتى الغزو المغولي في عام 1243، عندما تفككت إلى إمارات تركية صغيرة. ابتداءً من أواخر القرن الثالث عشر، بدأ العثمانيون في توحيد الإمارات وغزو البلقان. زاد تتريك الأناضول خلال الفترة العثمانية. بعد أن فتح محمد الثاني القسطنطينية عام 1453، استمر التوسع العثماني في عهد سليم الأول. في عهد سليمان القانوني، ضمت الإمبراطورية العثمانية الكثير من جنوب شرق أوروبا وغرب آسيا وشمال إفريقيا وأصبحت قوة عالمية. من أواخر القرن الثامن عشر فصاعدًا، تراجعت قوة الإمبراطورية مع خسارة تدريجية للأراضي والحروب. في محاولة لترسيخ الأسس الاجتماعية والسياسية الضعيفة للإمبراطورية، بدأ محمود الثاني فترة تحديث في أوائل القرن التاسع عشر، وقام بإصلاحات في جميع مجالات الدولة بما في ذلك الجيش والبيروقراطية، إلى جانب تحرير جميع العبيد.
وضع انقلاب عام 1913 البلاد تحت سيطرة الباشاوات الثلاثة، الذين كانوا مسؤولين إلى حد كبير عن دخول الإمبراطورية في الحرب العالمية الأولى في عام 1914. خلال الحرب العالمية الأولى، ارتكبت الحكومة العثمانية عمليات إبادة جماعية ضد رعاياها الأرمن والآشوريين واليونانيين. بعد أن خسر العثمانيون ودول المحور الأخرى الحرب انقسمت الأراضي التي شكلت الإمبراطورية العثمانية إلى عدة دول جديدة. أدت حرب الاستقلال التركية، التي بدأها مصطفى كمال أتاتورك ورفاقه ضد دول الحلفاء المحتلة، إلى إلغاء السلطنة في 1 نوفمبر 1922، واستبدال معاهدة سيفر (1920) بمعاهدة لوزان (1923)، وإنشاء جمهورية تركيا في 29 أكتوبر 1923، وأصبح أتاتورك أول رئيس لها. قام أتاتورك بإصلاحات عديدة، أدرج من خلالها جوانب مختلفة من الفكر والفلسفة والعادات الغربية في الشكل الجديد للحكومة التركية.
تركيا هي عضو في الأمم المتحدة، وعضو قديم في حلف شمال الأطلسي، وصندوق النقد الدولي، والبنك الدولي، وعضو مؤسس لمنظمة التعاون الاقتصادي والتنمية، ومنظمة الأمن والتعاون في أوروبا، ومنظمة التعاون الاقتصادي للبحر الأسود، ومنظمة التعاون الإسلامي، ومجموعة العشرين. بعد أن أصبحت تركيا من أوائل أعضاء مجلس أوروبا في عام 1950، أصبحت تركيا عضوًا منتسبًا في المجموعة الاقتصادية الأوروبية في عام 1963، وانضمت إلى الاتحاد الجمركي للاتحاد الأوروبي في عام 1995، وبدأت مفاوضات الانضمام إلى الاتحاد الأوروبي في عام 2005. في تصويت غير ملزم في 13 مارس 2019، دعا البرلمان الأوروبي حكومات الاتحاد الأوروبي إلى تعليق محادثات انضمام تركيا؛ والتي على الرغم من توقفها منذ عام 2018، لا تزال مفتوحة اعتبارًا من عام 2020. أدى تطور الاقتصاد التركي وعوامل أخرى إلى اعتراف العديد من المحللين بها قوةً إقليمية ودولة صناعية جديدة، في حين أعطاها موقعها أهمية جيوسياسية واستراتيجية على مر التاريخ. تركيا جمهورية علمانية مركزية كانت برلمانية حتى اعتمدت نظاماً رئاسياً باستفتاء عام 2017؛ دخل النظام الجديد حيز التنفيذ مع الانتخابات الرئاسية عام 2018. تزعم المعارضة التركية أن الإدارة الحالية في تركيا، برئاسة رئيس حزب العدالة والتنمية رجب طيب أردوغان، سنت سياسات إسلاموية وعملت على تقويض السياسات الكمالية وحرية الصحافة، ووصفت بالسلطوية.

## أصل التسمية
ويمكن تقسيم اسم تركيا، Türkiye في اللغة التركية، إلى مكونين هما: الاسم القومي Türk، الذي يشير إلى القومية/الشعب التركي، ويضاف إلى الكلمة المقطع iye التي تأتي بمعاني «المالك»، «أرضنا» أو «المرتبط بنا». (المشتقة من المقطع iyya المأخوذ من اللغة العربية، المشابه للمقطع –ia في اللغة اليونانية واللاتينية). يرجع أول استخدام مسجل لمصطلح «Türk»، أو «Türük»، باعتبارها اسم خارجي إلى كتابات غوكتورك (Göktürks أو Kök Türks) بالأبجدية التركية القديمة، في آسيا الوسطى (القرن الثامن الميلادي). Tu–kin وهو الاسم الذي أعطاه الصينيون -في وقت مبكر من 177 قبل الميلاد- الذين يعيشون جنوب جبال ألتاي في آسيا الوسطى. أما الكلمة الإنجليزية «Turkey» من الكلمة Turchia في لاتينية العصور الوسطى (1369)، المشابهة لهذا الاسم في اليونانية، Tourkia، الذي استخدمه البيزنطيون الإغريق في القرون الوسطى لوصف المجر (المجريين والأتراك لهم صلات الأجداد)، لكنها بدأت لاحقاً استخدام هذا الاسم لتحديد الأجزاء التي تسيطر عليها السلاجقة في الأناضول في القرون التي تلت معركة ملاذكرد في عام 1071.

### تغيير الاسم الإنجليزي
أعلنت الأمم المتحدة في 1 يونيو 2022 تغيير كتابة اسم «تركيا» بالإنجليزية ونُطقه في المنظمات الدولية، ليُصبح «Türkiye» وليس «Turkey»، وفق طلب تقدمت به الحكومة التركية، وذلك ليُطابق نُطقه باللغة التركية والعربية، ولمنع التشابه مع كلمات لها معان أخرى.

## التاريخ

### القرون القديمة والوسطى

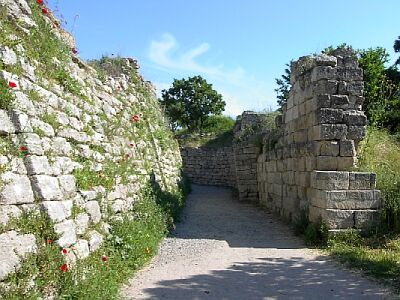
جزء من أسوار طروادة (السور السابع)، كما حدد في موقع حرب طروادة (نحو العام 1200 قبل الميلاد).

جزيرة الأناضول، والتي تضم معظم تركيا الحديثة، تعدّ واحدة من أقدم المناطق السكنية في العالم وأقدم مستوطنات سكنية تعود إلى العصر الحجري الحديث. ظهرت مستوطنة طروادة في العصر الحجري الحديث واستمرت حتى العصر الحديدي، ووصلنا من التاريخ المسجل أن الأناضول قد تحدثت بلغات هندو أوروبية، والكارتفيلية، والسامية، فضلاً عن غيرها من اللغات. جاء الحيثيون من الهند الأوروبية إلى الأناضول تدريجياً من الفترة 2000-1700 ق.م. حين أسسوا أول إمبراطورية كبرى في المنطقة في القرن الثامن عشر قبل الميلاد وحتى القرن الثالث عشر. استعمر الآشوريون أجزاءً من جنوب شرق تركيا في وقت يرجع إلى عام 1950 قبل الميلاد حتى عام 612 قبل الميلاد، عندما غزت الأسرةُ الكلدانية الإمبراطورية الآشورية في بابل.

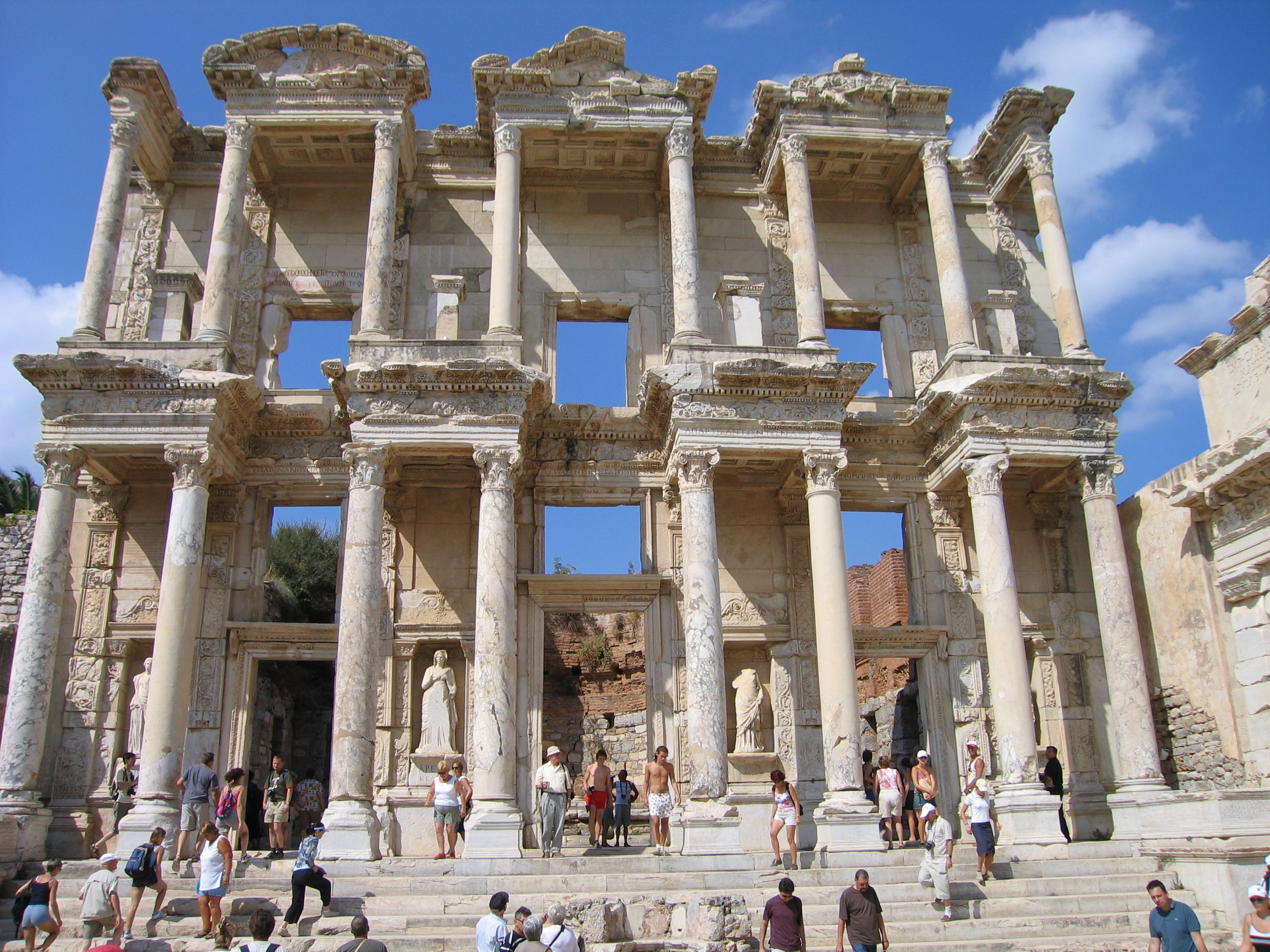
مكتبة سيلسوس في أفسس عام 135 م.

حكم الفيرجيون آسيا الصغرى بعد انهيار الإمبراطورية الحيثية في القرن الثالث عشر قبل الميلاد وحتى انهيارهم وصعود ليديا في القرن السابع قبل الميلاد. أسست العديد من المدن الهامة من هذه المستعمرات، مثل ميلتوس، أفسس، سميرنا (ازمير حاليا)، وبيزنطة (القسطنطينية التي أصبحت في وقت لاحق إسطنبول). سمَّت الشعوب المجاورة أولَ دولة أنشئت في الأناضول باسم أرمينيا. عزتالإمبراطورية الفارسية الأخمينية الأناضول خلال القرن الخامس والسادس وسقطت لاحقا بيد الإسكندر الأكبر في عام 334 قبل الميلاد. بعد ذلك انقسم الأناضول إلى عدد من الممالك الصغيرة الهلنستية (هي بيثينيا، كابادوكيا، برغامس، والبنطس)، والتي استسلمت للالجمهورية الرومانية في منتصف القرن الأول قبل الميلاد. في عام 324 اختار الإمبراطور الروماني قسطنطين بيزنطة لتكون العاصمة الجديدة للإمبراطورية الرومانية وأطلق عليها اسم روما الجديدة (التي أصبح اسمها القسطنطينية لاحقًا وبعد ذلك إسطنبول). وأصبحت القسطنطينية مركز المسيحية الشرقية ومركزا حضارياً عالمياً. 
بعد سقوط الإمبراطورية الرومانية الغربية، أصبحت عاصمة الإمبراطورية البيزنطية (الامبراطورية الرومانية الشرقية). عقدت في تركيا أغلب المجامع المسكونية بحكم كونها عاصمة الإمبراطورية لعل أهمها مجمع نيقية ومجمع أفسس ومجمع خلقيدونية؛ تاخمت الدولة البيزنطيّة حدود الدولة الأموية عند جبال طوروس والتي عُرفت باسم «دول الثغور» التي تناوب على حكمها الطرفان، حتى تمكن السلاجقة من احتلال أواسط الأناضول وتأسيس مملكة مُسلمة فيها، كذلك فقد تمكن خلال القرن العاشر البيزنطيون استعادة طوروس واحتلّوا أنطاكية وحلب قرابة القرن. خلال العصر الذهبي للالإمبراطورية البيزنطية خاصًة تحت حكم الأسرة المقدونية والكومنينيون، ففي عهدهم عرفت الإمبراطورية البيزنطية نهضة ثقافية وعلمية وكانت القسطنطينية في عهدهم المدينة الرائدة في العالم المسيحي من حيث الحجم والثراء والثقافة. خلال الحروب الصليبية، تأسست مملكة قونية في جنوب تركيا الحاليّة إلى جانب إمارة أنطاكية، وتحالفت الإمبراطورية البيزنطيّة مع الوافدين غير ما مرّة لعل أشهرها مع مملكة بيت المقدس بهدف احتلال مصر، غير أن الحملة فشلت. يذكر أن الحملة الصليبية الرابعة قد اتجهت صوب القسطنطينية نفسها واحتلتها عام 1261 غير أن الدولة لم تعمّر طويلاً. ورغم إعادة تكوّن الإمبراطورية البيزنطية في القرن الرابع عشر لم تكن دولة قوية ولم تكتسب مجدداً مجدها السابق، أما داخل تركيا الحالي أيْ الأناضول، كان مقسماً إلى دويلات ومقاطعات إسلاميّة صغيرة متناحرة طوال القرنين الرابع عشر والخامس عشر، إلى أن سطع نجم عثمان الأول محاربًا البيزنطيين ومحتلاً مدنًا وحصوناً تحت سيطرتهم، ثم قام وخلفاؤه بالاستدارة صوب الممالك الصغيرة المجاورة قاضماً إياها الواحدة تلو الأخرى مؤسساً بذلك الدولة العثمانية.

### الدولة العثمانية

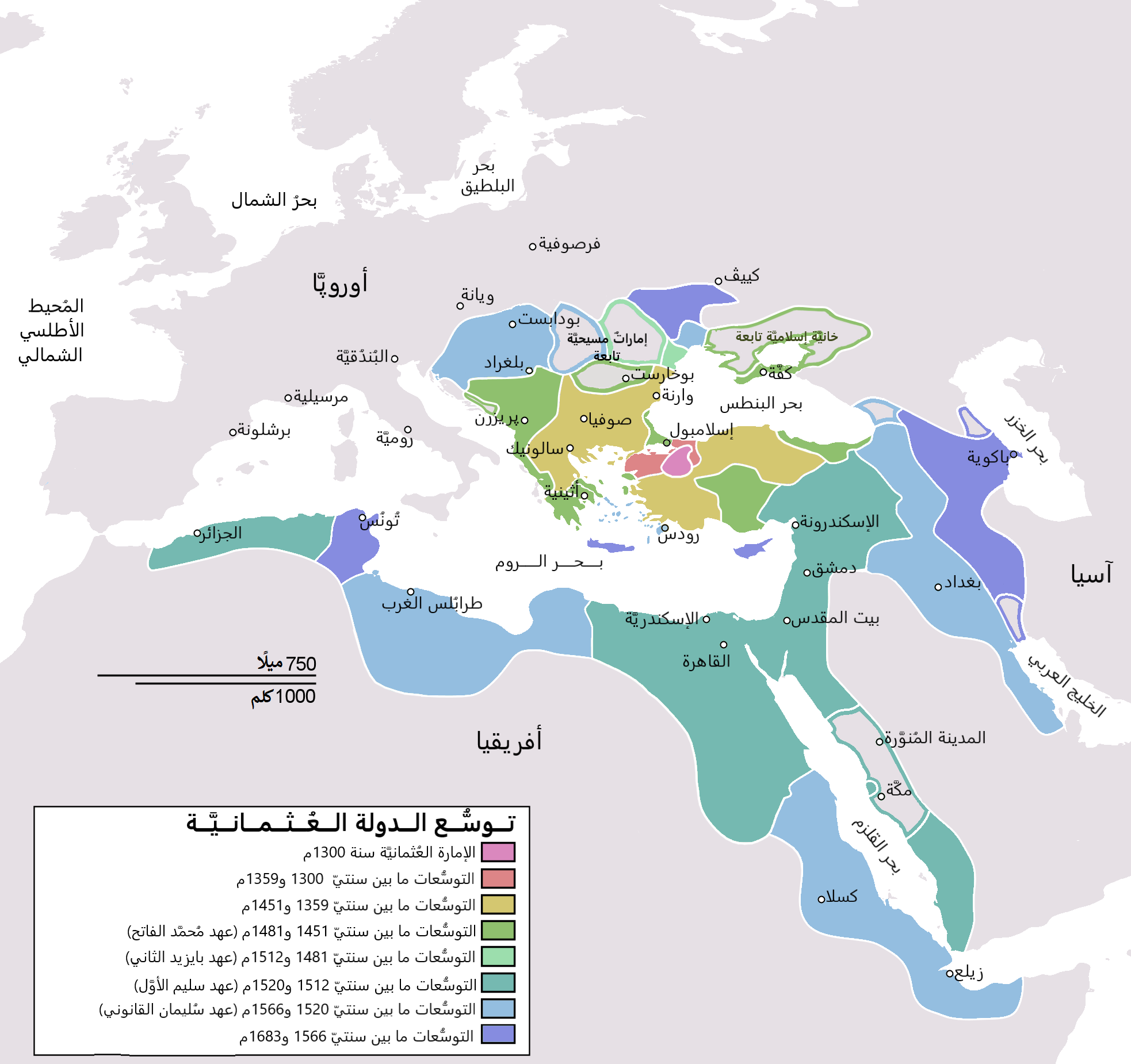
توسّع الدولة العثمانية منذ قيامها حتى بداية دور الركود في سنة 1683.

حكم عثمان الأول مملكته حتى 1326، وبعد وفاته أصبح أورخان ابنه سلطاناً استطاع فتح بورصة وعمل على توسيع حدود الدولة وتنمية اقتصادها، عمل أورخان على توسيع الدولة، فنشأ بينه وبين البيزنطيين صراع عنيف كان من نتيجته استيلاؤه على مدينتيّ إزميد ونيقية. وفي عام 1337 شن هجوماً على القسطنطينية عاصمة البيزنطيين نفسها، ولكنه أخفق في فتحها. شهدت الدولة في عهد أورخان أول استقرار للعثمانيين في أوروبا، وأصبحت الدولة العثمانية تمتد من أسوار أنقرة في آسيا الصغرى إلى تراقيا في البلقان، وعمل على نشر الإسلام.
من المحطات البارزة في عهد تكوّن الدولة العثمانية، سيطرة بايزيد الأول على مدينة آلاشهر آخر ممتلكات الروم في آسيا الصغرى، وإخضاع بلغاريا عام 1393. وعند احتلال بلغاريا أصيبت أوروبا بالذعر وحشدت بطلب من البابا بونيفاس التاسع حملة صليبية شاركت فيها المجر وفرنسا وبافاريا ورودس والبندقية وإنكلترا والنمسا وفرسان القديس يوحنا غير أنها وبنتيجة معركة نيقوبولس فشلت. في عام 1402 سقطت تركيا والدولة العثمانية بيد تيمورلنك بعد هزيمة العثمانيين في معركة أنقرة، وكان من نتيجة المعركة أسر السلطان ونقله إلى سمرقند، عاصمة الدولة المغولية حيث مكث فيها إلى أن توفي عام 1403.
شهد العرش العثماني شغورًا بعد وفاة بايزيد الأول، ونشبت حروب أهليّة ضاريّة إلى أن تمكن محمد الأول من الاستفراد بالحكم، ومن بعده جاء محمد الثاني وفي عهده تمكن العثمانيون من فتح القسطنطينية ناقلين إليها عاصمة الدولة، وغدا اسمها «إسلامبول» أي «تخت الإسلام» أو «مدينة الإسلام». تابع محمد الفاتح حروبه التوسعية واحتل أجزاءا من اليونان والبوسنة والهرسك وألبانيا. بعد وفاته، وقعت حرب أهلية جديدة بين ولديه جم وبايزيد الثاني، ولما كانت الغلبة من نصيب الثاني تمكن من توحيد عرش الإمبراطورية تحت رايته مجدداً.

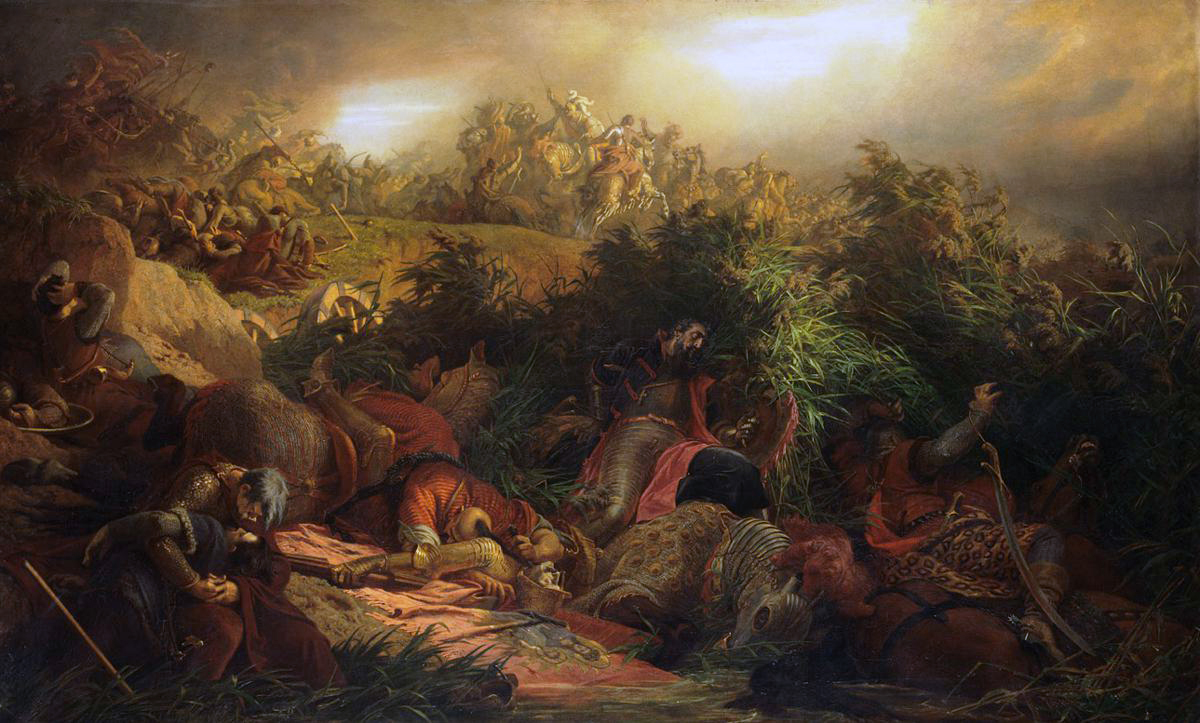
معركة موهاج والغزو العثماني للمجر، بريشة بيرطلان سيزيكيلي.

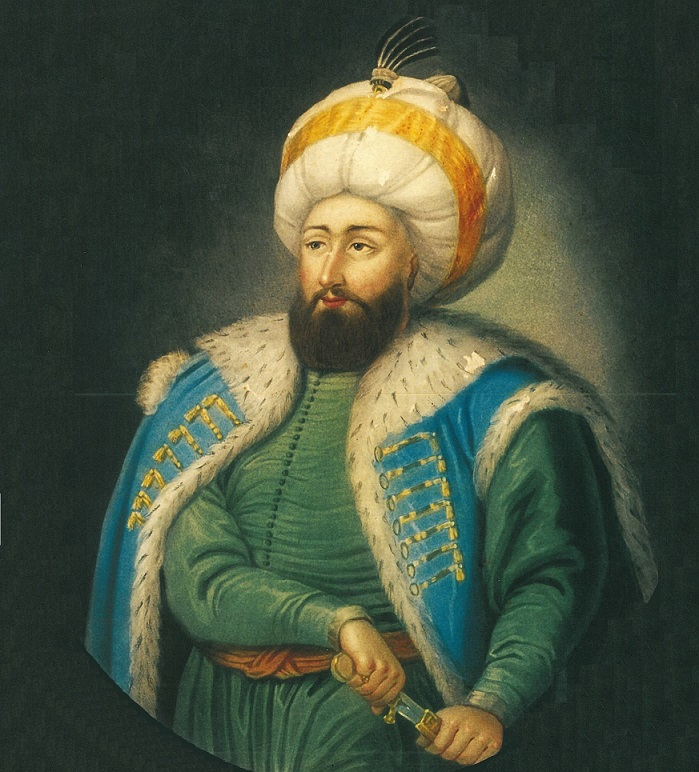
السلطان محمد الثاني فاتح إسطنبول.

توفي بايزيد الثاني عام 1512 وغدا سليم الأول سلطاناً، وفي عهده توسع العثمانيون جنوبًا وشرقًا، فهزم الصفويين والمماليك وفتح العثمانيون أغلب الشرق الأوسط بعد معركة مرج دابق عام 1516، بما فيها المدن الإسلامية المقدسة أي مكة والمدينة المنورة والقدس، وقد غدا سليم الأول بعد هذا «الفتح» سلطانًا وخليفة. بعد وفاته عام 1520، ارتقى العرش ابنه سليمان القانوني الذي وصلت الدولة في عهده إلى أوج قوتها عسكريًا واقتصاديًا وعلى صعيد السياسة الخارجية، إذ شهد عهد القانوني أول تحالف بين العثمانيين وأوروبا ممثلة بفرنسا ضد أوروبا نفسها، أما أبرز الفتوح كانت في جنوب المجر وترانسلفانيا ورودوس في الغرب، وبغداد وتبريز في الشرق. توفي القانوني عام 1566، وأخذ نجم الدولة بالأفول من بعده وتدريجيًا، تابعت الدولة توسعها بضم قبرص وتونس في عهد سليم الثاني، وهزموا في بوخارست في عهد سليم الثالث، وأخذت الفرق العسكرية العثمانية المعروفة باسم الإنكشارية تتحول من أداة قوة الدولة إلى أداة ضعفها فخلعت عددًا من السلاطين والصدور العظام وقتلت البعض الآخر أمثال إبراهيم الأول، كما أن الثورة الصناعية في أوروبا والاكتشافات الحديثة التي مكنت الغرب من تطوير نظام جديد للحياة بقي بعيدًا عن الدولة العثمانية، التي مكثت نظامًا زراعيًا وإقطاعيًا على هامش التطور الحاصل في الغرب. حتى المناطق التي دانت بيسر للدولة أمثال سوريا العثمانية أخذت تنتفض وتحاول الاستقلال؛ تعرف هذه المرحلة في التاريخ العثماني باسم «مرحلة الجمود» واستمرت إلى القرن التاسع عشر حين أخذ السلاطين يسعون لنقل التحديث الأوروبي بحذافيره إلى البلاد، فأدخل الزي الغربي والمدارس الأوروبية وألغيت الإنكشارية واستبدلت بفرق نظامية في عهد محمود الثاني، وتابع خليفته عبد المجيد الأول الإصلاح الذي عرف باسم «فترة التنظيمات» وفيها أخذت المحاكم التجارية والمدونات القانونية بالظهور فضلاً عن المساواة بين المواطنين، وهو ما استمر في عهد خليفته عبد العزيز الأول؛ مكث تحقيق الإصلاحات تحقيقًا جدي صعبًا، وتوالت هزائم الدولة وانسلاخ الأقاليم عنها على سبيل المثال انسلخت الجزائر عام 1830 بعد احتلال فرنسا لها؛ وربما فإن تدهور وضع الدولة المالي هو العامل الأساس في ذلك، مع الامتيازات التجارية الأوروبية وانخفاض قيمة النقد العثماني حتى اضطرت إلى إعلان إفلاسها مرتين. حاول عبد الحميد الثاني الذي وصل إلى العرش عام 1878، إيقاف العمل بالإصلاحات التي توجت بإعلان الدستور العثماني وافتتاح البرلمان، ما عرضه لنقمة المصلحين.
فشل عبد الحميد الثاني في السيطرة على الدولة، وأصبح الاتحاديون حكام البلاد الفعليين، فعمدوا على تكريس القومية التركية في البلاد وعمدوا إلى تعميم الهوية التركية في البلاد المجاورة. خلال الحرب العالمية الأولى، كانت الدولة جزءًا من دول المحور التي أصيبت بالهزيمة واضطرت إلى إخلاء جميع أراضيها الغير تركية مع هدنة مودروس عام 1918. تتهم الدولة العثمانية أيضًا خلال الحرب العالمية الأولى بارتكاب مجازر بحق الآشوريين وبحق الأرمن. وكان نقل الأرمن خلال الحرب إلى سوريا جزءًا من الإبادة الجماعية للأرمن. ونتيجة لذلك ، قُتل ما يقدر بنحو 800,000 إلى 1,500,000 أرمني. ونفت الحكومة التركية الاعتراف بالأحداث باعتبارها إبادة جماعية، وتدعي أن الأرمن رُحِّلوا فقط من منطقة الحرب الشرقية. بالمقابل من المعترف به على نطاق واسع بين الباحثين والمؤرخين أن مذابح الأرمن تعتبر من جرائم الإبادة الجماعية الأولى في التاريخ الحديث،:177 كما نُفذت حملات إبادة جماعية على مجموعات من الأقليات الأخرى في الدولة العثمانية مثل الآشوريين واليونانيين. والتي تعتبر جزء من نفس سياسية الإبادة التي انتهجتها الدولة العثمانية ضد الطوائف المسيحية. بعد هدنة مودروس في 30 أكتوبر من عام 1918، رأت قوات الحلفاء المنتصرة تقسيم الدولة العثمانية في معاهدة سيفر في عام 1920.

### الجمهورية التركية

مصطفى كمال أتاتورك، مؤسس تركيا الحديثة.

كانت تركيا مركزًا للحكم العثماني حتى عام 1922. وفي سنة 1922 خُلِعَ آخر السلاطين محمد السادس، وألغى مصطفى كمال أتاتورك الخلافة نهائيًا في العام 1924، بعد أن ألغى السلطنة في العام 1922. بدأت الحكومة التركية المؤقتة في أنقرة، التي أعلنت نفسها الحكومة الشرعية للبلاد في 23 أبريل 1920، في إضفاء الطابع الرسمي على الانتقال القانوني من النظام العثماني القديم إلى النظام السياسي الجمهوري الجديد. انخرطت حكومة أنقرة في صراع مسلح ودبلوماسي. في 1921 إلى 1923، طُردت الجيوش الأرمينية واليونانية والفرنسية والبريطانية: أدى التقدم العسكري والنجاح الدبلوماسي لحكومة أنقرة إلى توقيع هدنة مودانيا في 11 أكتوبر 1922. أدى التعامل مع أزمة جنق قلعة (سبتمبر إلى أكتوبر 1922) بين المملكة المتحدة وحكومة أنقرة إلى انهيار وزارة ديفيد لويد جورج في 19 أكتوبر 1922 والاستقلال السياسي لكندا عن المملكة المتحدة. في 1 نوفمبر 1922، ألغى البرلمان التركي في أنقرة السلطنة رسميًا، منهيًا بذلك 623 عامًا من الحكم العثماني الملكي.
وشهدت تركيا بعد الحرب العالمية الأولى حركة قومية قادها مصطفى كمال أتاتورك والتي تكنى بـ «أبو الأتراك»، وأعلن تركيا الجمهورية فتولى رئاستها عام 1923، حتى وفاته عام 1938، وقد تمكن من إحلال نظام علماني في البلاد، وأرسى أيضًا عددًا من العادات الغربية إلحاقًا للبلاد بأوروبا ومنها استبدال الكتابة بالأحرف العربية إلى اللاتينية.
بقيت تركيا محايدة خلال معظم الحرب العالمية الثانية ولكنها دخلت إلى جانب الحلفاء في 23 فبراير 1945 كبادرة حسن نية وأصبحت في عام 1945 عضوًا في الأمم المتحدة. كانت تركيا تواجه صعوبات مع اليونان في قمع المد الشيوعي، وبعد الحرب برزت مطالب الاتحاد السوفياتي بقواعد عسكرية في المضائق التركية، ما دفع الولايات المتحدة إلى إعلان مبدأ ترومان في عام 1947، الوارد في عقيدة النوايا الأميركية لضمان أمن تركيا واليونان، وأسفر عن تدخل للجيش الأمريكي واسع النطاق ودعم اقتصادي.
انتهى حكم الحزب الواحد في عام 1945، وتبع ذلك الانتقال إلى الديموقراطية التعددية التي بقيت حاضرة بقوة على مدى عدة عقود، إلا أنها تعطلت من جراء الانقلابات العسكرية في أعوام 1960، و1971، و1980 و1997. خلف أتاتورك في الحكم عصمت إينونو حتى عام 1950، وسيطر الحكم المدني على البلاد حتى عام 1973. بعد مشاركة تركيا في قوات الأمم المتحدة في الحرب الكورية، انضمت لحلف شمال الأطلسي في عام 1952، وأصبحت حصنًا منيعًا ضد التوسع السوفيتي في البحر المتوسط.

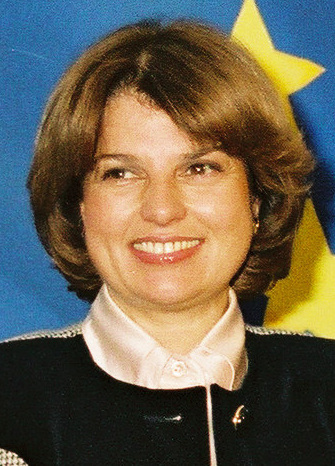
تانسو تشيلر، أول رئيسة وزراء لتركيا.

غزت تركيا قبرص في 20 يوليو عام 1974 وحتى شهر أغسطس من نفس العام، ردًا على دعم المجلس العسكري اليوناني للانقلاب على نظام الحكم في قبرص. وقد انتهت العملية العسكرية بانتصار القوات التركية، بعد إنزال تركيا لجنودها في الجزء الشمالي من جزيرة قبرص في بداية الحرب يوم 20 يوليو 1974، وسقوط المجلس العسكري اليوناني في أثينا بعدها بتسعة سنوات تأسست قبرص الشمالية التي لا تعترف بها أي دولة في العالم سوى تركيا. عاد حكم العسكر بعد عام 1973 فأدى ذلك إلى وضع غير مستقر. واندلعت أعمال العنف عام 1980، ألحقه عام 1984 بتمرد حزب العمال الكردستاني المسلح ضد الحكومة التركية؛ أودى الصراع بحياة أكثر من 40 ألف شخص ولا يزال إلى اليوم حيث تعاني الحكومة التركية من معارضة الأكراد والأرمن. حيث أن الأكراد يمثلون بين 20 - 25 مليون نسمة، وفي عام 1991، سمح الرئيس التركي أوزال بلجوء الأكراد إلى الأراضي التركية إثر ثورتهم في العراق وفي عام 1993، أصبحت تانسو تشيلر أول رئيسة للوزراء في تركيا.
منذ تحرير الاقتصاد التركي في الثمانينات، تمتعت البلاد بنمو اقتصادي أقوى واستقرار سياسي أكبر. وقد تقدمت تركيا بطلب العضوية الكاملة في السوق الأوروبية المشتركة في عام 1987، وانضمت إلى الاتحاد الجمركي للاتحاد الأوروبي في عام 1995 وبدأت مفاوضات الانضمام مع الاتحاد الأوروبي في عام 2005.
في عام 2013، اندلعت احتجاجات واسعة النطاق في العديد من المحافظات التركية والتي نتجت عن خطة لإزالة حديقة غيزي ولكن سرعان ما تنامت المعارضة العامة المناهضة للحكومة. في 15-16 يوليو / تموز 2016 جرت محاولة انقلاب فاشلة للإطاحة بالحكومة. وكرد فعل على الانقلاب الفاشل ، قامت الحكومة بعمليات تطهير واسعة.

## الجغرافيا

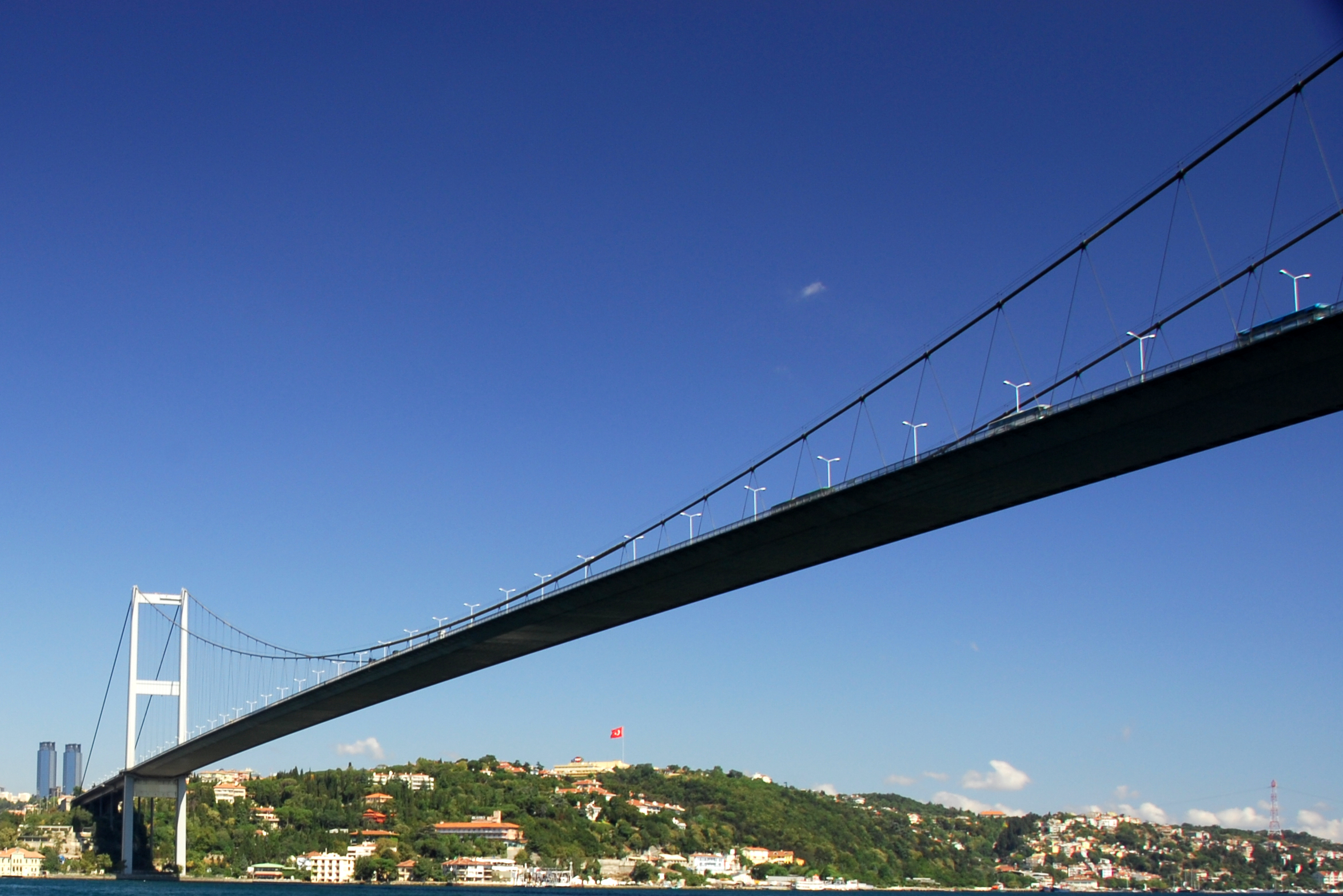
جسر البوسفور في إسطنبول، التي تربط بين أوروبا وآسيا.

تقع تركيا في مكان استراتيجي  حيث تصل ما بين القارة الآسيوية والأوروبية، تفصل تركيا الآسيوية عن الأوروبية (تتكون في معظمها من الأناضول)، التي تضم 97 ٪ من البلاد، بمضيق البوسفور وبحر مرمرة ومضيق الدردنيل (والتي تشكل معا ارتباط المياه بين البحر الأسود والبحر الأبيض المتوسط). تركيا الأوروبية (شرق تراقيا روميليا أو في شبه جزيرة البلقان) تضم 3 ٪ من مساحة البلاد.
تتميز تركيا بشكلهاالمستطيل بطول 1.600 كم والعرض 800 كم،  تقع ما بين خطي عرض 35 درجة و 43 درجة شمالا، وخطي طول 25 درجة و 45 درجة شرقا. تحتل تركيا المركز السابع والثلاثون عالميا من حيث المساحة. البلد محاطة بالبحار من ثلاثة جوانب: بحر ايجه إلى الغرب، والبحر الأسود في الشمال والبحر الأبيض المتوسط إلى الجنوب. وأيضا بحر مرمرة في الشمال الغربي من البلاد.
المناظر الطبيعية المتنوعة في تركيا هي نتاج حركات الأرض المعقدة التي حدثت في المنطقة على مدى آلاف السنين، والواضح أنها نشطة من ناحية الزلازل والبراكين إلى حد ما. وحدث زلازل كبير عام 1999 والذي أدى إلى موت الكثيرين.

### المناخ

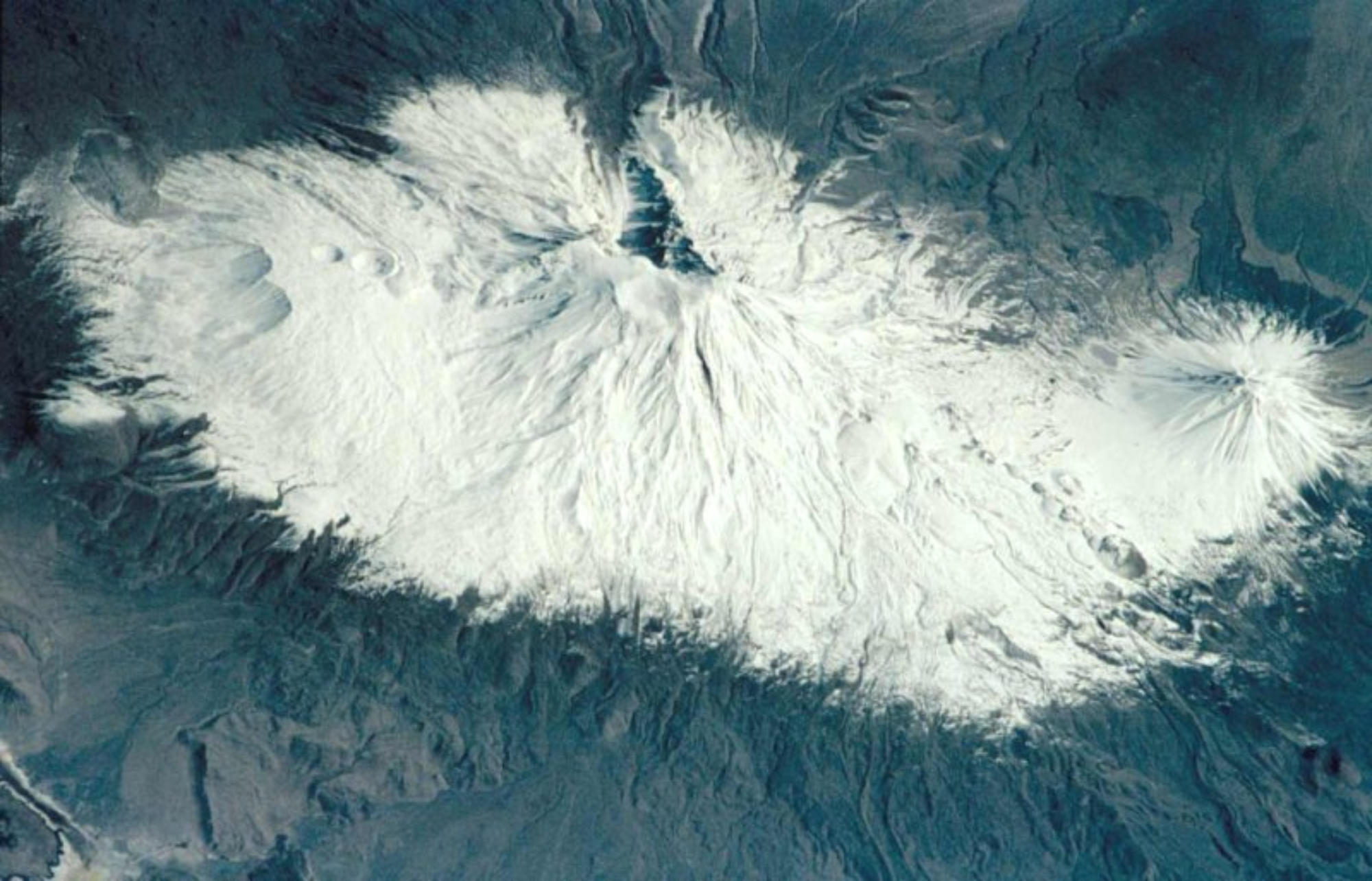
جبل ارارات (آغري داغي) هو أعلى قمة في تركيا في 5165 متر (16946 قدم).

تمتاز المناطق الساحلية من تركيا المطلة على بحر إيجة والبحر الأبيض المتوسط بمناخ البحر المتوسط المعتدل، مع صيف حار وجاف وشتاء معتدل إلى بارد ورطب. تمتاز المناطق الساحلية من تركيا والمطلة على البحر الأسود بمناخ محيطي دافئ ورطب صيفًا وبارد ورطب في الشتاء. تهطل أكبر كمية من الأمطار على الساحل التركي من البحر الأسود وهي المنطقة الوحيدة في تركيا التي تمتاز بمعدلات هطول أمطار عالية. يبلغ معدل هطول الأمطار في الشرق من الساحل 2.500 ملليمتر سنويًا، وهي أعلى نسبة هطول للأمطار في البلاد.
المناطق الساحلية في تركيا المطلة على بحر مرمرة (بما في ذلك إسطنبول)، الذي يربط بين بحر إيجة والبحر الأسود، تمتاز بمناخ انتقالي بين مناخ البحر المتوسط المعتدل والمناخ المحيطي، وفصل صيف حار وجاف، وشتاء بارد ومعتدل إلى بارد ورطب. لا تسقط الثلوج سنويًا في كل شتاء على بحر مرمرة والبحر الأسود. من ناحية أخرى من النادر أن تسقط الثلوج في المناطق الساحلية لبحر إيجة، ونادرة جدًا في المناطق الساحلية للبحر الأبيض المتوسط.

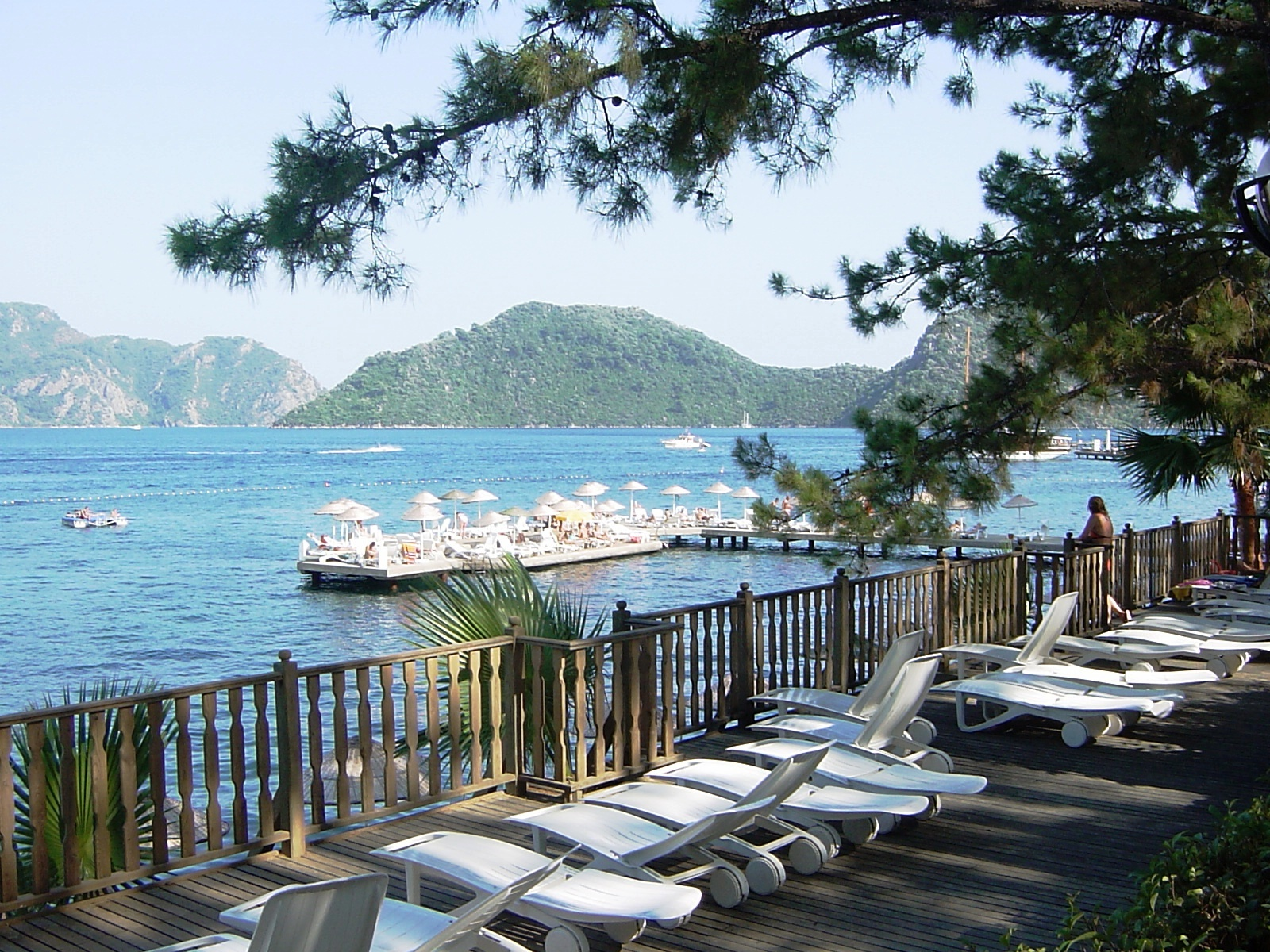
مرمريس على شاطئ الريفييرا التركية.

شتاءً على الجبال. درجات الحرارة من - 30 إلى - 40 درجة مئوية يمكن أن يحدث في منطقة شرق الأناضول، ويبقى الثلج على الأرض مدة لا تقل عن 120 يومًا من السنة. في الغرب، تبلغ درجة الحرارة المتوسطة في فصل الشتاء أقل من 1 درجة مئوية. الصيف حار وجاف، مع درجات حرارة أعلى عمومًا 30 درجة مئوية في اليوم. المعدلات السنوية لهطول الأمطار تبلغ 400 ملليمتر (15 بوصة). المناطق الأكثر جفافًا هما سهل قونية وسهل ملاطية، حيث معدل هطول الأمطار السنوي في كثير من الأحيان أقل من 300 ملليمتر (12 بوصة). يعتبر شهر مايو الأكثر بللا، في حين يوليو وأغسطس هما الأكثر جفافًا.

### كوارث طبيعية
تعدّ تركيا أرض نشطة زلزاليا مع اثنتين من كبرى المناطق الفالقية المعرضة لإضراب تزحلفي فالق شمال الأناضول وفالق شرق الأناضول. وتتأثر أيضًا المناطق الغربية من البلاد وخاصة المنطقة التكتونية في بحر إيجة. ويعتبر الفيضان الذي حدث في أبريل 2008 من الأسوأ في تاريخ البلاد. وفيضانات تركيا 2009 وكانت سلسلة من الفيضانات التي وقعت يوم 9 سبتمبر 2009 في إسطنبول وما حولها وتيكيرداغ، وبقية منطقة مرمرة في تركيا. وأدت الفيضانات إلى وفاة 31 شخصًا على الأقل وأضرار مادية قدرت بأكثر من 70 مليون دولار.

## التركيبة السكانية
| الجماعات العرقية في تركيا (2011). | الجماعات العرقية في تركيا (2011). | الجماعات العرقية في تركيا (2011). | الجماعات العرقية في تركيا (2011). | الجماعات العرقية في تركيا (2011). |
| --------------------------------- | --------------------------------- | --------------------------------- | --------------------------------- | --------------------------------- |
| العرق                             | العرق                             |                                   | النسبة                            | النسبة                            |
| أتراك                             | أتراك                             |                                   | 70.2%                             | 70.2%                             |
| كرد                               | كرد                               |                                   | 20.4%                             | 20.4%                             |
| قوقاز                             | قوقاز                             |                                   | 2.3%                              | 2.3%                              |
| عرب                               | عرب                               |                                   | 2.2%                              | 2.2%                              |
| فرس                               | فرس                               |                                   | 0.9%                              | 0.9%                              |
| أذربيجان                          | أذربيجان                          |                                   | 0.7%                              | 0.7%                              |

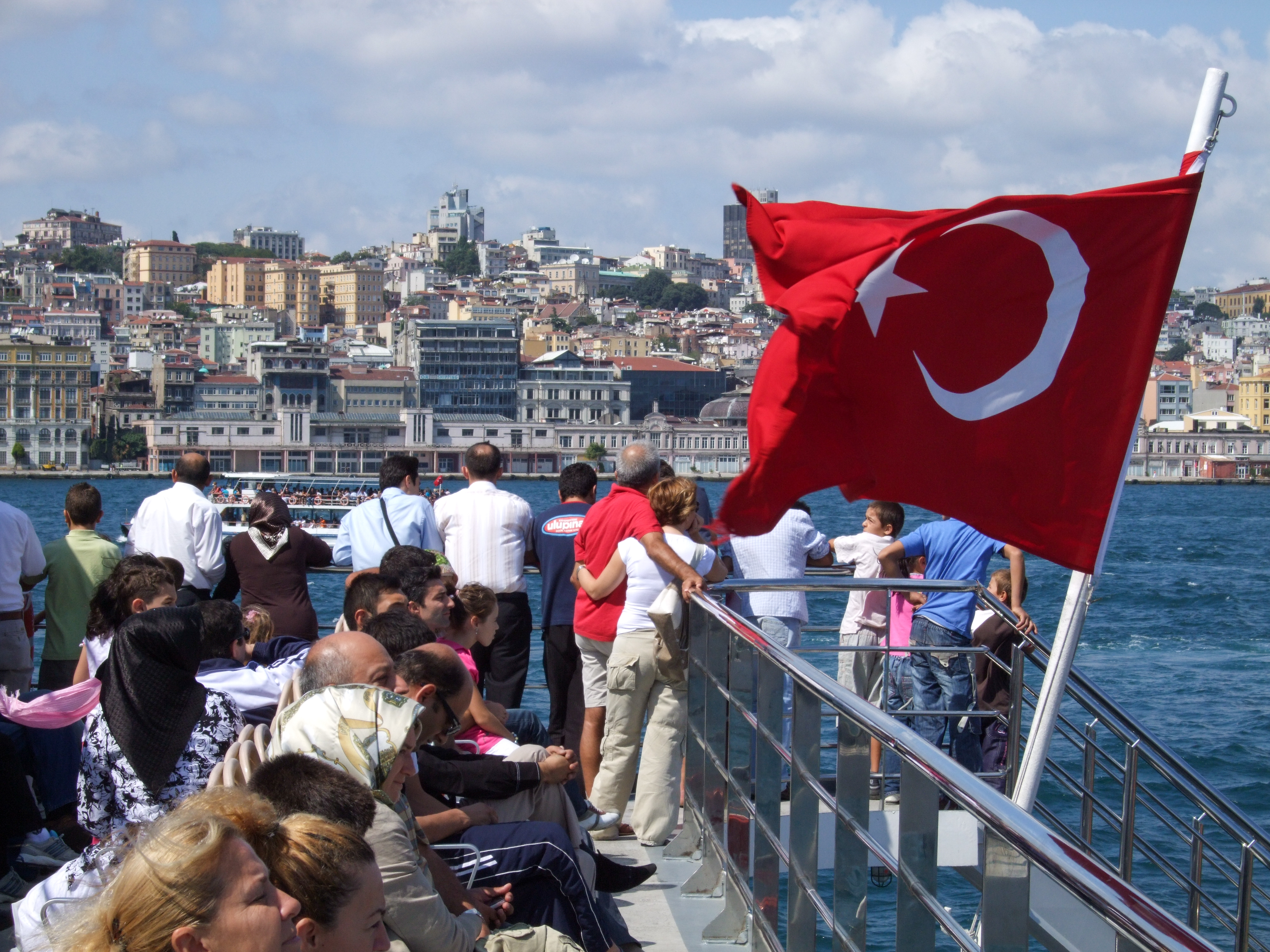
إسطنبول أحد أبرز المدن السياحية في تركيا

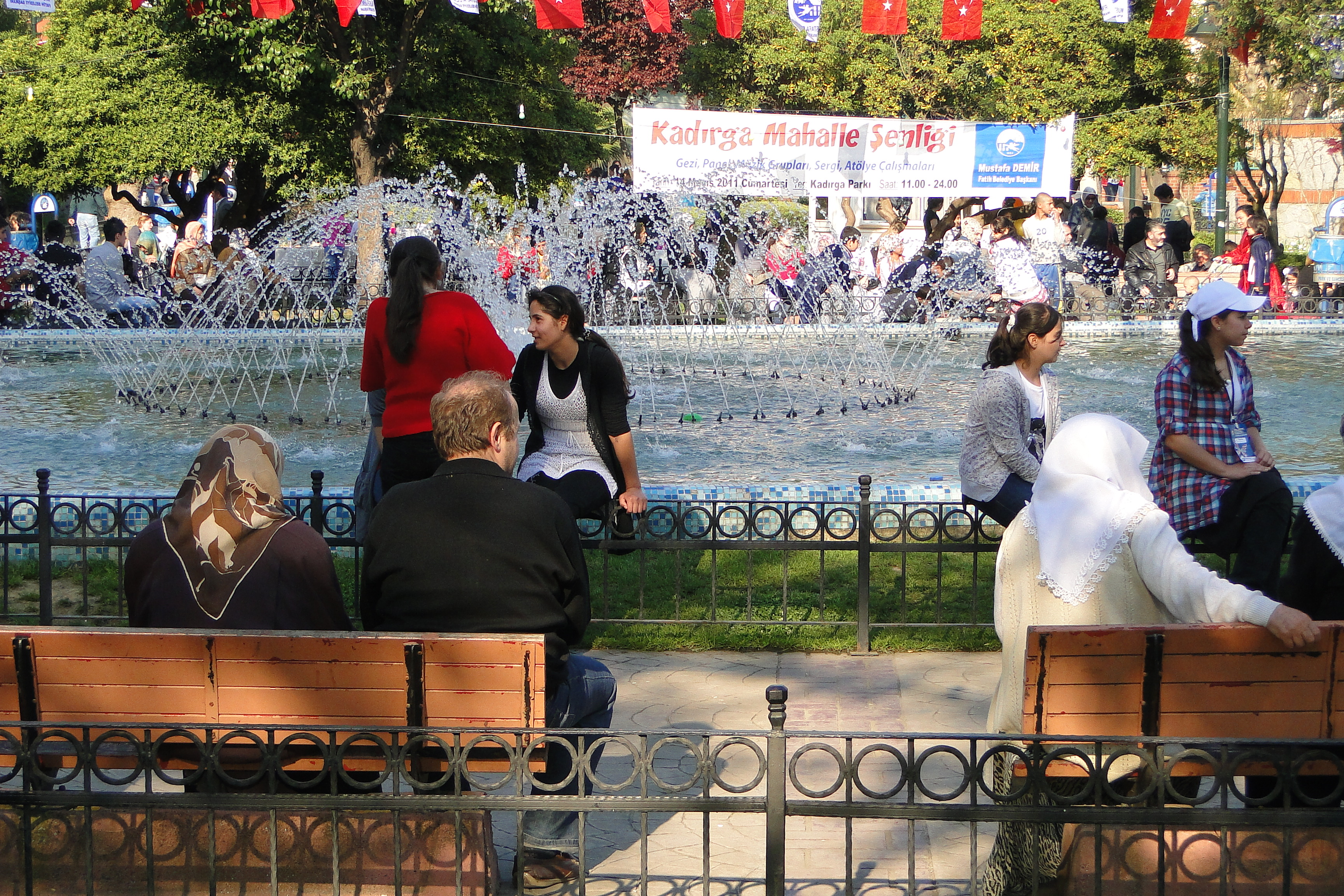
أتراك يجلسون عند بارك لايف - منطقة السلطان أحمد - اسطنبول.

كان آخر تعداد رسمي في عام 2007 وبلغ عدد سكان البلد 70.586.256 نسمة. ويقدر عدد السكان في البلاد 74.7 مليون نسمة في نهاية عام 2011 (بناءً على نظام تسجيل عنوان السكن في تركيا)،  ما يقارب ثلاثة أرباع السكان يعيشون في البلدات والمدن. وفقا لتقديرات عام 2009، يتزايد عدد السكان بنسبة 1.5% سنويا. تركيا لديها متوسط الكثافة السكانية 92 شخصًا لكل كيلومتر مربع. يشكلون الناس داخل الفئة العمرية 15- 64 ما نسبته 67% من مجموع السكان، والفئة العمرية 0 - 14 ما نسبته 26%؛ بينما كبار السن من المواطنين الذين تتراوح أعمارهم بين 65 عاما فما فوق يشكلون 7%  وفي عام 1927، بلغ عدد سكان الجمهورية التركية 13.6 مليون نسمة حسب الإحصائية الأولى مُنذ اقامة الدولة التركية.
العمر المتوقع عند الولادة يبلغ 71.1 سنة للرجال و 75.3 سنة للنساء، بمتوسط 73.2 سنة للسكان ككل. والتعليم الإلزامي والمجاني من سن 6 إلى 15. معدل الإلمام بالقراءة والكتابة 96% للرجال و(80.4%) للنساء، بمتوسط 88.1% من الإجمالي. والأرقام المنخفضة للمرأة ويرجع ذلك أساسًا إلى العادات التقليدية للعرب والأكراد الذين يعيشون في المحافظات الجنوبية الشرقية من البلاد.
المادة 66 من الدستور التركي يعرف «الترك» بأنه «أي شخص مرتبط بالدولة التركية برابطة المواطنة»، وبالتالي، فإن الاستخدام القانوني ل «التركية» مصطلح كمواطن في تركيا يختلف عن التعريف العرقي. ومع ذلك، فإن الغالبية العظمى من السكان هم من العرق التركي. هناك ما يقدر بنحو 70 - 75% حسب وكالة المخابرات المركزية  وعلى 76.0% بالمسح من ميليت في عام 2007.
الأكراد، وهي مجموعة عرقية متميزة تتركز أساسا في المقاطعات الجنوبية الشرقية من البلاد، وتمثل أكبر الأعراق غير التركية والتي تقدر بنحو 20% من السكان. في حين أن مصطلح «الأقلية» في حد ذاته لا يزال قضية حساسة في تركيا. البيانات الموثوقة عن المزيج العرقي للسكان غير متوفرة، لأن أرقام تعداد السكان التركي لا تتضمن إحصاءات عن العرق.
المجموعات العرقية الثلاث المعترف بها رسميا من الأقليات (في معاهدة لوزان)، هي: الأرمن واليونانيون واليهود. في 30 يناير 1923 جرى التوقيع على اتفاق ثنائي لتبادل السكان بين اليونان وتركيا دخلت حيز التنفيذ في العشرينيات من القرن الماضي، مع ما يقرب من 1.5 مليون من اليونان الانتقال من تركيا وبعض الأتراك (نصف مليون) قادمون من اليونان. والجماعات العرقية الأخرى هي أبخازيين وألبان وعرب وآشوريين وبوسنيين وشركس وجورجيين و«هامشينيين»، و«لاز»، وبوماك (بلغار) وغجر.
وفيها أقليات من أوروبا الغربية تشمل فرنسيي المشرق «Levantenler» ومعظمهم من جنوة بندقييون تواجدت في البلد (وخصوصًا في إسطنبول  وازمير ) منذ فترة القرون الوسطى.

### الجاليات
تتواجد جاليات تركية كبيرة في المهجر، تتركز معظمها في دول الاتحاد الأوروبي، حيث يشكل الأتراك على سبيل المثال أكبر جالية أجنبية في ألمانيا، يبلغ تعدادها ما يقارب الأربعة ملايين نسمة. في الولايات المتحدة وكندا وأستراليا جاليات تركية كبيرة أيضا .

### اللغة
التركية هي اللغة الرسمية الوحيدة في جميع أنحاء تركيا. وطبقًا لكتاب حقائق العالم، وتبلغ نسبة الذين يتكلمون اللغة التركية من 70 - 75% نحو من سكان تركيا، في حين أن اللغة الكردية يتحدث بها نحو 18% وقد كانت تركيا قبل ذلك تتحدث بـالأبجدية التركية العثمانية في عهد الدولة العثمانية. شبكة TRT التلفزيونية تبث برامج باللغات واللهجات المحلية للغة العربية والبوسنية والكردية والشركسية بضع ساعات في الأسبوع. قناة التلفزيون العامة، TRT 6، التي بثت برامجها باللغة الكردية أكثر من مرة، في أوائل عام 2009.

### الديانة
| الدين في تركيا حسب إحصاء عام 2023. | الدين في تركيا حسب إحصاء عام 2023. | الدين في تركيا حسب إحصاء عام 2023. | الدين في تركيا حسب إحصاء عام 2023. | الدين في تركيا حسب إحصاء عام 2023. |
| ---------------------------------- | ---------------------------------- | ---------------------------------- | ---------------------------------- | ---------------------------------- |
| الديانة                            | الديانة                            |                                    | النسبة                             | النسبة                             |
| الإسلام                            | الإسلام                            |                                    | 94%                                | 94%                                |
| آخرون                              | آخرون                              |                                    | 6%                                 | 6%                                 |

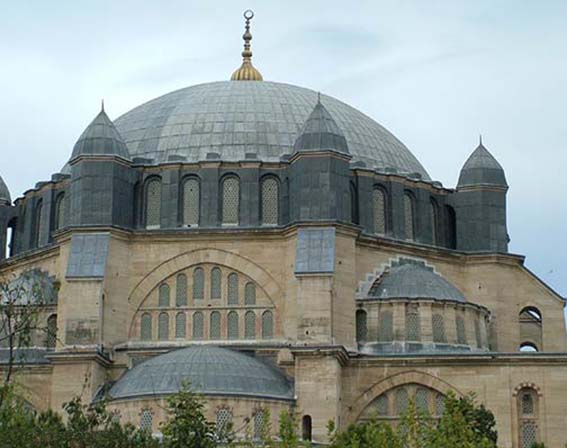
جامع السليمية - أدرنة علي طراز العمارة العثمانية

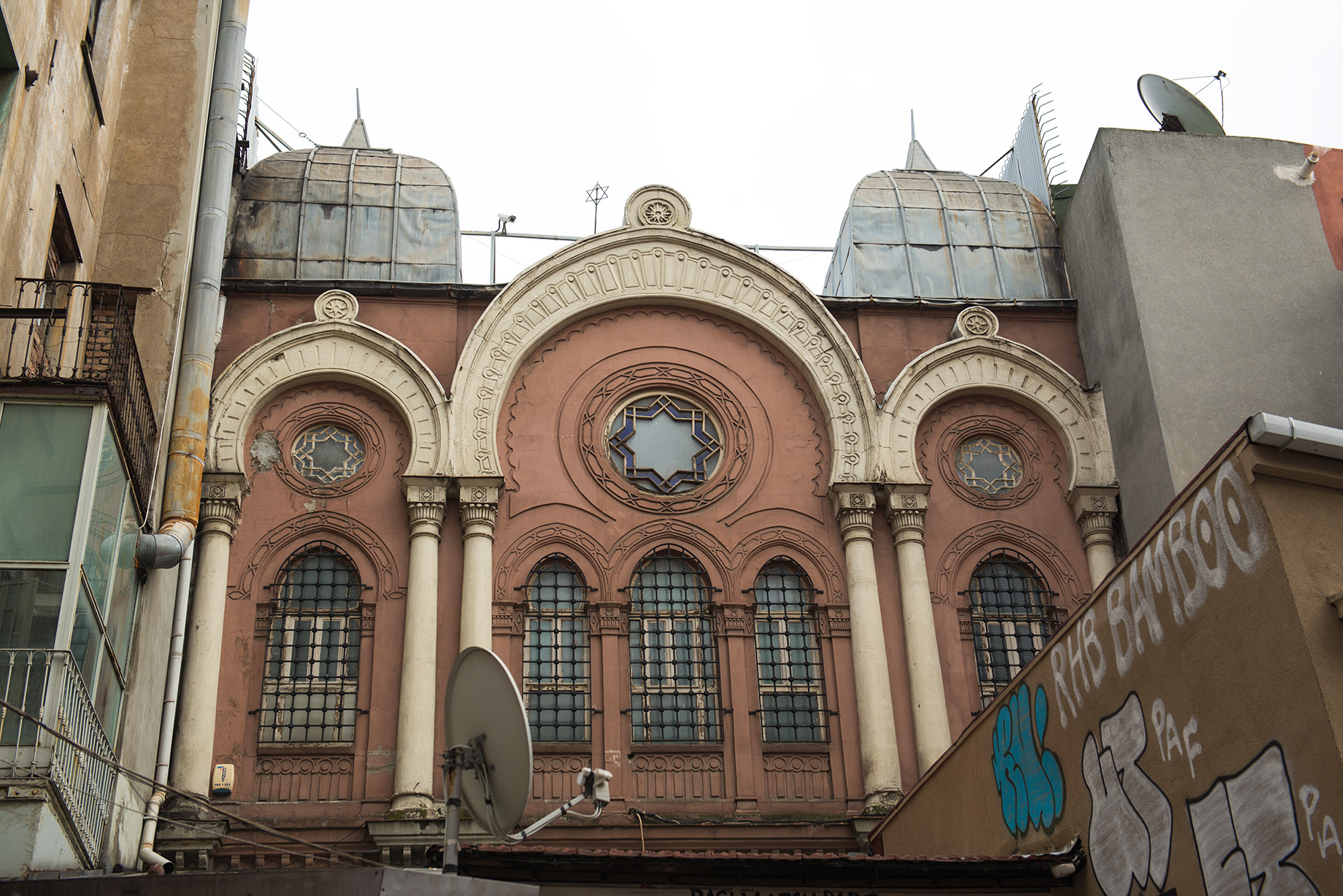
كنيس يهودي في تركيا.

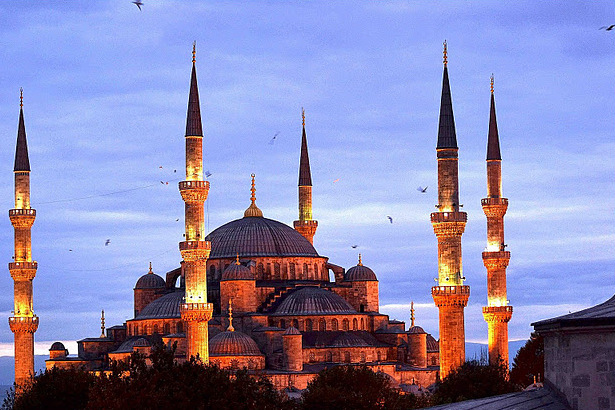
جامع السلطان أحمد في إسطنبول.

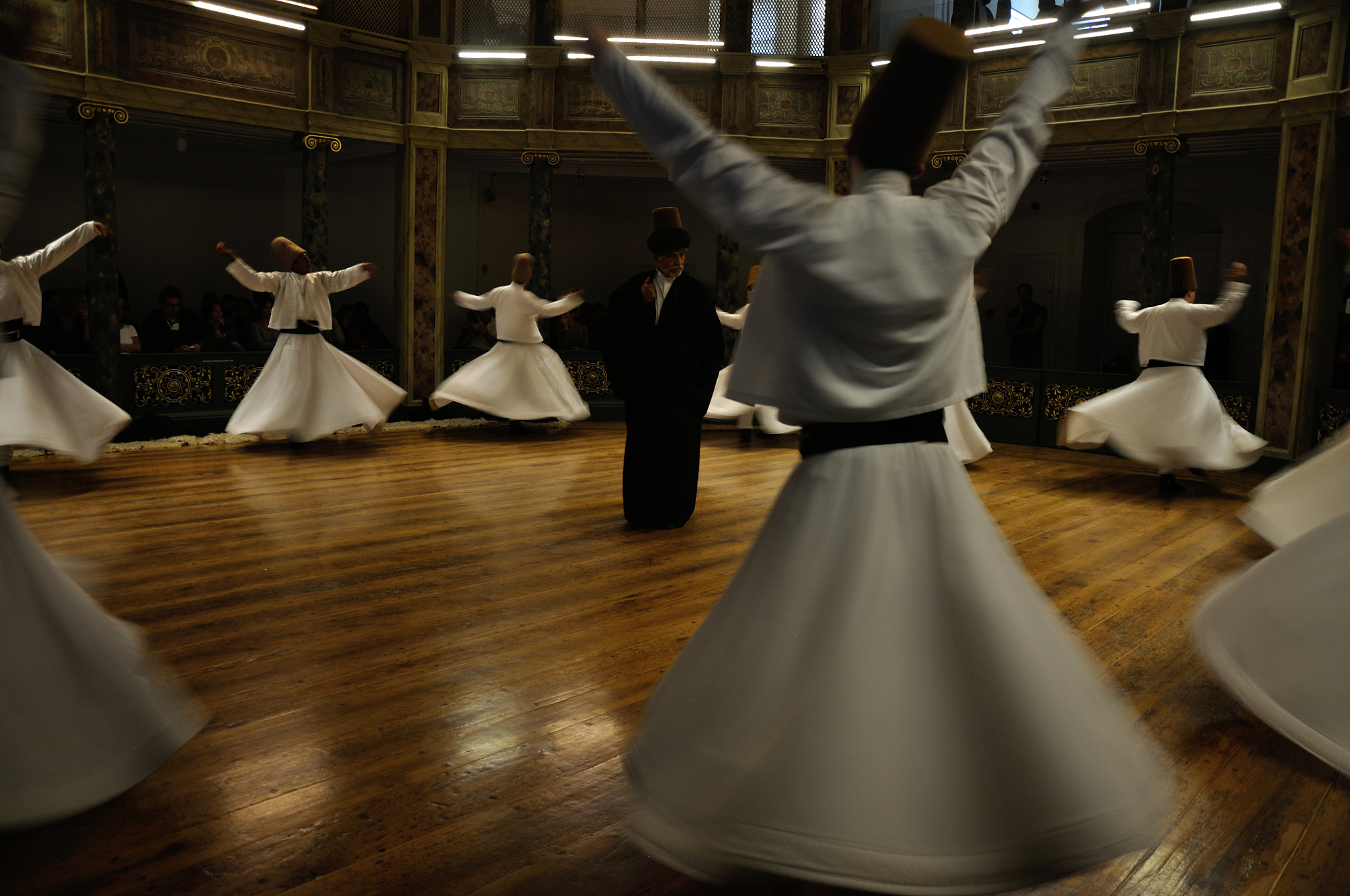
التصوف في تركيا.

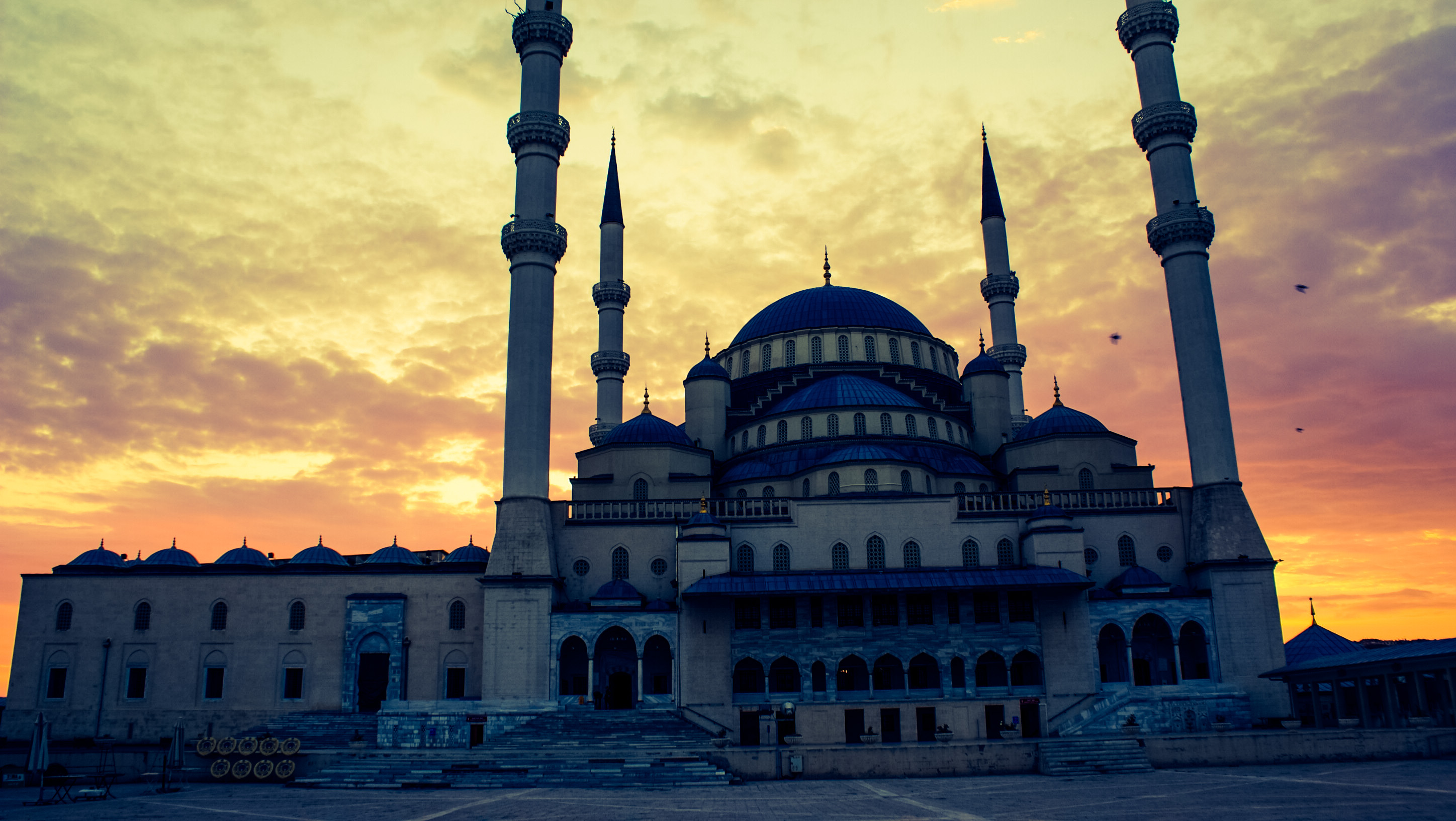
مسجد في أنقرة.

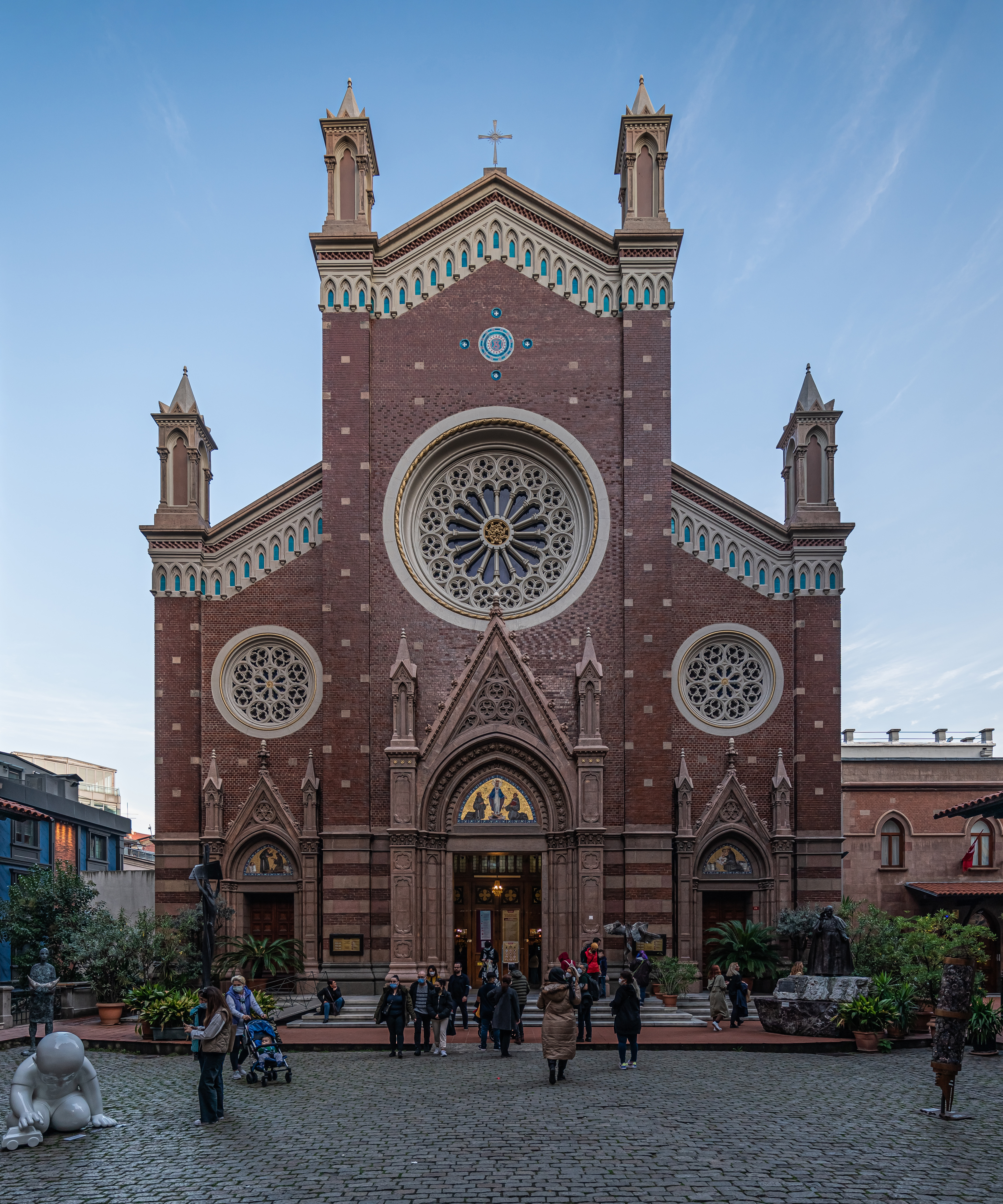
في إسطنبول 234 كنيسة وكنائس صغيرة نشطة، منها كنيسة القديس أنطونيوس البادوفا في شارع الاستقلال في بيوغلو (بيرا)

تركيا دولة علمانية حيث لا يوجد دين رسمي للدولة كما أن الدستور التركي يمنع تأسيس حكم ديني. يدين غالبية سكان تركيا بالإسلام، فحسب إحصاءات فإن ذلك يشكل 99% من سكان البلاد، فيما تذكر مراكز بحثية بأن نسبة المسلمين في تركيا تتراوح بين 97% إلى 98 % من السكان. ويعتقد أن ما بين (85-90%) منهم يتبعون الطائفة السنية، بينما يتبع ما بين (10-15%) طائفة شيعة العلويون. ليصل عددهم ما بين 7 إلى 10 مليون نسمة. كما يدين ما بين 0.6%-0.9% بالمسيحية وتعدّ الكنيسة الأرثوذكسية المشرقية أكبر الطوائف مسيحية في تركيا، وبحسب احصائية مركز الأبحاث الأميركي بيو يعيش في تركيا نحو 310,000 مسيحي، ويعتنق نحو 0.04% اليهودية ويبلغ عددهم اليوم 23,000 وأغلبهم سفارديم، أغلبية يهود تركيا هاجروا عقب قيام إسرائيل.
كان المسيحيون يشكلون نحو ما نسبته 20% من سكان أراضي تركيا الحالية في بداية القرن العشرين، لكن النسبة انخفضت عقب قيام الدولة العثمانية بمذابح ضد الارمن وضد الطوائف المسيحية الأخرى بعد أن أتهمتهم بالخيانة والتأمر مع روسيا في الحرب ضدها، والتي أدت إلى حدوث المذابح الاشورية ومذابح اليونانيون وقد تمت المذابح في شرق الأناضول وجنوبه وفي شمال العراق، وقد فاق عدد ضحاياها المليون ونصف مليون أرمني و 250,000 إلى 750,000 آشوريين/سريان/كلدان ونصف مليون يوناني على يد الدولة العثمانية خلال الحرب العالمية الأولى وبسبب عملية التبادل السكاني لليونانيين الأرثوذكس وضريبة الثروة التركية عام 1942 والهجرة المسيحية وعقب بوغروم إسطنبول عام 1955 والتي أدت إلى هجرة أغلبية مسيحيي إسطنبول، بسبب نهب الكنائس وقتل السكان المحليين من المسيحيين، فقد أحرقت خلال هذه الأعمال بطريركية القسطنطينية مركز الكنيسة الأرثوذكسية والعديد من المنازل والمشاغل والمصالح التي يملكها يونانيون وأرمن.  كما قامت الدولة العثمانية بعقد اتفاقية التبادل السكاني عام 1923م مع اليونان، فذهب 1.6 مليون مسيحيًا أرثذوكسيًا من تركيا إلي اليونان وجاء مكانهم 400,000 مسلمًا من اليونان لتركيا. أما الديانات الأخري فيبلغون نحو 5:6% فهم الايزيديون والمانويون وصابئة المندائيين وغيرهم.
نص المادة 24 من دستور عام 1982 يشير إلى أن مسألة العبادة هي مسألة شخصية فردية. لذا لا تتمتع الجماعات أو المنظمات الدينية بأي مزايا دستورية. هذا الموقف وتطبيق العلمانية عمومًا في تركيا نبع من الفكر الكمالي، الذي ينسب لمؤسس تركيا الحديثة كمال أتاتورك الداعي للعلمانية وفصل الدين عن الدولة. تدير المنشآتِ الإسلامية ورجال الدين دائرةُ الشؤون الدينية (بالتركية: Diyanet İşleri Bakanlığı) التي تأسست العام 1924، والتي تقوم بإدارة وصيانة وإنشاء نحو 75,000 مسجد مسجل حول البلاد. لا تدعم منظمات الديانات الأخرى دعمًا رسميًا، ولكنهم في المقابل يتمتعوا بإدارة ذاتية وحرية العمل.

### الأعياد والعطلات الرسمية

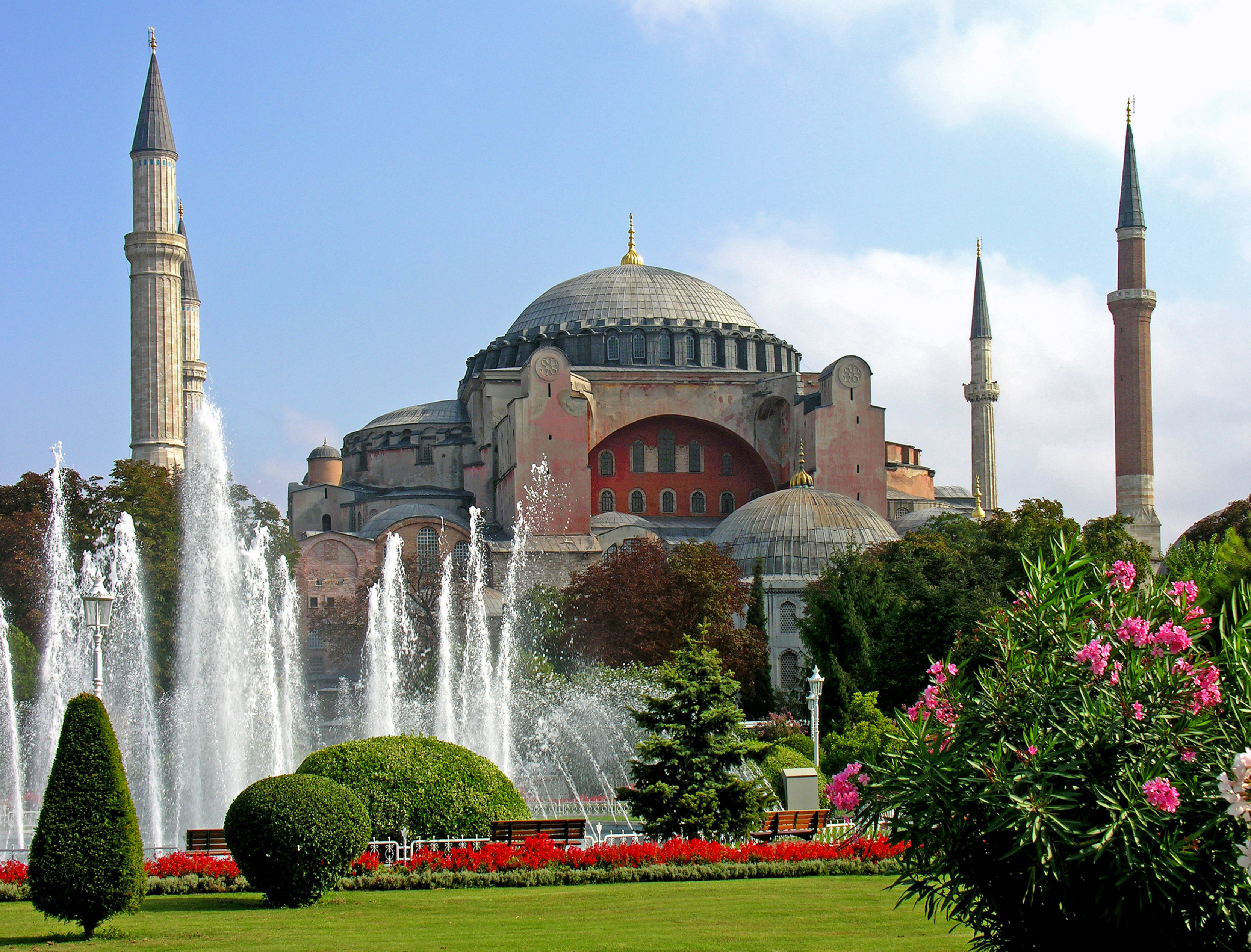
مسجد آيا صوفيا في إسطنبول.

تقام أيام العطل الرسمية في تركيا بموجب قانون 2429 منذ 19 مارس 1981 الذي حل محل قانون 2739 من 27 مايو 1935. ويمكن تصنيف هذه العطلات بالأعياد الدينية والوطنية.
| التاريخ                               | العيد                                  | الاسم المحلي                            | تصريحات                                                                                                 |
| ------------------------------------- | -------------------------------------- | --------------------------------------- | --- |
| 1 يناير                               | رأس السنة الميلادية                    | Yılbaşı                                 | أول يوم من أيام ميلادية السنة الجديدة                                                                   |
| 23 أبريل                              | يوم السيادة الوطنية للطفولة            | Ulusal Egemenlik ve Çocuk Bayramı       | الاحتفال بالذكرى الأولى لافتتاح الجمعية الوطنية الكبرى لتركيا في أنقرة في عام 1920. مخصصة للأطفال.      |
| 1 مايو                                | عيد العمال العالمي                     | Emek ve Dayanışma Günü                  | |
| 19 مايو                               | الاحتفال بيوم أتاتورك والشباب والرياضة | Atatürk'ü Anma, Gençlik ve Spor Bayramı | الاحتفال بداية حركة التحرر الوطني التي بدأها في عام 1919 أتاتورك المقصودة في سمسون. مخصصة للشباب.       |
| 30 أغسطس                              | عيد الانتصار                           | Zafer Bayramı                           | إحياء لذكرى الانتصار في معركة نهائية بعد إنهاء حرب الاستقلال التركية في عام 1922، مكرسة للقوات المسلحة. |
| 29 أكتوبر                             | يوم الجمهورية                          | Cumhuriyet Bayramı                      | إحياء ا لذكرى إعلان الجمهورية عام 1923. أيضا في فترة ما بعد الظهر من اليوم السابق.                      |
| بعد نهاية التقويم الإسلامي رمضان      | عيد الفطر                              | Ramazan Bayramı أو Şeker Bayramı        | عطلة دينية مدتها 3 أيام. أيضا في فترة ما بعد الظهر من اليوم السابق.                                     |
| 70 يوما بعد نهاية شهر رمضان الإسلامية | عيد الأضحى                             | Kurban Bayramı                          | عطلة دينية مدتها 4 أيام. أيضا في فترة ما بعد الظهر من اليوم السابق.                                     |

## القوات المسلحة

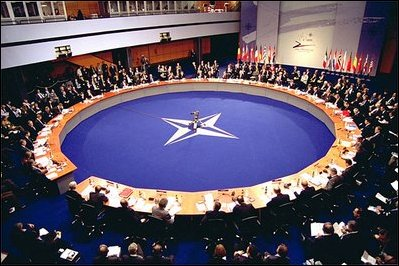
انضمت تركيا لحلف شمال الأطلسي في عام 1952.

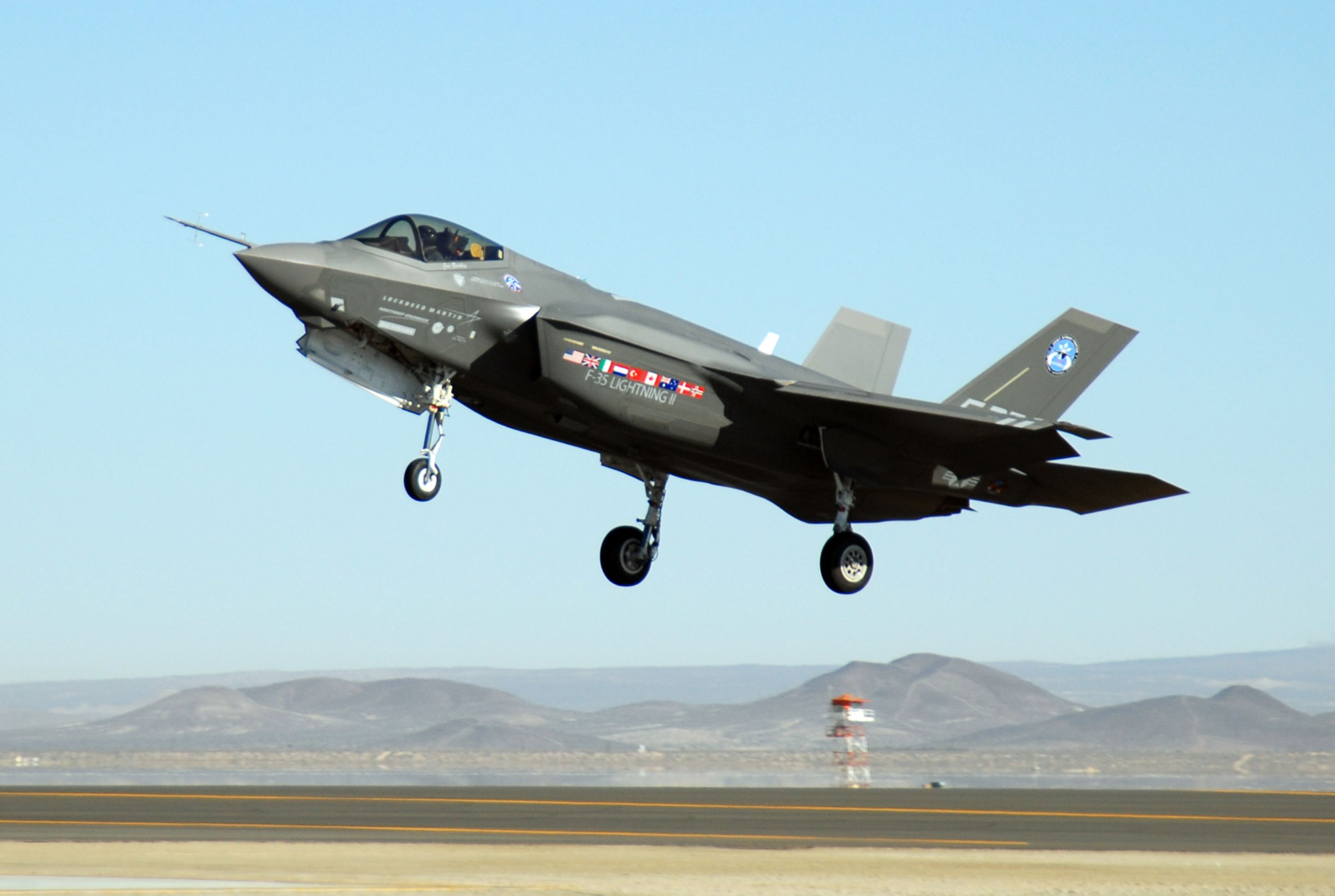
تركيا هي واحدة من تسعة دول مشتركة في برنامج تطوير وتصنيع إف-35 لايتنيغ الثانية.

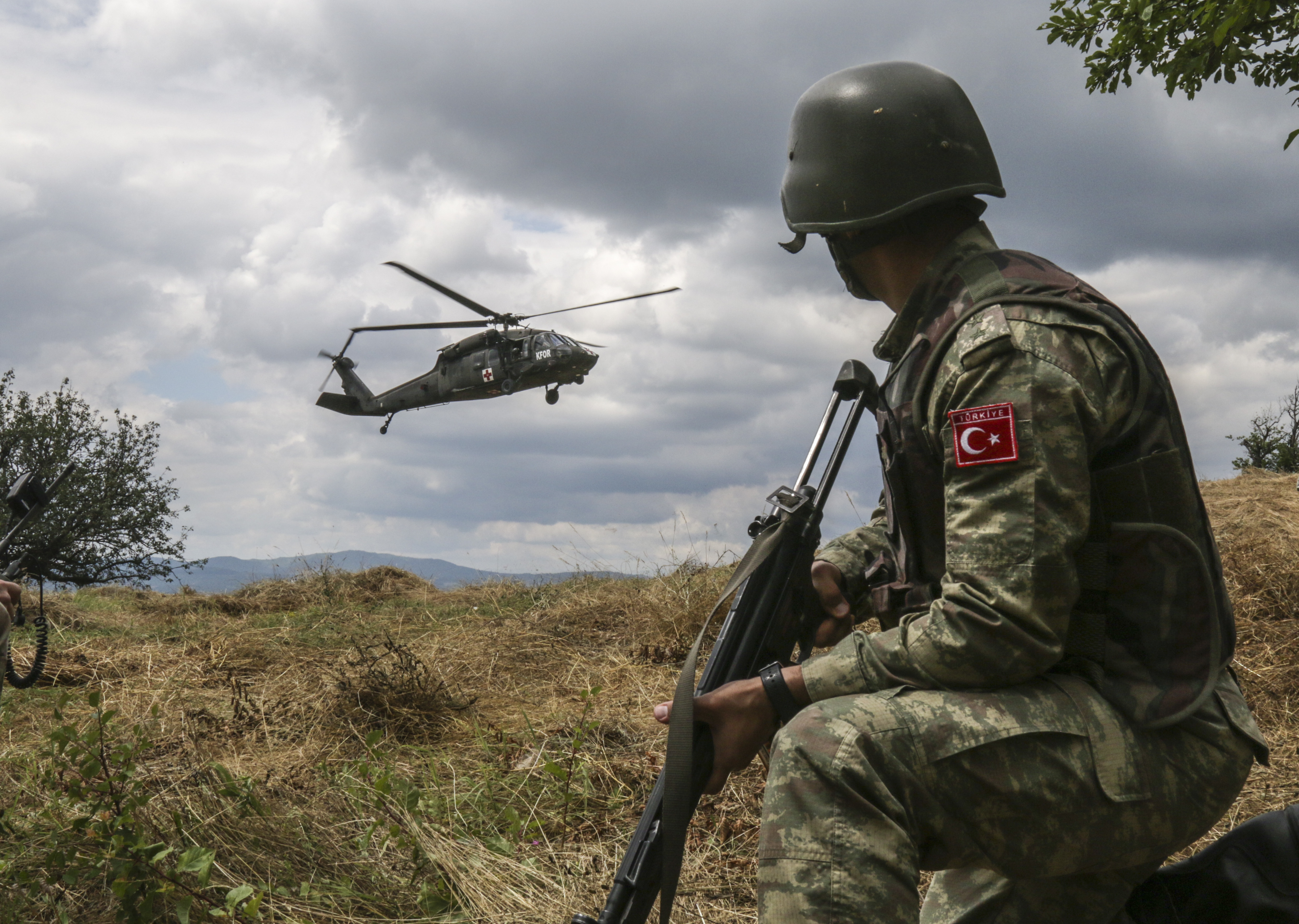
جندي تركي.

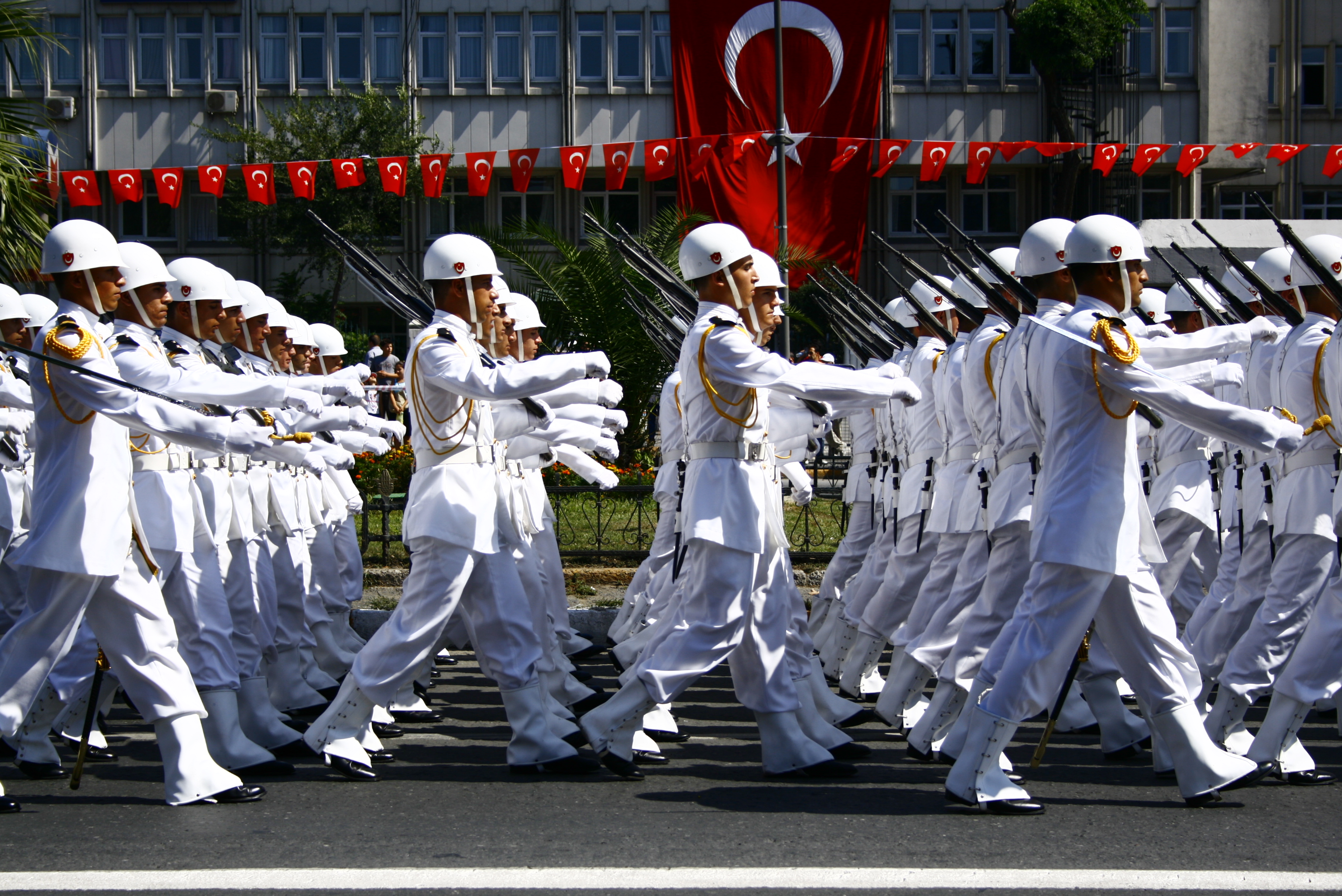
القوات البحرية التركية.

تتكون القوات المسلحة التركية من الجيش والقوات البحرية والجوية. قوات الدرك وحرس السواحل تعمل بوصفها أجزاء من وزارة الداخلية في وقت السلم، على الرغم من أنها تابعة للجيش والبحرية في زمن الحرب، ومن مهامهم أيضًا تنفيذ القانون الداخلي ومهام عسكرية أخرى. كشفت رئاسة الأركان العامة للمرة الأولى في تاريخ تركيا عن عدد أفراد قواتِ الجيش التركي. وذكر الموقع الرسمي لرئاسة اركان الجيش في الشبكة العنكبوتية ان عدد منتسبي الجيش 720 ألف. ويحتل الجيش التركي بهذا العدد المرتبة السابعة بين جيوش العالم من حيث العدد. ويتكون منتسبو الجيش من 666,576 عسكري و 53 ألف 434 موظف مدني. وتتشكل أغلبية القوات المسلحة من الجنود والعرفاء حيث يبلغ عددهم 458 ألف و368.
القوات المسلحة التركية هي ثاني أكبر قوة مسلحة تقف في حلف شمال الأطلسي، بعد القوات المسلحة الأميركية، مع قوة مشتركة مما يزيد قليلا عن مليون من العسكريين الذين يخدمون في فروعها الخمسة.
يجب على كل مواطن تركي ذكر أن يخدم في الجيش لفترة زمنية تتراوح ما بين ثلاثة أسابيع إلى خمس عشر شهرًا، تعتمد على التعليم ومكان العمل.

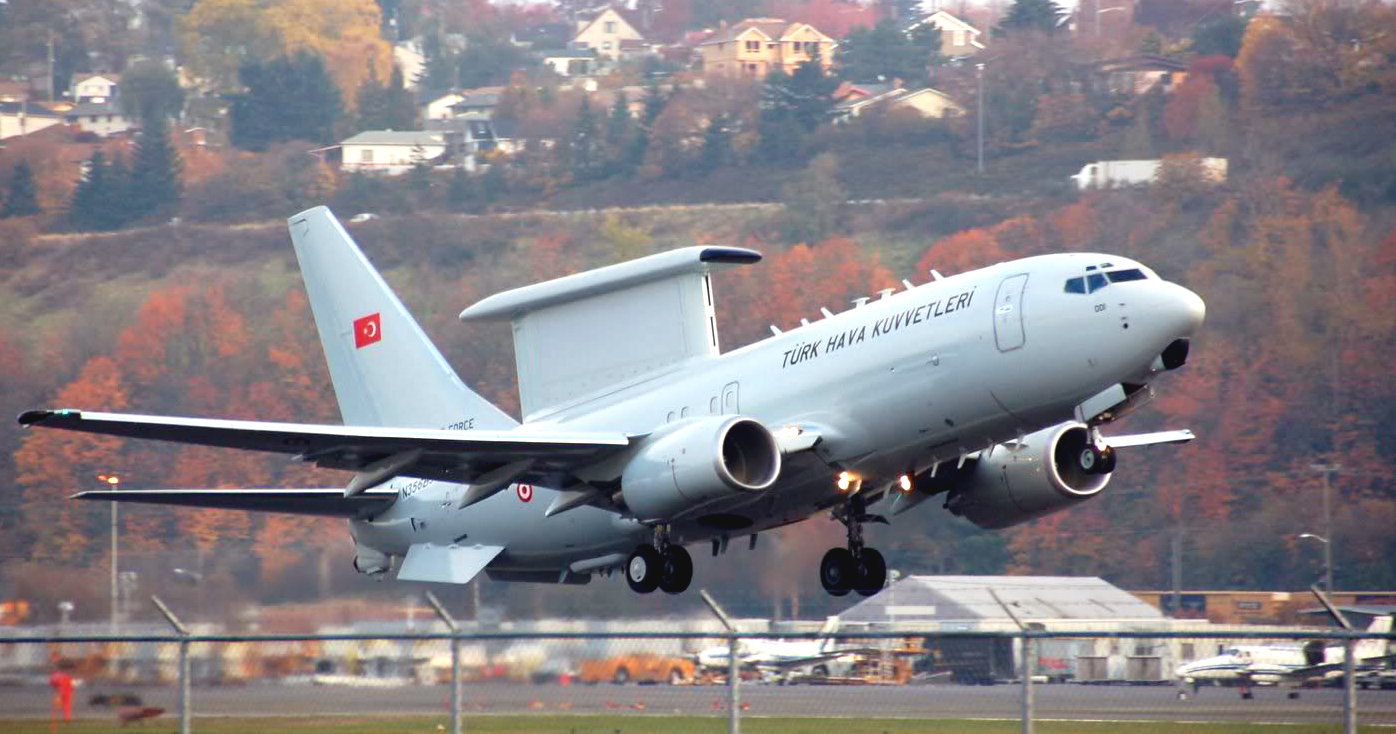
طائرة بوينغ 737 (AEW&C) التابعة للقوات الجوية التركية.

تركيا هي واحدة من الدول الخمس الأعضاء في حلف شمال الأطلسي في سياسة تقاسم النووي للتحالف، جنبًا إلى جنب مع بلجيكا وألمانيا وإيطاليا وهولندا. ما مجموعه 90 من القنابل النووية نوع B61 تُستضاف في قاعدة انجرليك الجوية، وخصص 40 منها ليستخدمها سلاح الجو التركي.
في عام 1998، أعلنت تركيا برنامجا للتحديث بقيمة 160 مليار دولار أمريكي على مدى عشرين سنة في مشاريع مختلفة بما في ذلك الدبابات والطائرات المقاتلة وطائرات هليكوبتر وغواصات وسفن حربية وبنادق هجومية. تركيا تحتل المستوى الثالث كمساهم في برنامج جوينت سترايك فايتر (JSF).
حافظت تركيا على قواتها في البعثات الدولية في إطار الأمم المتحدة وحلف شمال الأطلسي منذ عام 1950، بما في ذلك بعثات حفظ السلام في الصومال ويوغوسلافيا السابقة، وتقديم الدعم لقوات التحالف في حرب الخليج الأولى. وتحتفظ تركيا ب 36,000 جندي في شمال قبرص، ويدعم وجودها والتي وافقت عليه الحكومة المحلية بحكم الأمر الواقع، ولكن جمهورية قبرص والمجتمع الدولي يعتبرونها قوة احتلال غير شرعية. [75] وكانت تركيا قد أرسلت قوات في أفغانستان كجزء من قوة حفظ الاستقرار مع قوات الولايات المتحدة والأمم المتحدة. وفي عام 2006، نشر البرلمان التركي قوة لحفظ السلام من سفن دورية تابعة للبحرية والقوات البرية نحو 700 سفينة كجزء من قوة موسعة للأمم المتحدة المؤقتة في لبنان (يونيفيل) في أعقاب حرب لبنان 2006.

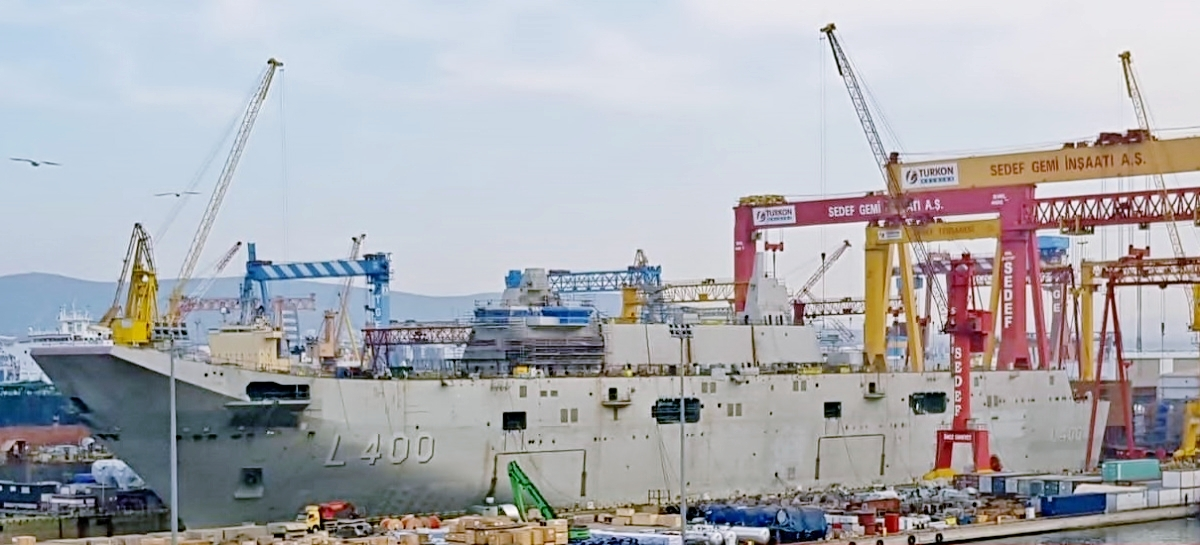
"تي سي جي أناضول" حاملة طائرات هجومية برمائية طُورت للبحرية التركية.

شاركت تركيا في مهام دولية تحت إشراف الأمم المتحدة وحلف شمال الأطلسي منذ الحرب الكورية، بما في ذلك بعثات حفظ السلام في الصومال ويوغوسلافيا والقرن الأفريقي . ودعمت قوات التحالف في حرب الخليج الأولى ، وساهمت بأفراد عسكريين في قوة المساعدة الأمنية الدولية في أفغانستان، ولا تزال نشطة في كوسوفو، والفيلق الأوروبي، والجماعات القتالية التابعة للاتحاد الأوروبي. وفي السنوات الأخيرة ، ساعدت تركيا قوات البيشمركة في شمال العراق والقوات المسلحة الصومالية بالأمن والتدريب. القوات المسلحة التركية لها وجود عسكري كبير نسبيًا في الخارج،  لها قواعد عسكرية في قطر، والصومال، وألبانيا، والعراق. تحتفظ الدولة أيضًا بقوة قوامها 36000 جندي في شمال قبرص منذ عام 1974. كما شاركت تركيا عسكريا في ليبيا لدعم حكومة الوفاق ضد قوات خليفة حفتر وحلفائه من فرنسا وروسيا، كما شاركت عسكريا في دعم المعارضة السورية في الشمال السوري.

## السياسة

### النظام السياسي

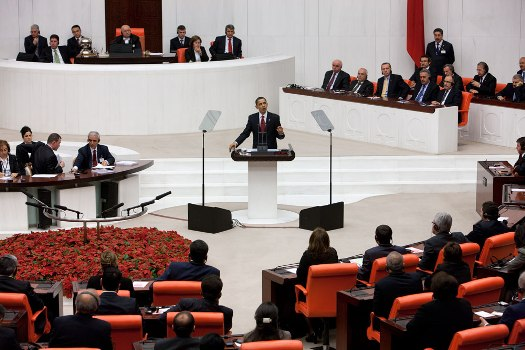
الدائرة الكبرى الجمعية الوطنية الكبرى في أنقرة.

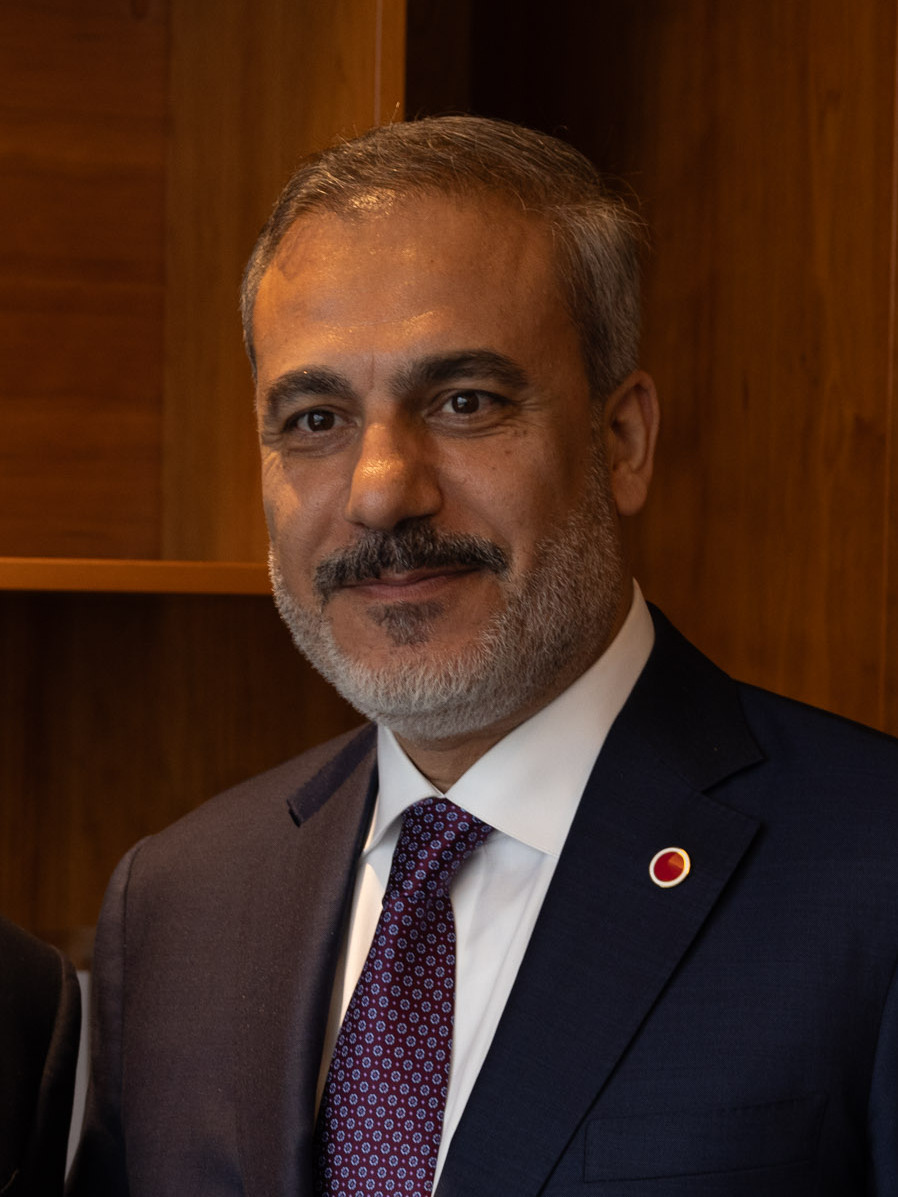
هاكان فيدان وزير الخارجية والرئيس السابق للمخابرات التركية.

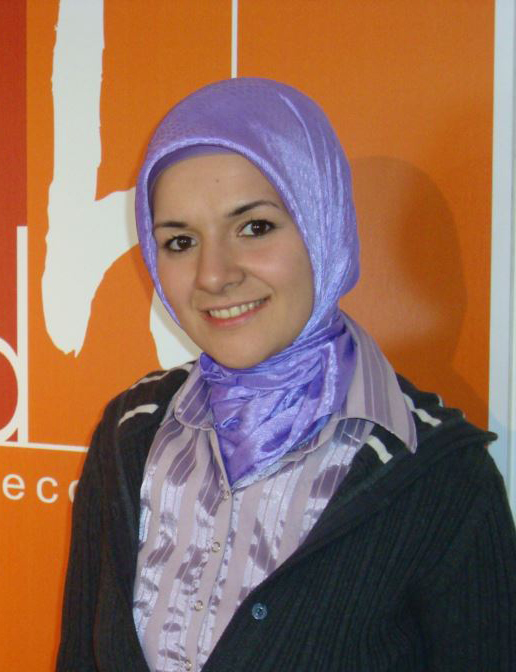
ماهينور أوزديمير وزيرة الأسرة والخدمات الاجتماعية.

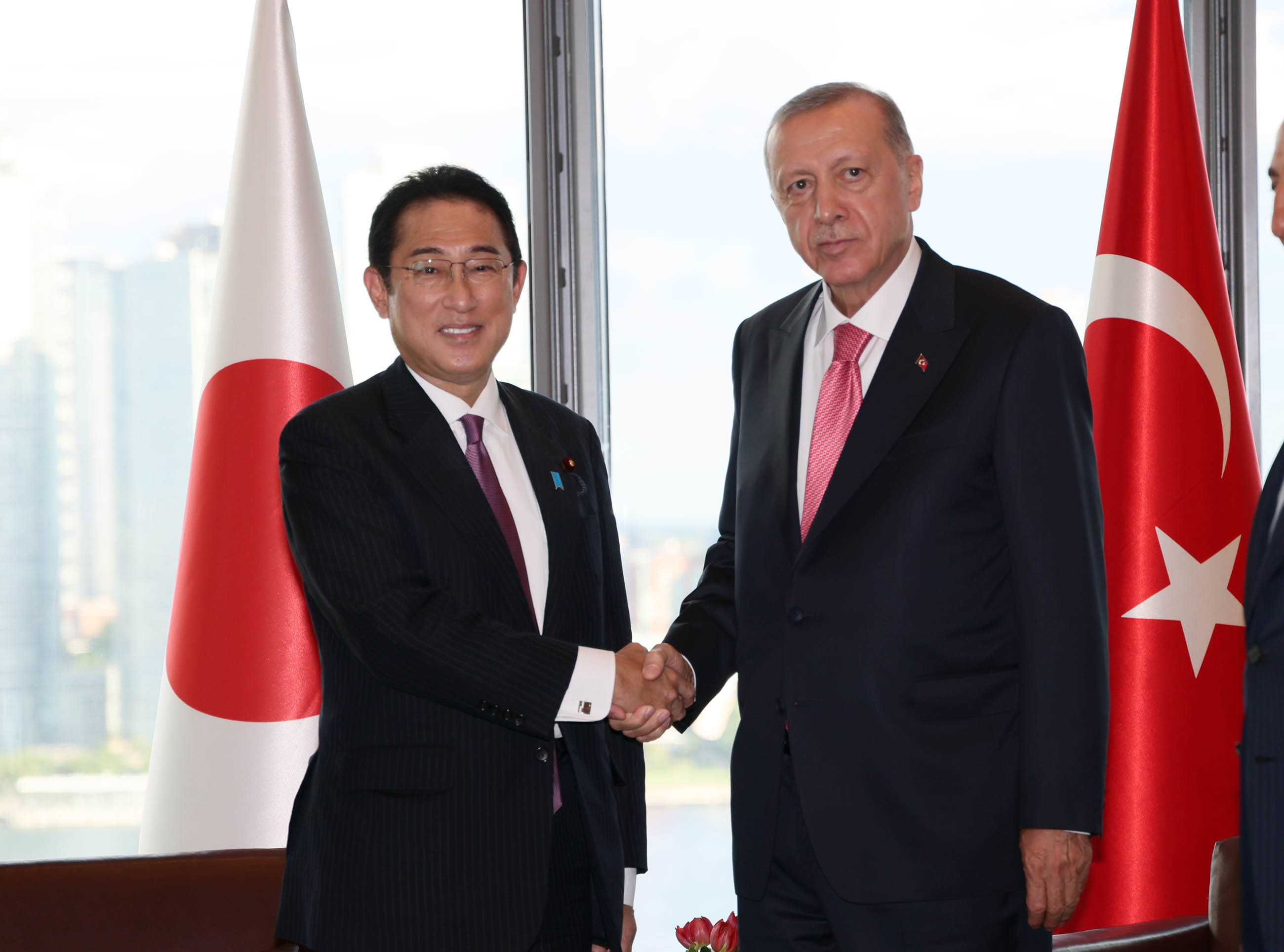
رئيس وزراء اليابان فوميو كيشيدا ورجب طيب أردوغان في الجمعية العامة للأمم المتحدة لعام 2022.

تركيا هي الديمقراطية التمثيلية البرلمانية. منذ تأسيسها كجمهورية في عام 1923 وضعت تركيا تقليداً قوياً للعلمانية. دستور تركيا يحكم الإطار القانوني للبلد. وهو يحدد المبادئ الرئيسية للحكومة ويضع تركيا كدولة مركزية موحدة.
رئيس الجمهورية هو رئيس الدولة وله دور شرفي إلى حد كبير. وينتخب الرئيس مدة خمس سنوات بالانتخاب المباشر. اُنتخب عبد الله غول رئيسًا للبلاد في 28 آب 2007، الذي حصل على أكبر عدد من الأصوات البرلمانية خلفًا للرئيس أحمد نجدت سيزر رئيس الدولة الحالي رجب طيب أردوغان الذي انتخب في عام 2014.
وتمارس السلطة التنفيذية من طرف رئيس مجلس الوزراء ومجلس الوزراء الذين يشكلون الحكومة، بينما تناط السلطة التشريعية في البرلمان من غرفة واحدة، والجمعية الوطنية الكبرى لتركيا. السلطة القضائية مستقلة عن السلطة التنفيذية والسلطة التشريعية، وتهتم المحكمة الدستورية مع الحاكم بمطابقة القوانين والمراسيم مع الدستور. مجلس الدولة هو المحكمة والملاذ الأخير لحالات الخلاف الإداري، ومحكمة الاستئناف العليا لجميع الآخرين.
وينتخب البرلمان رئيس الوزراء بالتصويت على الثقة في الحكومة، وغالبًا ما يكون رئيس الحزب الذي يملك أكبر عدد من المقاعد في البرلمان. رئيس الوزراء الحالي هو بن علي يلدريم وزير الخارجية السابق خلفاً للرئيس السابق لبلدية إسطنبول رجب طيب أردوغان، حصل حزب العدالة والتنمية على الأغلبية المطلقة من مقاعد البرلمان في الانتخابات العامة عام 2002، التي نظمت في أعقاب الأزمة الاقتصادية لعام 2001، مع 34 ٪ من الاقتراع العام.

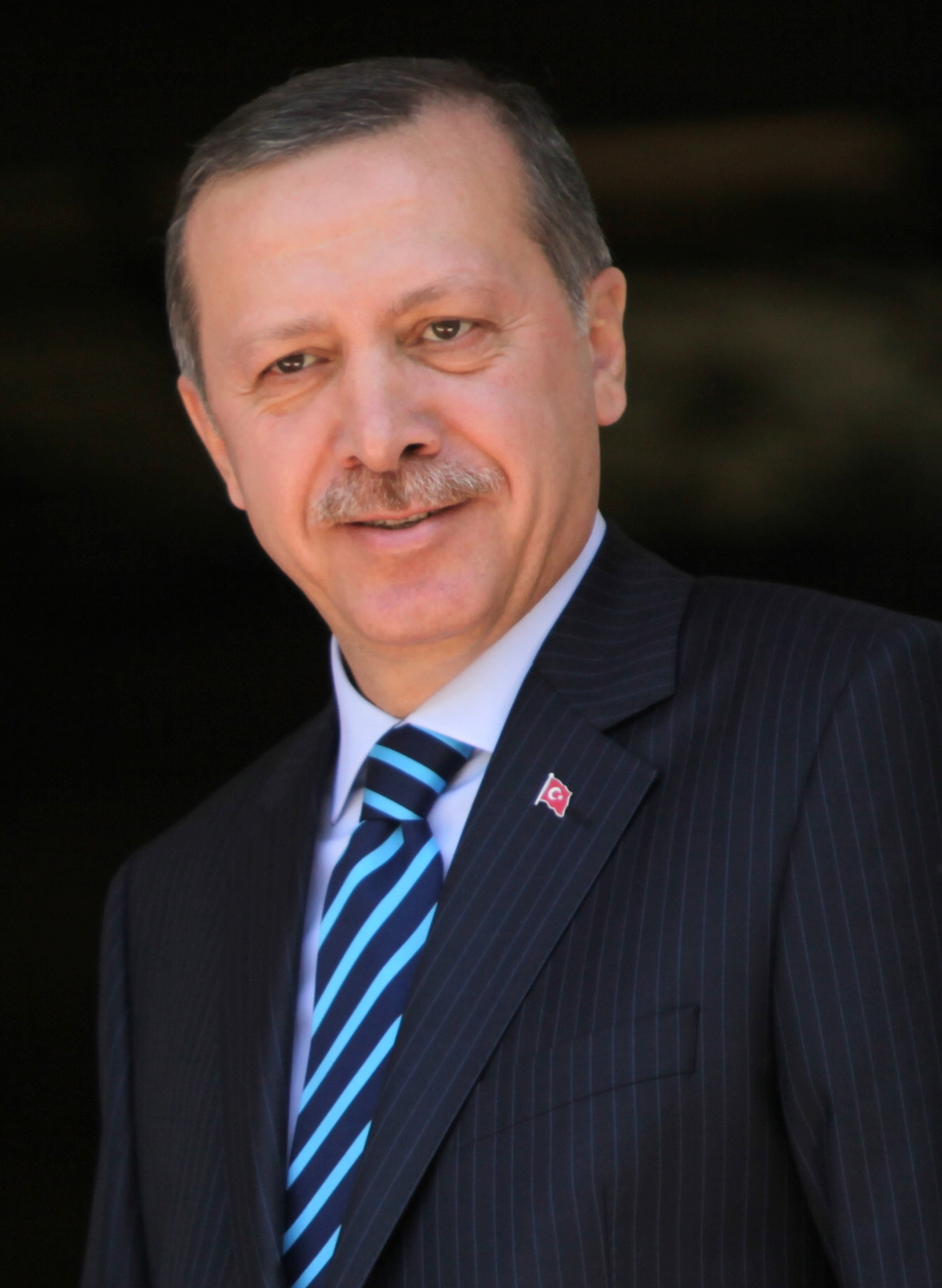
رجب طيب أردوغان قد انتخب ثلاث مرات رئيسا لمجلس الوزراء: ففي عام 2002 (بنسبة 34 ٪ من الأصوات الشعبية)، في عام 2007 (بنسبة 47 ٪) وفي 2011 (49 ٪).

في الانتخابات العامة سنة 2007، حصل حزب العدالة والتنمية على 46.6 ٪ من الأصوات، ويمكن أن يدافع عن أغلبيته في البرلمان. مع أن الوزراء ليس من الضروري أن يكونوا أعضاء في البرلمان، إلا أن الوزراء يملكون عضوية البرلمان في السياسة التركية في الغالب. في عام 2007، وقد وقعت سلسلة من الأحداث المتعلقة بعلمانية الدولة ودور السلطة القضائية في المجلس التشريعي. وشملت هذه الانتخابات المثيرة للجدل الرئيس عبد الله غول، الذي كان في الماضي متورطًا مع الأحزاب الإسلامية ؛، ومع الحكومة حين اقترح رفع الحظر عن ارتداء الحجاب في الجامعات، والذي ألغته المحكمة الدستورية، الأمر الذي كان سيؤدي إلى فرض غرامة على الحزب الحاكم وحظره.
وقد تطبق حق الاقتراع الشامل لكلا الجنسين في جميع أنحاء تركيا منذ عام 1933، لكل مواطن تركي بالغ 18 سنة من العمر الحق في التصويت. اعتبارًا من عام 2004، كان  في البلاد 50 حزبًا سياسيًا مسجلا. تملك المحكمة الدستورية صلاحية قطع التمويل العام عن الأحزاب السياسية التي تعدّها مناهضة للعلمانية أو انفصالية، أو حظر وجودها تماما.
في البرلمان 550 عضوا يُنتخبون مدة أربع سنوات بنظام القوائم الحزبية بالتمثيل النسبي من 85 دائرة انتخابية والتي تمثل 81 محافظة الإدارية لتركيا (إسطنبول تنقسم إلى ثلاث دوائر انتخابية، في حين تنقسم أنقرة وأزمير في كل منهما لأن عدد سكانها كبير). لتجنب تعليق البرلمان والتشرذم السياسي المفرط، والأحزاب الفائزة فقط ما لا يقل عن 10 ٪ من الأصوات في الانتخابات البرلمانية الوطنية والحق في الحصول على تمثيل في البرلمان. وبسبب هذه العقبات، لم تدخل سوى ثلاثة أحزاب رسميا البرلمان في انتخابات عام 2007 (مقابل اثنين في 2002).
لقد كانت حقوق الإنسان في تركيا موضع الكثير من الجدل ومحط إدانة دولية. قدمت المحكمة الأوروبية لحقوق الإنسان بين عامي 1998 و 2008 أكثر من 1600 حكما ضد تركيا عن انتهاكات حقوق الإنسان، ولا سيما الحق في الحياة والتحرر من التعذيب. وقد اجتذبت قضايا أخرى مثل حقوق الأكراد وحقوق المرأة وحرية الصحافة أيضا الجدل. سجل تركيا في مجال حقوق الإنسان لا يزال تشكل عقبة كبيرة في المستقبل لعضوية الاتحاد الأوروبي. تقول جمعية الصحافيين التركية أنه سُجِن 58 من الصحفيين في البلاد. وقال متحدث سابق باسم الخارجية الاميركية فيليب كراولي أن الولايات المتحدة لديها «مخاوف واسعة حول الاتجاهات التي تنطوي على تخويف الصحافيين في تركيا».

### السياسة الخارجية

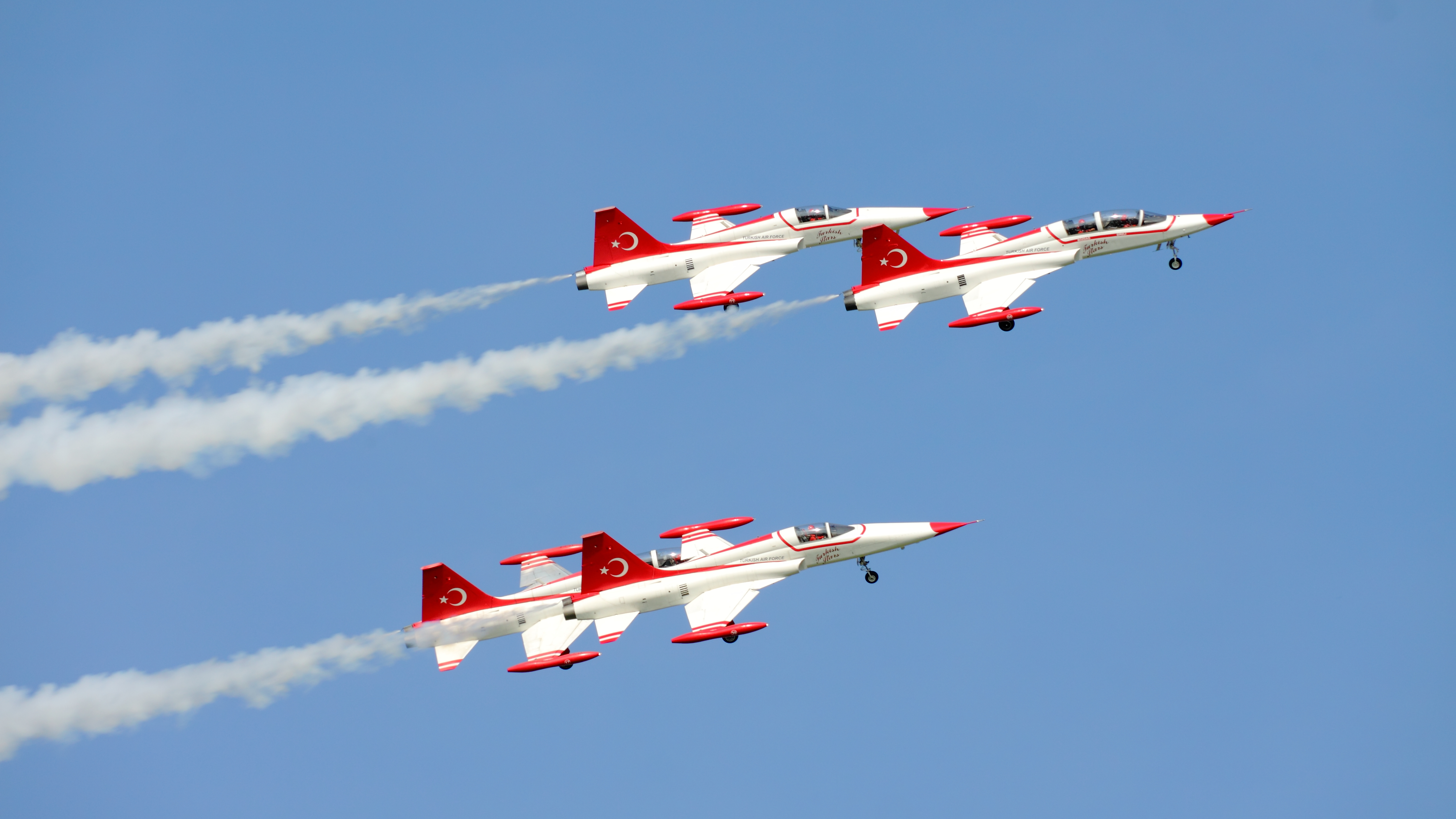
طائرات تركية.

تحاول تركيا الانضمام لعضوية الاتحاد الأوروبي منذ تأسيس الاتحاد في عام 1993. حصلت تركيا رسمياً على صفة دولة مرشحة للانضمام عام 1999 وبدأت مفاوضات العضوية عام 2004. وقد قسمت مسألة انضمام تركيا للاتحاد الأعضاء الحاليين في الاتحاد إلى معارض ومؤيد. ويقول المعارضون بأن تركيا هي ليست دولة أوروبية وإنما جزء من الشرق الأوسط وآسيا وأنها سياسياً واقتصادياً وثقافياً لا تلبي الشروط الأدنى للعضوية وستكون عبئًا على الاتحاد. بينما يقول المؤيدون بأن العضوية ستمنع انتشار الفكر المتشدد في منطقة الشرق الأوسط، والذي قد يوقع تركيا في يوم من الأيام تحت سيطرة المتشددين، أيضا بأن لدى تركيا أراض زراعية شاسعة وأيدي عاملة كبيرة ستفيد الاقتصاد الأوروبي. ومن الناحية الإيجابية التي نتجت عن نية تركيا الانضمام للاتحاد وفرض الاتحاد شروط لبدء مفاوضات العضوية هي تقليص سيطرة الجيش على مجريات الحياة السياسية في البلاد، ونمو الحريات وحقوق الإنسان وخاصة فيما يتعلق بحقوق الأقليات كالأقلية الكردية. كما حاولت تركيا جاهدة في الفترة الأخيرة حل مشكلة قبرص، التي قامت باحتلال الجزء الشمالي منها عام 1974 تحت ذريعة حماية حقوق الأقلية التركية هناك.

### العلاقة التركية العربية

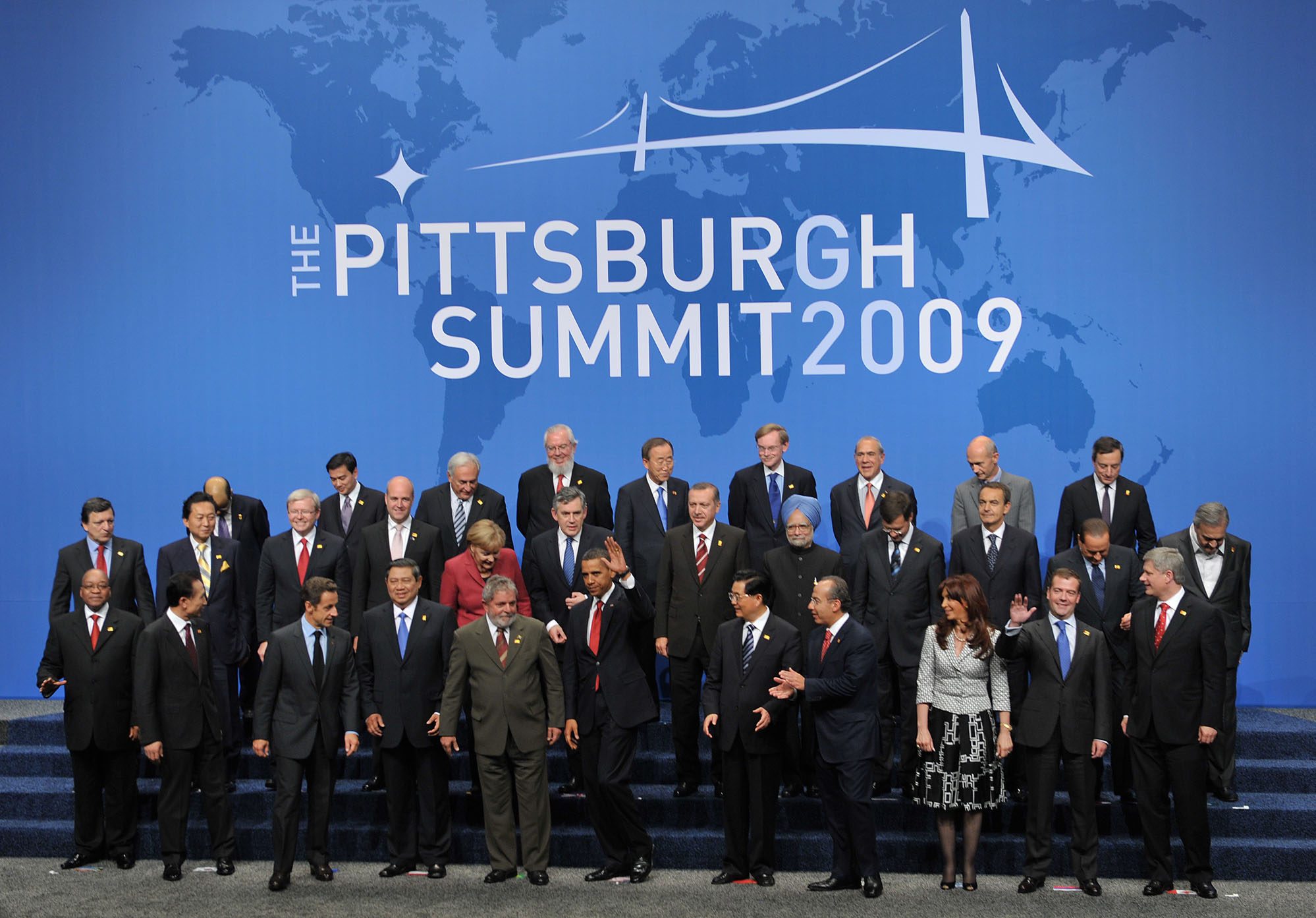
تركيا هي عضو مؤسس في منظمة التعاون والتنمية ومجموعة ال 20 الاقتصادات الرئيسية.

وتعمل تركيا على تحسين علاقاتها بجيرانها وخاصة مع الدول العربية. احتجت تركيا مرارًا على سياسة إسرائيل الاستيطانية والعمليات العسكرية القاسية ضد المدنيين الفلسطينيين. كما وتقوم تركيا بلعب دور الوسيط بين سوريا وإسرائيل عبر المفاوضات الغير مباشرة والتي تقام على أراضيها والتي دخلت الجولة الرابعة. وفي سنة 2009، شهدت العلاقات السورية التركية في تطورًا كبيرًا ومهمًا على أصعدة عديدة، ولا سيما السياسية منها والاقتصادية والسياحية، ولعل أبرزها توقيع اتفاقية التجارة الحرة السورية التركية، والكثير من الاتفاقات والتفاهمات التي خلقت بين البلدين أفضل العلاقات، وقامت جامعة حلب بمنح رئيس الوزراء التركي رجب طيب أردوغان شهادة الدكتوراه، تقديرًا لمواقفه الرائعة حيال القضايا العربية، ولاسيما موقفه المشرف تجاه العدوان الإسرائيلي الأخير على غزة، والموقف الأروع في المنتدى الاقتصادي العالمي في دافوس، وانسحب من المؤتمر احتجاجًا على التعاطف والتمادي والانحياز الذي أبرزته إدارة المؤتمر مع الرئيس الإسرائيلي شمعون بيريز. كما شهدت العلاقات التركية مع الدولة العبرية فتورا بعد الهجوم الإسرائيلي على سفينة تركية كانت تهدف لكسر الحصار عن غزة المحاصرة والتي أطلق عليها سفينة (مرمرة) وراح ضحيتها العديد من المواطنين الأتراك، وترفض إسرائيل حتى الآن الاعتذار وتعويض أهالي الضحايا.
أُلغي نظام التأشيرة الفيزا بين سوريا وتركيا من ساعات صباح يوم الجمعة 18 سبتمبر 2009 بدا تنفيذ قرار إلغاء سمة الدخول بين البلدين حيث يستطيع أي من شعبي البلدين الدخول للبلد الأخرى بجواز سفر فقط دون وجوب الحصول على سمة دخول من القنصلية التابعة للبلد الآخر. بالإضافة إلى إلغاء التأشيرة بين تركيا واليمن بعد زيارة الرئيس التركي عبد الله غول لصنعاء في فبراير 2011.
وتشهد العلاقات التركية السورية، نوعًا من الفتور في الوقت الحالي، بعد الاحتجاجات السورية 2011، وقمع المتظاهرين وقتلهم وتشريد 3,000 إلى تركيا من جسر الشغور،  حتى وصلت إلى حد التهديد بالتدخل العسكري إن لزم الأمر على حد تعبير الرئيس التركي عبد الله غول. في 9 أغسطس 2011، أفادت بي بي سي والعديد من المواقع الإخبارية بأن وزير الخارجية التركية أرسل إلى سورية رسالة بأنها نظام «صعب». وقال أردوغان أنه نفد صبره من «وحشية» نظام بشار الأسد السوري الاستبدادي.
وشهدت العلاقات التركية المصرية، تطورًا ملحوظًا بعد قيام الثورة المصرية 2011 وتنحي حسني مبارك ممثلة بزيارة الرئيس التركي عبد الله جول لمصر، وناقش فيها سبل دعم التعاون السياسي والاقتصادي والعسكري بين البلدين وتعزيز الشراكة المصرية التركية في العديد من المجالات.

### اتفاقية مضيقي البوسفور والدردنيل

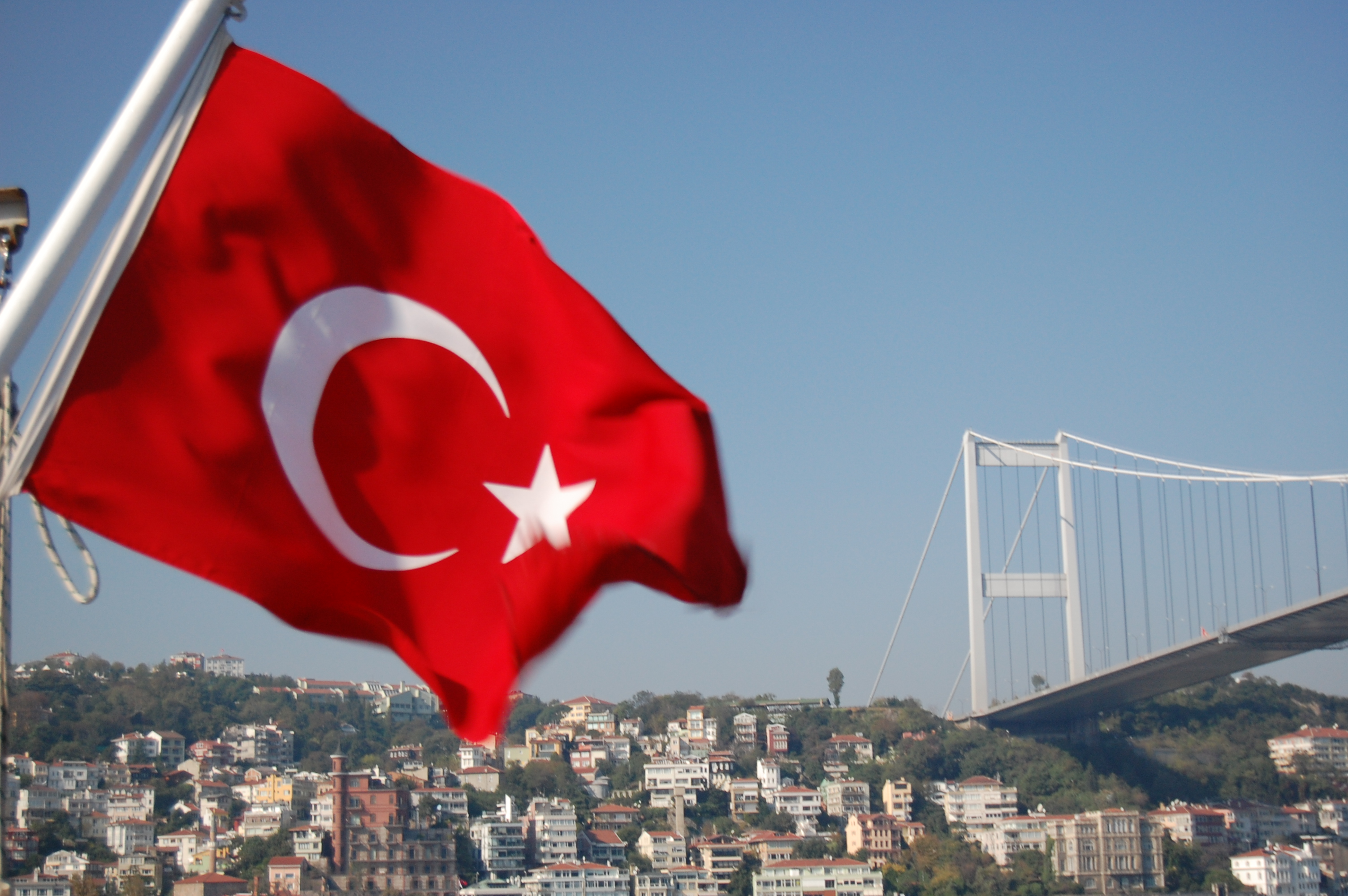
جسر البوسفور.

وُقعت اتفاقية مونترو سنة 1936 لتنظيم الملاحة في المضايق التركية. وما زالت هذه الاتفاقية سارية المفعول حتى الوقت الحاضر. وتعطي هذه الاتفاقية لتركيا الحقوق الكاملة لممارسة سيادتها على المضايق، وإدارتها وإعادة تحصينها وتقييد مرور السفن الحربية، التي لا تتبع دول البحر الأسود تقييداً أشد، إذ حرمت المضايق على مرور أي سفينة حربية تتجاوز حمولتها 15 ألف طن، ولا يسمح بوجود أكثر من تسع سفن حربية بالممر في وقت واحد، وألا تزيد حمولتها مجتمعة عن 15 ألف طن. واستثنت من ذلك السفينة الواحدة التي تزيد حمولتها عن 15 ألف طن. لكن يمنع مرور حاملات الطائرات، ويسمح للغواصات بالمرور في المضايق شريطة أن تكون ظاهرة على السطح، وعلى أن تقصد الترسانات للصيانة. ولتركيا الحق في منع مرور السفن الحربية بالكامل في المضايق، إذا كان مرورها يهدد أمن الدولة التركية.

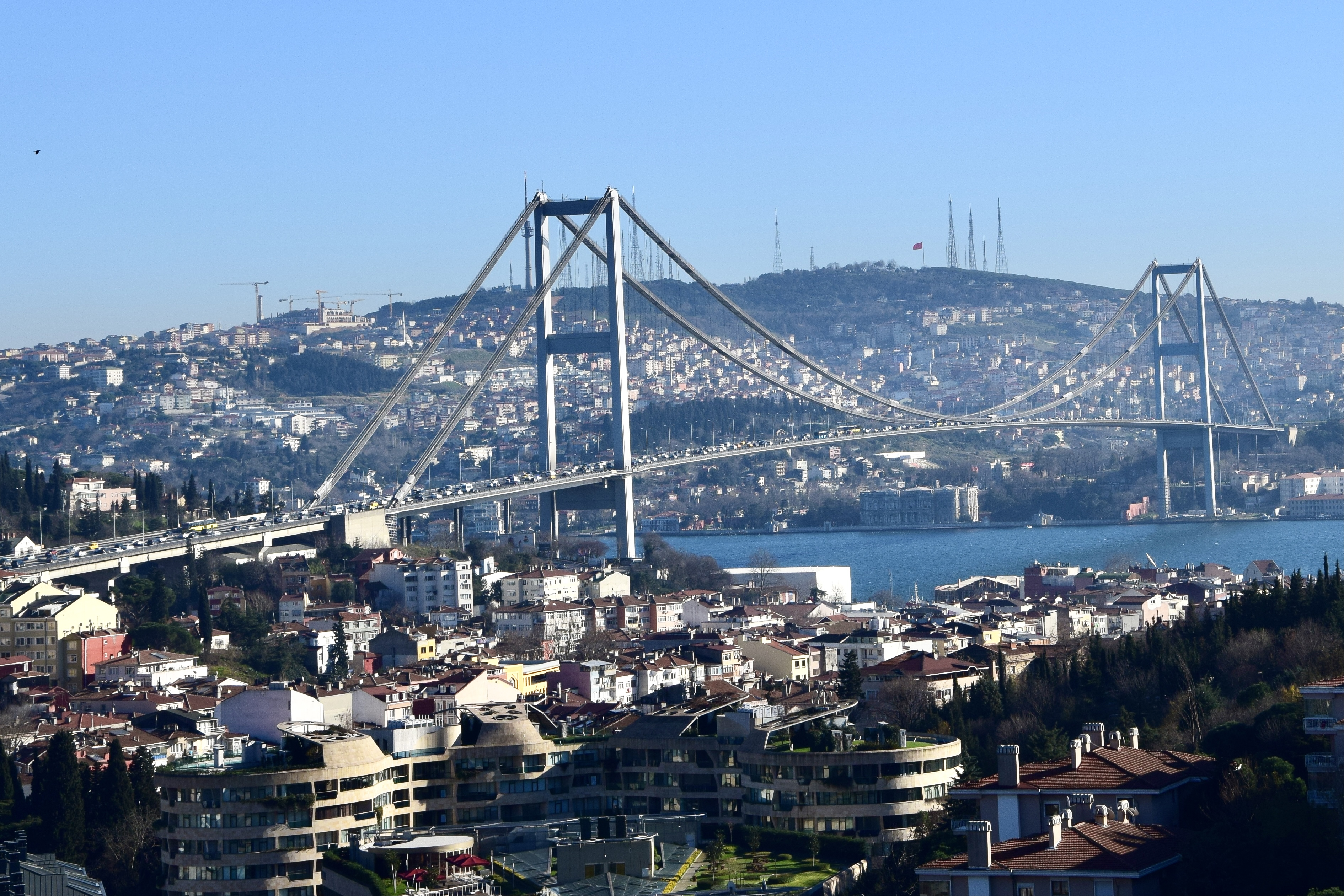
جسر البوسفور (جسر شهداء 15 يوليو).

وصارت لتركيا أهمية إستراتيجية خطيرة في إستراتيجية الكتلة الغربية ضد الكتلة الشرقية. فيمكن لها أن تسمح لأساطيل الكتلة الغربية بالمرور إلى البحر الأسود لتدمير المنطقة الصناعية الرئيسية في قلب دول اتحاد السوفيت (السابق). وهي تمثل صمام أمان للقوى الغربية ضد الزحف الروسي جنوباً إلى الشرق الأوسط وطرق الملاحة الدولية هناك، ومن ثم تنظر  الولايات المتحدة إلى تركيا على أنها قاعدة عسكرية هامة في سلسلة الحلقة النارية، التي تعتمد عليها لمواجهة الكتلة الروسية. والسفن العابرة من البحر الأسود إلى بحر إيجة مجبرة على المرور في ممرات مائية تركية لمسافة 320 كم. وهذه الميزة الكبيرة دفعت حلف الأطلسي إلى أن يضم إلى صفوفه دولة بهذا الموقع الاستراتيجي الخطير الحاكم لحركة الكتلة الروسية، إذ تمثل المضايق التركية المخرج الوحيد للسفن الروسية من البحر الأسود المغلق. وفي المتوسط، تمر في المضايق سفينة حربية روسية كل 36 ساعة. بينما تمر عبرها 20 سفينة تجارية روسية يومياً. وتمثل السفن التجارية الروسية 40% من الحمولة المارة في المضيقين.
وقد طالب اتحاد السوفيت (السابق) أكثر من مرة بتعديل معاهدة مونترو بأن تشترك دول البحر الأسود جميعاً في الإشراف على الملاحة في المضايق. ويتضمن هذا المطلب تدويل الممرات المائية الإقليمية للدول الصغيرة، لضمان بقائها مفتوحة أمام السفن الروسية التجارية والحربية في وقت السلم والحرب على حد سواء. وكان السوفيت يؤيدون مطالب بلغاريا، التي كانت ضمن دول حلف وارسو السابق، في الحصول على جزء من تركيا ليصبح لها حق الإشراف على مضيقي البسفور والدردنيل. إلا أن الكتلة الغربية وتركيا رفضتا هذا المطلب.
وتعبر السفن التجارية المضايق بلا قيود عدا الشروط الصحية. ولا تتقاضى تركيا رسوماً للعبور، وتعبر المضايق التركية 28 ألف سفينة سنوياً أغلبها سفن تجارية. ولو حدث صراع مسلح بين تركيا واليونان بخصوص قبرص فستتأثر.<الملاحة في المضيقين.القناة التعليمية قالقيلا

### التقسيمات الادارية
عاصمة تركيا هي أنقرة. تنقسم أراضي تركيا إلى 81 محافظة لأغراض إدارية. وتدار المقاطعات في 7 مناطق لأغراض التعداد، إلا أنها لا تمثل الهيكل الإداري. تنقسم كل محافظة إلى مناطق، أي ما مجموعه 923 مقاطعات.
المحافظات تحمل عادة نفس اسم عواصمها، وتسمى أيضا منطقة مركزية، والاستثناءات لهذه العادة هي محافظتي هتاي (العاصمة: أنطاكيا)، كوكالي (العاصمة: إزميد) وصقاريا (العاصمة: ادابازارى). وتعدّ مدينة إسطنبول أكبر مدينة تركية من حيث عدد السكان (13 مليون نسمة) وتليها أنقرة (5 ملايين) وازمير (4 ملايين) وبورصة (3 ملايين) وأضنة (2 مليون).
تعدّ مدينة إسطنبول العاصمة المالية، والقلب الاقتصادي والثقافي للبلاد. ويقدر أن 75.5 ٪ من سكان تركيا يعيشون في المراكز الحضرية. وفي كل شيء، بلغ عدد المقاطعات التي تجاوز عدد سكانها 1 مليون نسمة 19 مقاطعة، 20 مقاطعة عدد سكانها ما بين 500,000 ومليون نسمة. ومحافظتان أقل من 100,000 نسمة.

#### المدن
تقدر نسبة السكان الذين يعيشون في المراكز الحضرية ب71%.، 18 مقاطعة والسكان الذين تتجاوز 1 مليون نسمة، و 21 محافظات عدد سكانها بين 1 مليون و 500,000 نسمة. اثنين فقط من سكان المحافظات وأقل من 100,000. 

## الاقتصاد

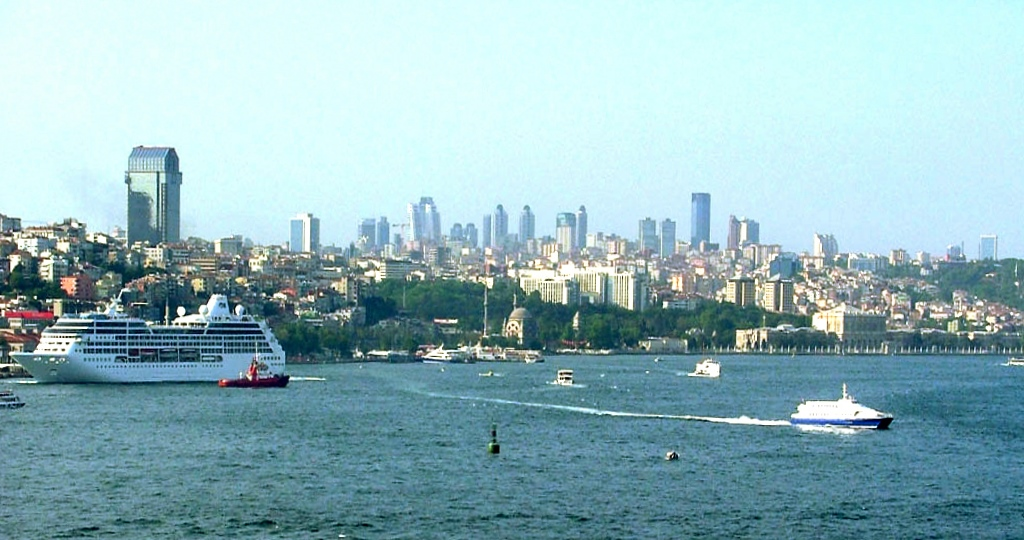
سفينة كروز (يسار) وSeabus (يمين) التنقل عبر مضيق البوسفور في إسطنبول. المدن الساحلية التركية والمدن الساحلية مثل إسطنبول وأزمير وكوساداسي هي من بين أكثر الوجهات شعبية في الرحلات البحرية عطلة الجولات السفينة في البحر الأبيض المتوسط.

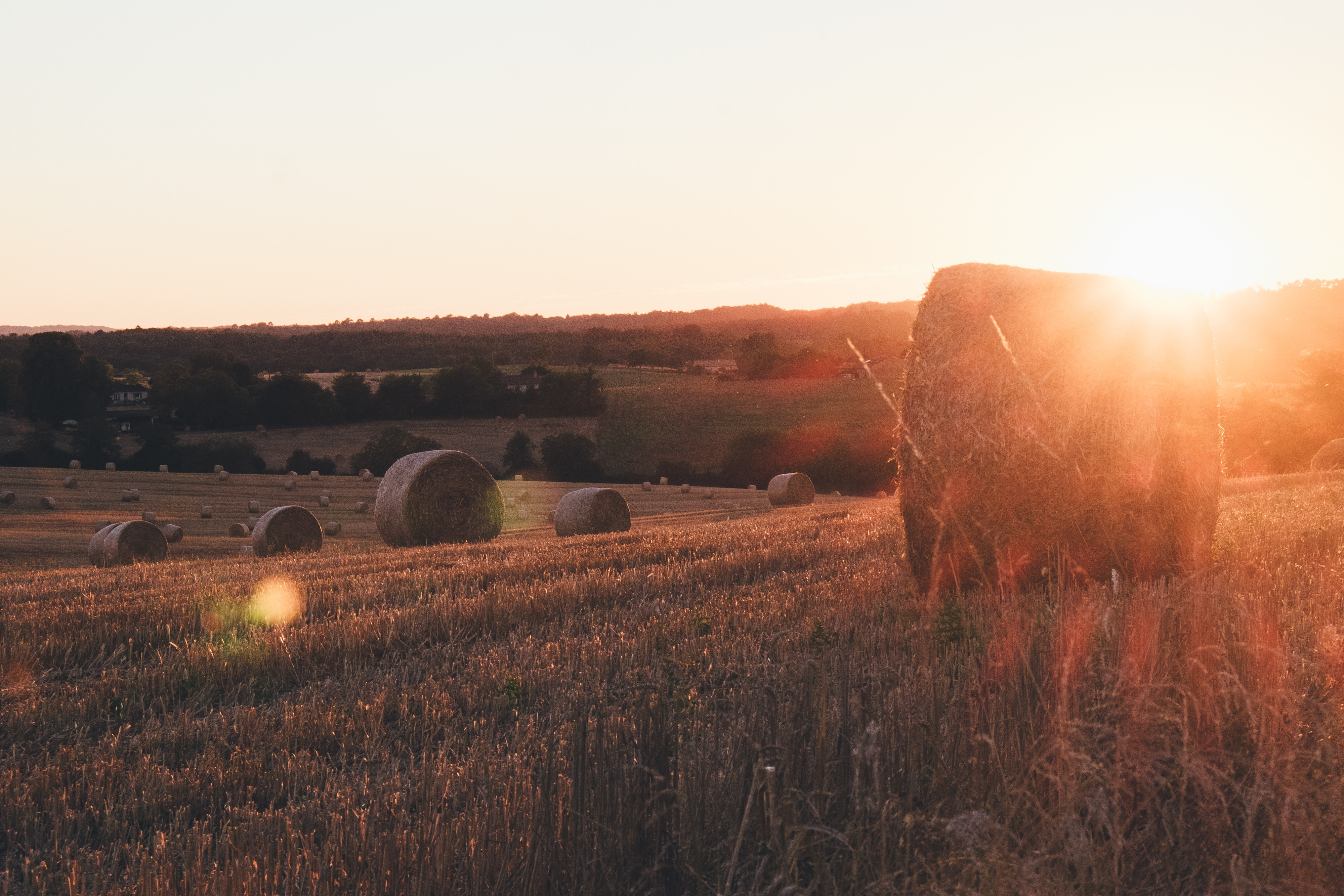
الزراعة والغابات وصناعة صيد الأسماك التركية

تتركز مراكز الصناعة والتجارة التركية حول منطقة مدينة إسطنبول وفي باقي المدن الكبرى وخاصة في الغرب.  بين الغرب الصناعي والشرق الزراعي فرق كبير في مستوى المعيشة والحالة الاقتصادية. يعتبر القطاع الزراعي أكبر قطاع من حيث تشغيل العمالة، حيث تبلغ النسبة نحو 40% من مجمل قوى العمل في البلاد، ولكنه ينتج ما نسبته نحو 12% فقط من الناتج القومي. القطاع الصناعي ينتج نحو 29.5%، قطاع الخدمات نحو 58.5% من الناتج القومي لتركيا. يعمل في قطاع الصناعة 20،5%، في قطاع الخدمات 33.7% من مجمل عدد الأيدي العاملة. أنشئ اتحاد جمركي بين تركيا والاتحاد الأوروبي منذ عام 1996، حيث تبلغ نسبة صادرات تركيا إلى الاتحاد الأوروبي نحو 51.6% من مجمل صادراتها.
في الفترة ما بين 1945 إلى بداية الثمانينات، اتبعت الحكومة سياسة اقتصادية تركز على الاقتصاد الداخلي. حاولت من خلالها حماية الشركات المحلية بفرض قيود على الشركات والواردات الأجنبية. تعرقلت حركة الصادرات في هذه الفترة بفعل البيروقراطية والفساد المنتشر، كما نقصت الإيرادات المالية الحكومية اللازمة لتحسين الصناعة وتحديثها واستيراد البضائع والمواد الخام اللازمة لها. الجزء الأكبر من القطاع العام التركي كان غير منظم تنظيمًا فعالًا. واستغلهم الساسةُ لأغراض سياسية واجتماعية. فُرضت على سبيل المثال رسوم بيع موحدة على منتجات بعض شركات القطاع العام، واستُعمل بعضهم ملجأ لتوظيفهم العاطلين عن العمل في وقت لم تكن تلك الشركات في حاجة إلى عمالة جديدة. في أغلب الأحيان اضطرت الحكومة عادة لصرف أكثر مما هو مخطط له في الخطط الخمسية، وكانت النتيجة دائما لصالح المصروفات وليس العائدات. استمر عجز الميزانية في التصاعد وزادت نسبة التضخم ومعهم الدين الخارجي للدولة، مما أدى إلى انخفاض قيمة العملة التركية، حيث أصبح في بعض السنوات من المعتاد الحصول على نسب تضخم ذو خانتين مئوية. ساعد الوضع السياسي الداخلي الغير مستقر والمشاكل العسكرية في قبرص والمناطق الكردية لزيادة مصاريف الدولة وتعجيز الاقتصاد.

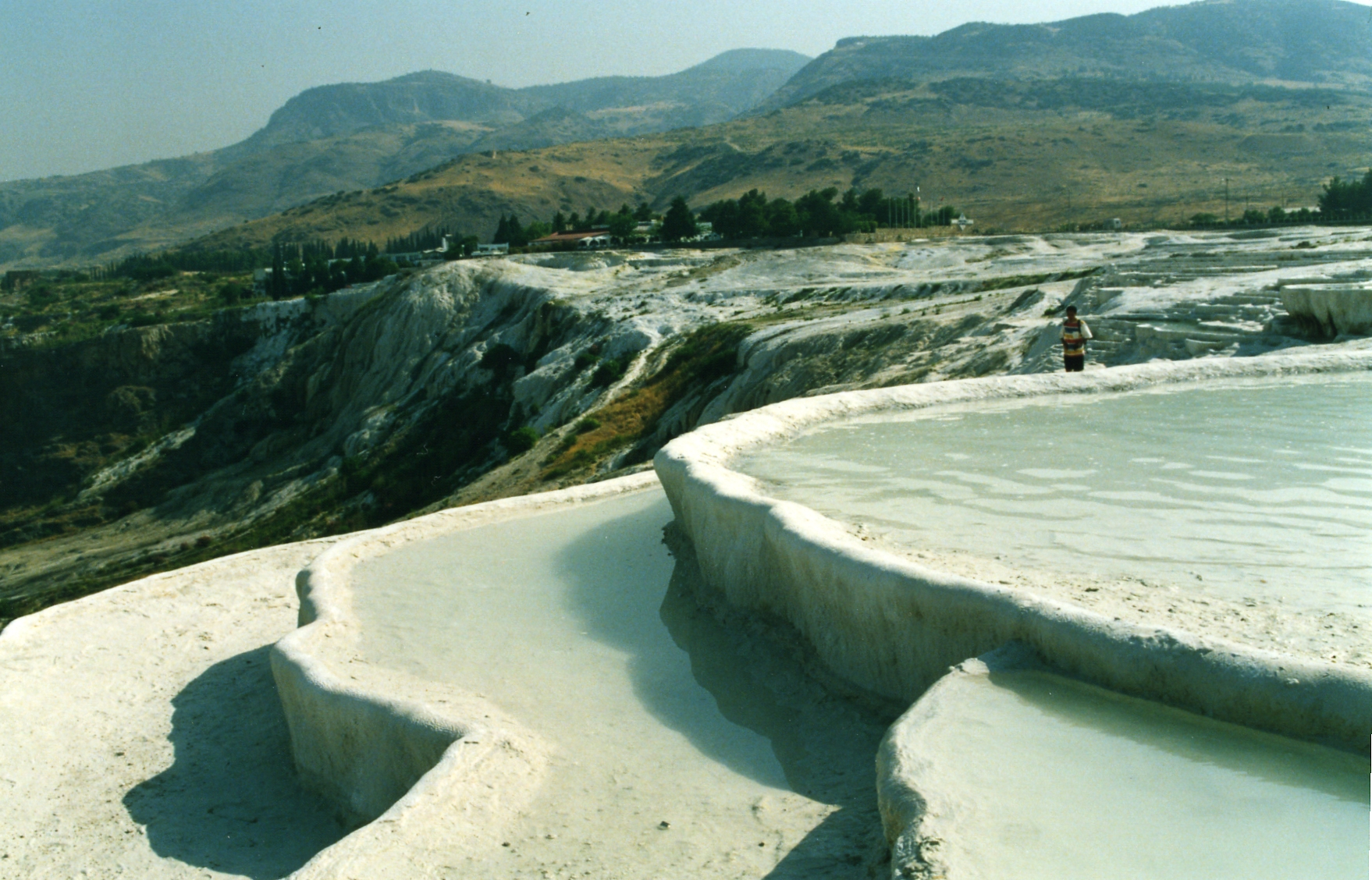
جبال ملح باموق قلعة (قلعة القطن).

في الستينات، زادت نسبة الأتراك العاملين في الخارج كثرًا، إلى أن أصبحوا في منتصف السبعينات يشكلون بضعة ملايين، وأصبحوا يساهمون في تنمية الاقتصاد التركي تنمية غير مباشرة بحوالاتهم. برغم كل هذه الصعاب كان النمو الاقتصادي التركي مستقراً ويمكن وصفه عمومًا بأنه عال، حيث بلغ على سبيل المثال نسبة 6.7% في الخمسينات، و 4.1% في السبعينات. مع تنحية الحكم العسكري للبلاد عام 1982، دخلت تركيا مرحلة سياسية واقتصادية جديدة، ركزت فيها الدولة على الصادرات وأزالت القيود على الواردات وفتحت الباب للاستثمار الأجنبي. قامت الحكومة في السنوات التالية بتشجيع خصخصة القطاع العام ودعمت القطاع الخاص. عانت البلاد في 1994، 1999 و2001 أزمات اقتصادية حادة مما أدى إلى انهيار الليرة التركية إلى أدنى مستوياتها وزيادة نسبة التضخم كثيرًا. ساعدت الظروف الاقتصادية السيئة على انهيار الحكومات عدة مرات، وأول مرة عام 2004 خُفّضت نسبة التضخم إلى نسبة مئوية ذو خانة مئوية واحدة (من نسبة تضخم نحو 150% في 1994/1995 إلى 9.4% في 2004). تحسن الاقتصاد تدريجيا، نمت ثقة المستثمرين بالتعديلات التي أقرتها الحكومة وزاد الأمل في دخول البلاد الاتحاد الأوروبي كعضو كامل بعد حصولها رسميا على صفة دولة مرشحة للانضمام عام 1999.
بدأ تطبيق تداول العملة الجديدة الليرة التركية الجديدة (Yeni Türk Lirası) منذ الأول من كانون الثاني/يناير 2005، لكي تحل تدريجيا محل العملة القديمة (الليرة التركية). بلغ الناتج القومي بالنسبة للفرد 4172 دولار أمريكي في 2004 وارتفع إلى 10.106 عام 2010،. بلغ الناتج القومي نحو 735.264 مليار دولار أمريكي في 2010، ونسبة دين خارجي تبلغ 134.4 مليار دولار في عام 2002. تركيا على وشك تسديد ديونها لصندوق النقد الدولي قبل عشرة أعوام كانت ديونها 25.6 مليار دولار، ولم يبق غير 5.5 مليار دولار من هذه الديون.
وتصنف تركيا ضمن الأسواق الناشئة التي تتميز باقتصاد ديناميكي ومتنوع وزيادة عدد سكنها وارتفاع نسبة الشباب فيها. نجحت تركيا بتخفيض نسبة البطالة إلى 9.1% وهي دون المتوسط لدول الاتحاد الأوروبي. النتائج التي حصلت عليها تركيا نتيجة نموها الاقتصادي وتقليصها عدد العاطلين عن العمل رفع من قيمتها لتتخذ مكانتها ضمن أفضل الدول الأوروبية.
وتعدّ ظاهرة تسجيل الماركات من أكثر ظواهر التقدم في العالم وتدل على قوة الاقتصاد. وأصبحت إحدى الدول العالمية القليلة التي تقوم بتسجيل الماركات. فقد سجلت 85 ألف ماركة سنويًا في سنة 2010 بينما كانت تسجل 29 – 105 ماركة قبل عشرة سنوات. وتهدف تركيا إلى تسجيل 100 ألف ماركة هذه السنة وإذا ما حققت هدفها فستتجاوز فرنسا الرائدة في هذا المجال.

### الصناعة
أهم الصناعات في تركيا هي المنسوجات، المواد الغذائية والمشروبات، الكهربائيات، السيارات والكيماويات. والجلود. حصلت تركيا على المرتبة الثالثة عالميًا في تصدير المنسوجات بعد ألمانيا وإيطاليا. يحتل قطاع البلاستك نسبة 28% من مجموعة الصادرات التركية. ويقوم القطاع بتصدير منتجاته إلى العراق وروسيا ورومانيا وأذربيجان وفرنسا وإيطاليا والمملكة المتحدة واكرانيا وبلغاريا. حققت الصادرات البلاستيكية زيادة بنسبة 30% عام 2011 بينما زادت نسبة صادرات القطاع من المواد الكيميائية 41% قياسا لصادرات السنة السابقة. وقد وصل مبلغ الدخل الذي حققه قطاع الكيمياء الـ 8 مليار و278 مليون دولار أمريكي. قام قطاع صناعة السيارات بتصنيع 1.2 مليون سيارة عام 2011.

### المعادن
أهم الثروات المعدنية المتواجدة على الأراضي التركية هي الفحم الحجري، الفحم النباتي، الحديد، الرصاص، الخارصين، النحاس والفضة. كما أن تركيا تعد من أكبر منتجي معدن الكروم في العالم. في جنوب شرق البلاد احتياطات نفط صغيرة. استخرجت تركيا 82 طنا من الذهب خلال العشر سنوات الأخيرة. والتي استخرجت سنة 2001 2.1 طنا بينما بلغ ما استخرجته 17 طنا سنة 2010. أي بزيادة 7 أضعافها وبذلك تكون تركيا قد احتلت مركز الصدارة في أوروبا. سجل قطاع صناعة المرمر التركي تطورا كبيرا في الـ 10 سنوات الأخيرة ليحتل المركز الخامس في سوق المرمر العالمي حيث تبلغ نسبة تصديرها الـ 11%. وتستخرج أنواع المرمر من 100 – 1200 محجر، ويقوم القطاع بتشغيل ما يقارب الـ 200 ألف عامل.

### الزراعة

صورة لغابة في تركيا.

يشكل القطن، الشاي، التبغ، الزيتون، العنب، الحمضيات، الفاكهة، الخضروات، الحبوب والشعير أهم المحاصيل الزراعية في البلاد. تركيا هي من أكبر منتجي البندق في العالم. وتحتل تركيا المرتبة السابعة في العالم والأولى في أوروبا من ناحية كثرة المياه الجوفية الحارة. وأن استغلالها هذه الثروة الكامنة سيزيد من إنتاجاتها الزراعية. وتخطط الوزارة لنشر هذه الطريقة في ولايات افيون وايدن ودنزلي ودياربكر وازمير ومانيسة وكوتاهية وشانلي اورفة ويوزغات. ويعتبر سهل قونية عنبر الحبوب في تركيا فقد حطم الرقم القياسي في الإنتاج للخمسين سنة الأخيرة حيث زاد إنتاج بعض المناطق بنسبة 50%. وقد حُصد 3 ملايين 150 ألف طن من الحنطة و966 ألف طن من الشعير. وقد احتلت تركيا المرتبة السابعة في زراعتها عالميا.
وبلغت مساحة الأراضي التي شُجّرت في حملات التشجير بين 2008 – 2010 مقدار 1 مليون و448 ألف هكتار. حيث زرعت 820 مليون شتلة خلال هذه المدة مما وضع تركيا بين الدول العالمية الثلاث الأولى في مجال التشجير. حيث بلغت مساحة الغابات 21.6 مليون هكتار.

#### الثانية عالمياً بانتاج العسل
في عام 2017 أحرزت تركيا تقدماً كبيراً في إنتاج العسل وارتقت بفضله إلى المرتبة الثانية عالمياً بعد الصين متصدرة الترتيب. ظهرت هذه الإحصائية بمناسبة اليوم العالمي للنحل، حيث تنتج 6.85% من إجمالي الإنتاج العالمي، متأخرة عن الصين صاحبة المرتبة الأولى بنسبة 30.6% من الإنتاج العالمي، في حين تأتي الولايات المتحدة ثالثةً بـ 5.35%. ووفقا لإحصائيات العام 2016؛ عدد أماكن العمل المزاولة لمهنة تربية النحل في تركيا بلغ 84047، أنتجت 105727 طناً من العسل.

### الطاقة

توربينات هوائية تركية الصنع

تستغل تركيا مميزاتها استعلاًا فعالًا: موقعها الجغرافي ذو الجو المناسب النظيف ومصادر الطاقة الطبيعية فيها. من هذا المنطلق بدأت أول جزيرة الهيدروجين في جزيرة بوزجة ادا بتوليد الكهرباء. بعد إنتاج الكهرباء من الطاقة الشمسية وطاقة الرياح بُدئ بإنتاجه من سماد الدجاج. حيث سيقوم مستثمر بجمع السماد من مزارع الدجاج ليولد منها الكهرباء وستنشأ المولدة في قضاء جوبوق في انقرة حيث سيولد ما يعادل 4 مولدات كهرومائية. نجحت شركة سويوت ويند التركية في صناعة التوربينات الوطنية التي تعمل على طاقة الرياح والتي كانت تستوردها من الخارج. وذلك بعد التشجيع الذي تقدمه الحكومة للحد من استيراد البضائع التي بالإمكان صناعتها في تركيا.
كما نجحت تركيا في وضع حجر الأساس لأول محطة نووية في البلاد، ستبنيها شركة روساتوم الروسية وتبلغ قيمة المشروع 21 مليار دولار، ويتكون من أربع وحدات، السعة الإجمالية لكل منها 1200 ميغاواط. وستُنشأ على أربع مراحل، تبدأ الأولى منها بعد إتمام استخراج كل التراخيص اللازمة، ويتوقع تفعيل أول وحدة خلال سبع سنوات، وسيبلغ عمر تشغيل المحطة ستين عاما.

## السياحة

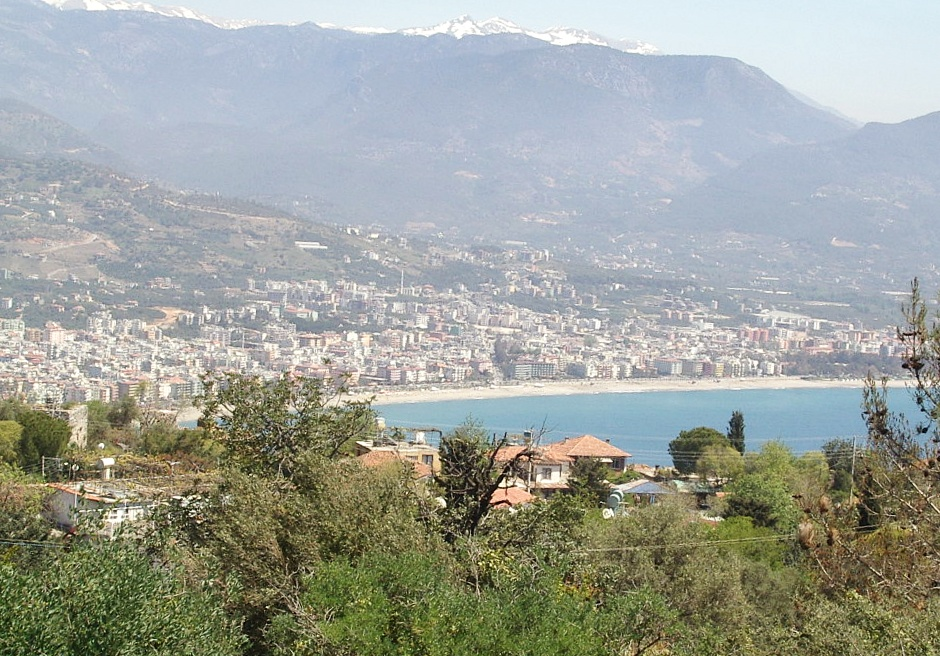
ألانيا

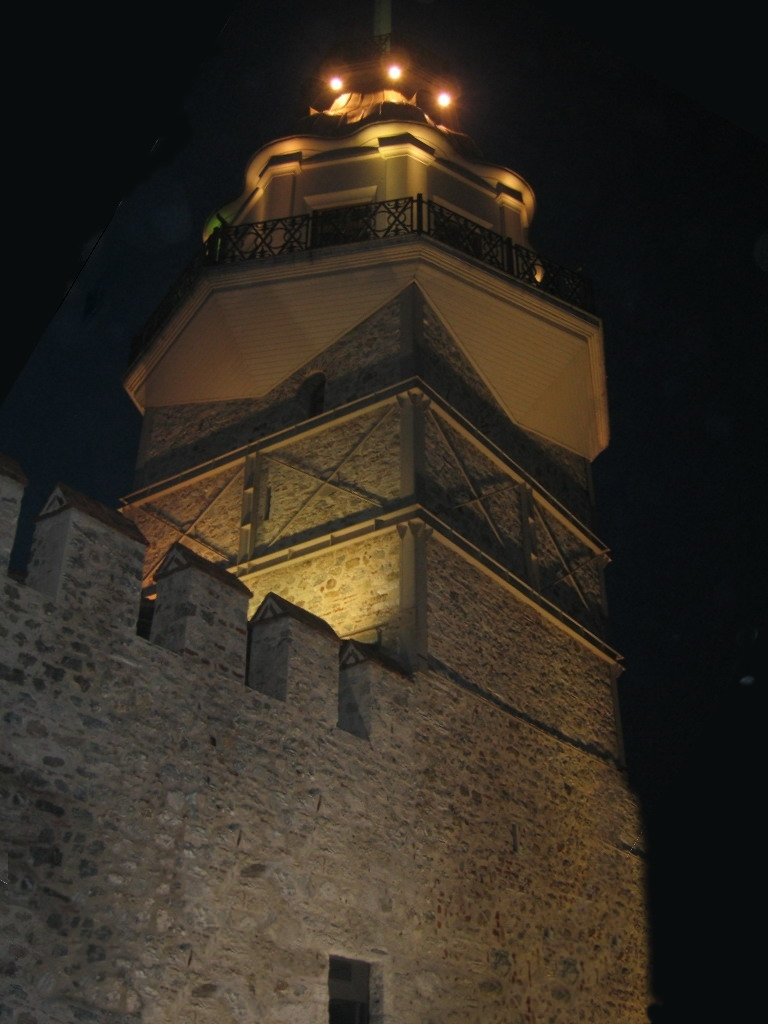
برج البنت، بوسفور

تشكل السياحة أحد أهم أعمدة الاقتصاد التركي وخاصة في العقود الأخيرة. وذكرت وكالة الأنباء التركية في تقرير لها أن عدد السياح الوافدين إلى تركيا بلغ 30.929.192 سائح في 2008. حيث بلغت العائدات 21.9 مليار دولار أمريكي.
يشتهر الساحل الجنوبي بجمال طبيعته وشواطئه الطويلة لدرجة أنه يعرف باسم الريفيرا التركية تشبها بالريفيرا الفرنسية، بالإضافة إلى العديد من المناطق السياحية الأخرى.
ازداد عدد السياح الأجانب كثيرًا في تركيا بين عامي 2002 و2005، من 12.8 مليون إلى 21.2 مليون، الأمر الذي جعل تركيا في المرتبة العاشرة في العالم كوجهة للزوار الأجانب. وبلغت العائدات السياحية 17.5 مليار دولار أمريكي في عام 2005 مما جعل تركيا أيضا واحدة من كبار الوجهات السياحية (المرتبة العاشرة) لأعلى الإيرادات في العالم.
| السنة | السياح     |
| ----- | ---------- |
| 1998  | 9,750,000  |
| 1999  | 7,460,000  |
| 2000  | 8,000,000  |
| 2001  | 10,400,000 |
| 2002  | 12,800,000 |
| 2003  | 13,300,000 |
| 2004  | 16,800,000 |
| 2005  | 21,200,000 |
| 2006  | 18,500,000 |
| 2007  | 23,340,911 |
| 2008  | 26,336,677 |
| 2009  | 27,077,114 |
| 2010  | 28,632,204 |

## النقل والمواصلات

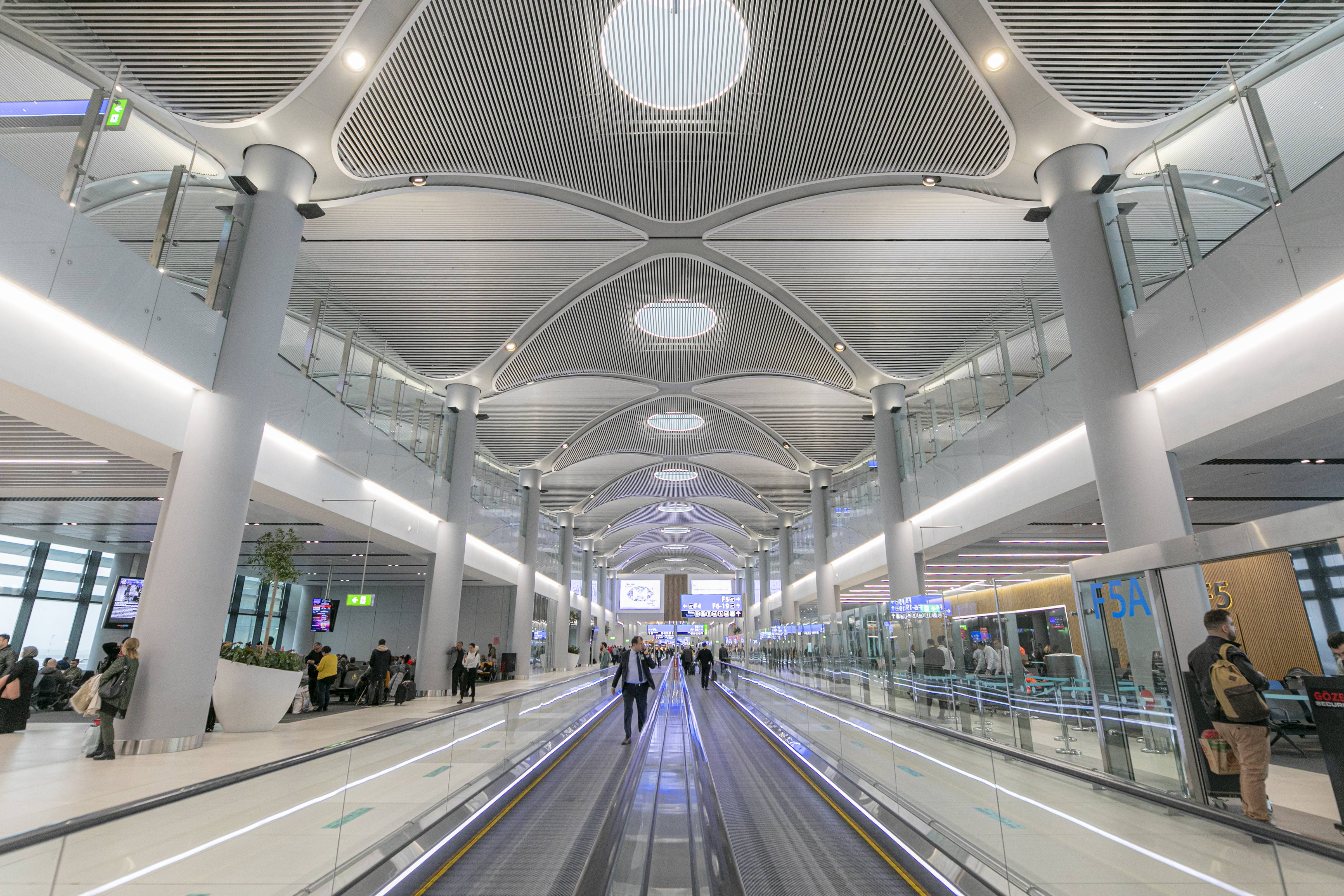
تبلغ سعة المحطة الرئيسية لمطار إسطنبول 90 مليون مسافر سنويًا وهي أكبر مبنى في العالم تحت سقف واحد.

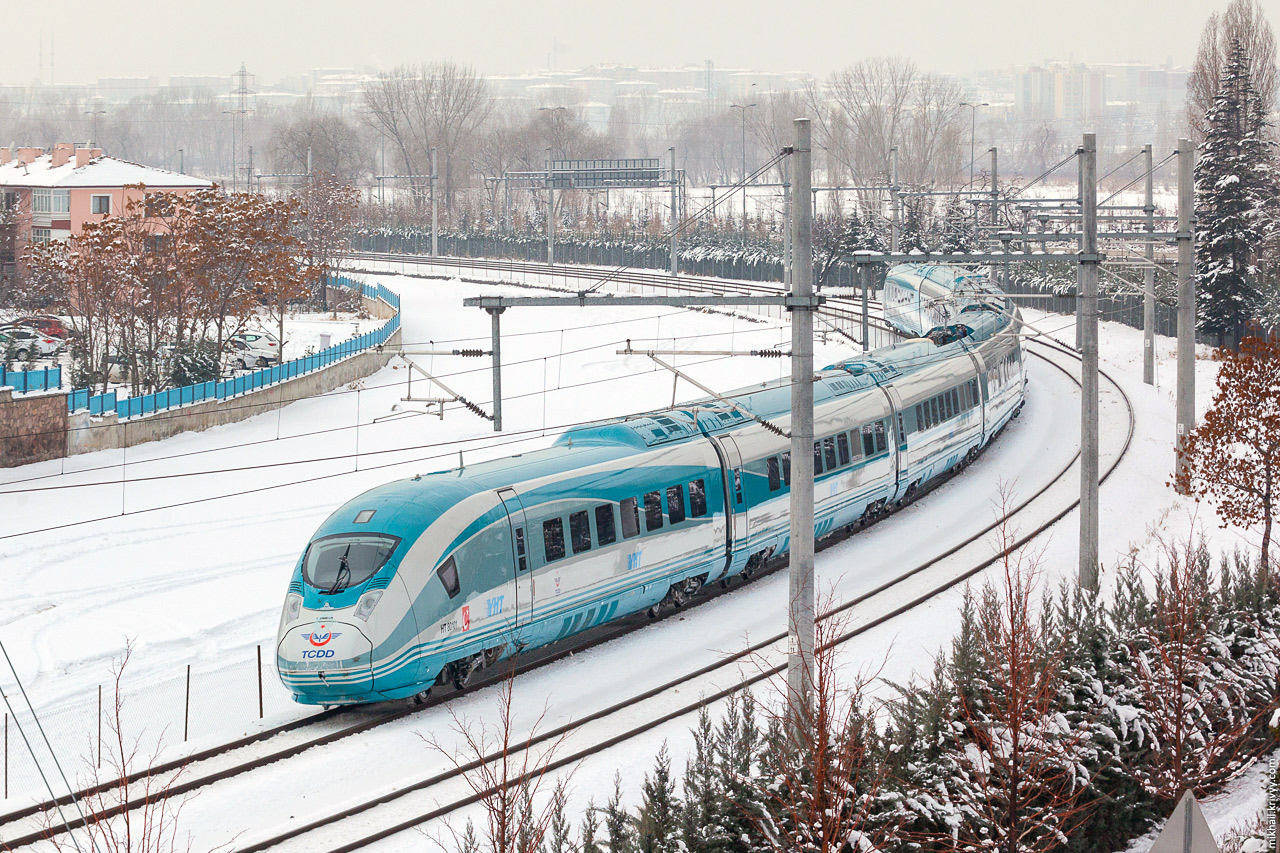
قطار TCDD HT80000 فائق السرعة في أنقرة.

تتمتع تركيا بموقع مهم بين قارتي آسيا وأوروبا يعطي أهمية كبيرة لقطاع المواصلات من الجهة الاقتصادية. أدخل قطاع الطرق على سبيل المثال على الدولة ما مجموعه نحو 1.4 مليار دولار (1999) من رسوم وضرائب مطبقة على استخدام الطرق خاصة الدولية منها. تتركز الحركة البرية على الطرق، بينما تستخدم السكك الحديدية لمسافات معينة وعادة لنقل البضائع. تبلغ نسبة الاستثمار الحكومي في قطاع المواصلات والاتصالات ما نسبته 27.3% من نسبة الاستثمار الحكومي العام، مما يدل على أهمية هذا القطاع، ومثل ما نسبته 14% من الناتج القومي الإجمالي للدولة حسب إحصاءات عام 2000.

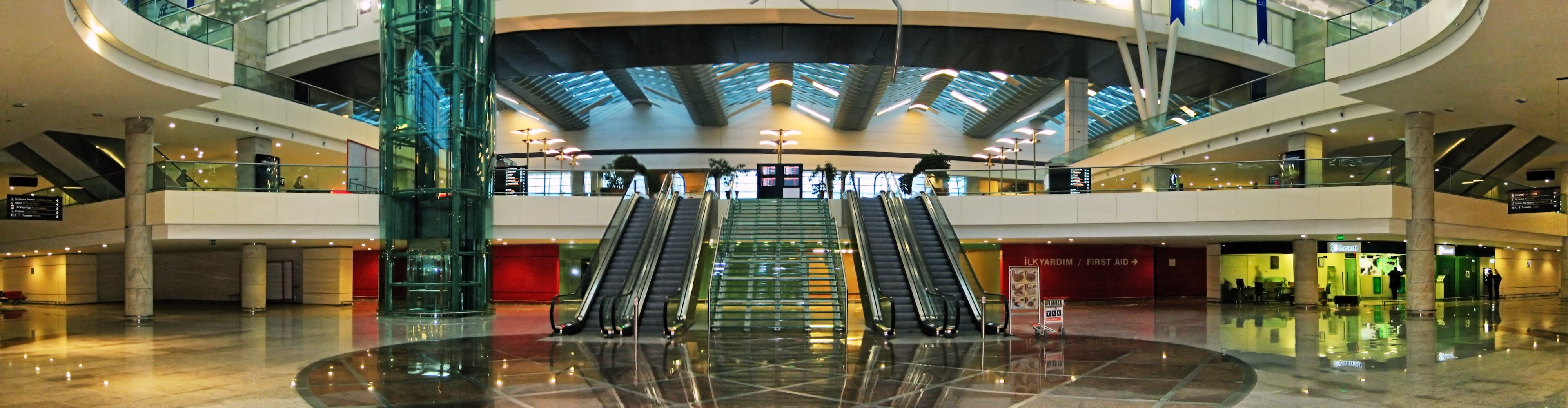
مطار ايسنبوجا في أنقرة.

يبلغ مجموع الطرق البرية 413.724 كم، منها 1,800 كم طرق سريعة و 62,000 كم طرق عادية و 350,000 كم ما يسمى بطرق قروية. أهم الطرق البرية هي تلك التي تربط إسطنبول بأنقرة (O-4)، طريق غازي عنتاب - أضنة (O-52)، الطرق الساحلية (O-31 و O-32) الذي تربط ازمير بالمدن الساحلية الجنوبية وطريق ازمير - مانيسا. نُقل 89.2% من مجموع حركة البضائع على الطرق في عام 2000. تستخدم حركة الحافلات لنقل الركاب بين المدن للمسافات المتوسطة والطويلة.

### السكك الحديد

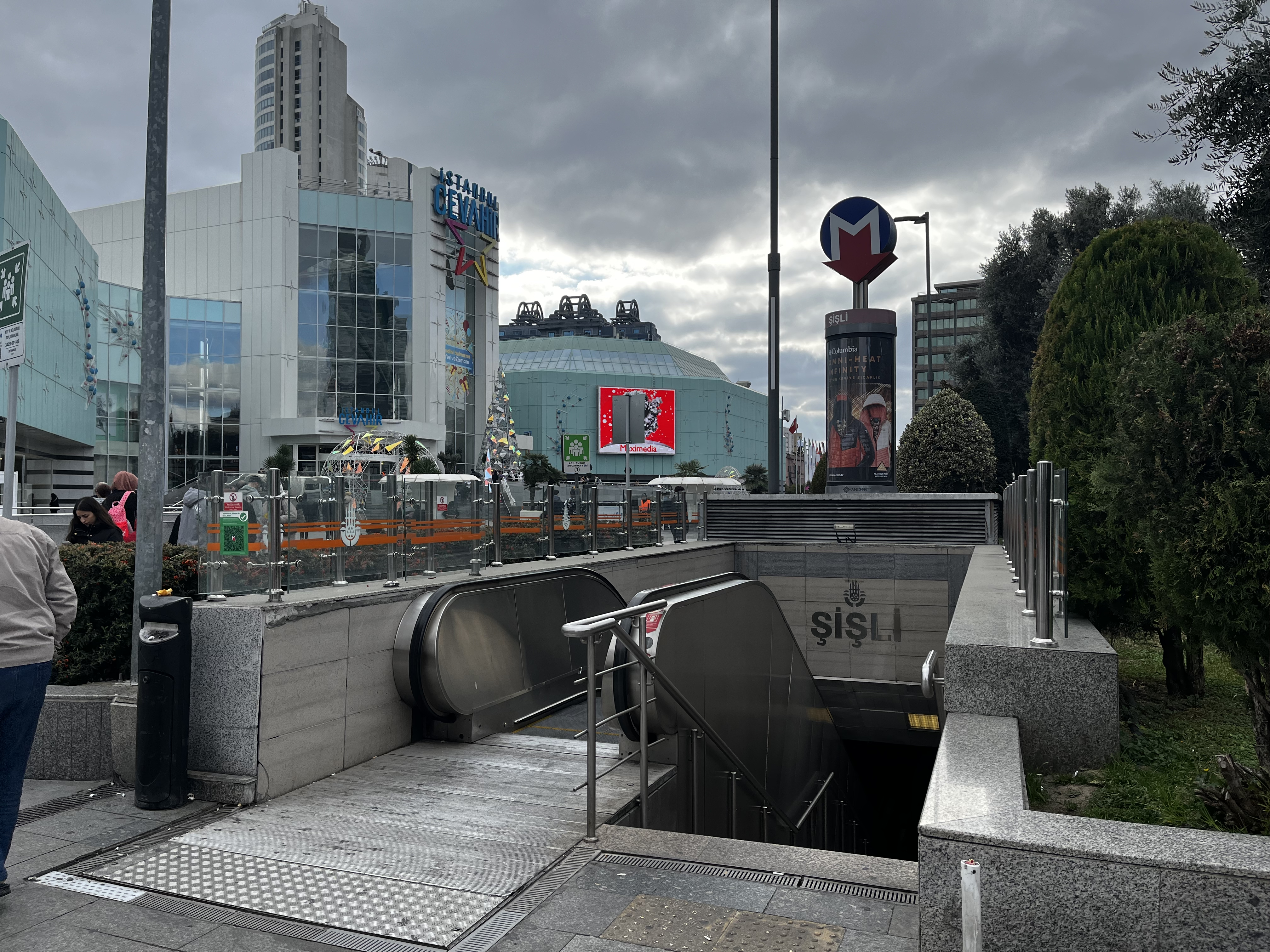
مدخل محطة لمترو شيشلي في إسطنبول أمام جواهر أسطنبول، ومركز التسوق الأكبر في أوروبا.

السكك الحديدية التركية TCDD وهي مملوكة للحكومة، ومقرها في أنقرة. أسست TCDD في 1 يونيو 1927 الحكومةُ التركية لتولي إدارة خطوط السكك الحديدية الموجودة داخل حدود الجمهورية التركية بعد تفكك الدولة العثمانية.
سكك حديد الدولة التركية تملك وتشغل جميع خطوط السكك الحديدية الحكومية في تركيا. اعتبارًا من عام 2008، 10991 كم (6829 ميل) من السكك الحديدية مما يجعلها من أكبر أنظمة السكك الحديدية في المركز 22 عالميًا. في عام 2009، نقلت خطوط السكك الحديدية التركية 17,105,353 طن من البضائع و7,118,699 راكب مما يجعلها من أكبر خطوط سكك الحديد في العالم في المرتبة 33 من حيث النقل. اعتبارًا من عام 2009، تمتلك خطوط السكك الحديدية التركية الدولة 25,593 شخص.
تمتلك خطوط السكك الحديدية التركية شركات أو أسهمها في مناطق أخرى. كل هذه الشركات تعمل في مجال نقل السكك الحديدية. تعدّ خطوط السكك الحديدية التركية عضوًا في InterRail منذ 1994.

### المطارات

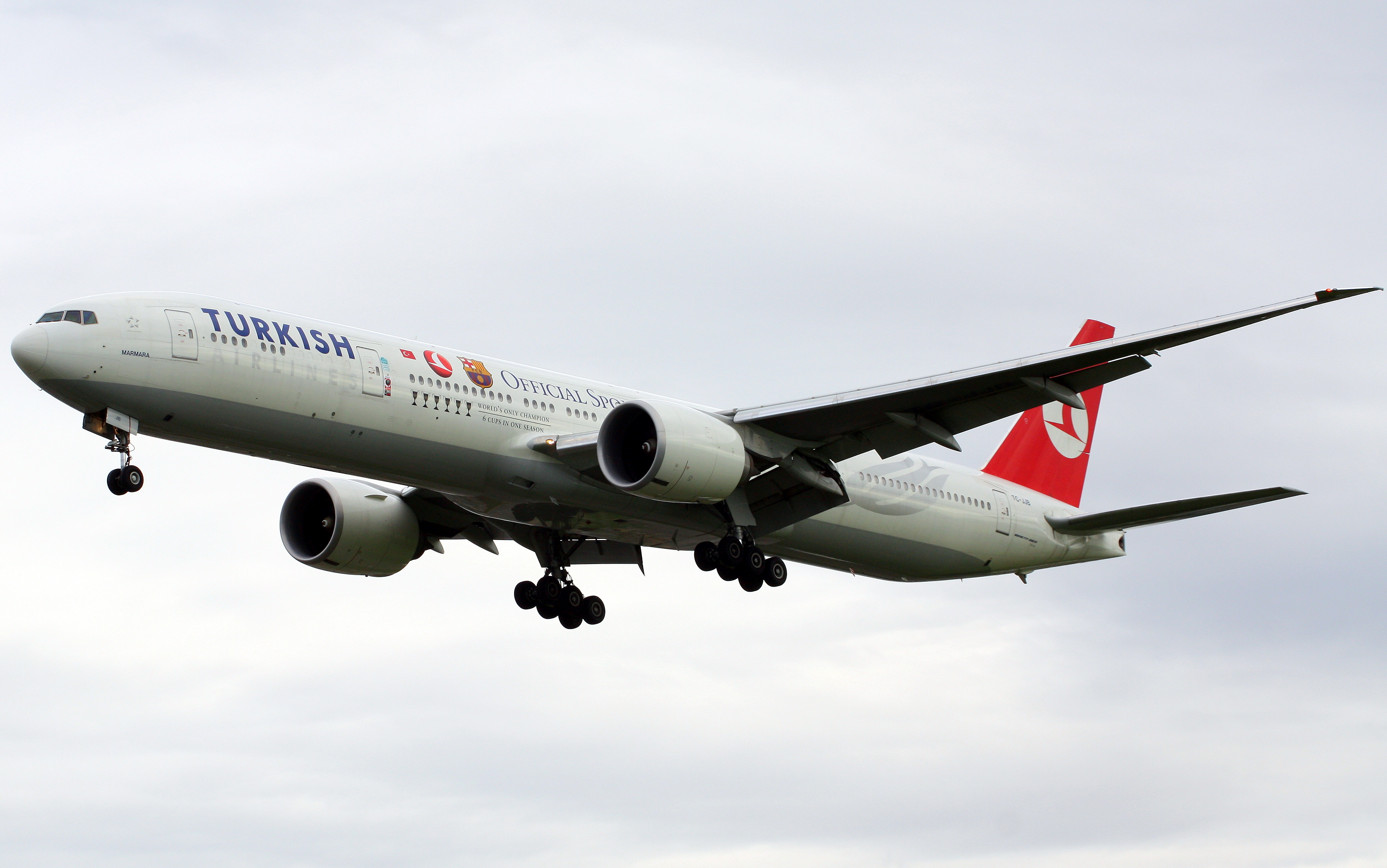
الخطوط الجوية التركية إحدى أسرع الشركات تطورا في العالم، والتي وقعت عقدا ترويجيا لها مع نادي برشلونة.

بلغ عدد المطارات في تركيا 117 مطارا عام 2007. منها 90 بمدارج مُعبدة و 27 بمدارج غير معبدة.
الخطوط الجوية التركية (بالتركية: Türk Hava Yolları) هي شركة طيران وطنية تركية، يقع المقر الرئيسي للشركة في إسطنبول أكبر المدن التركية، وتتخذ من مطار أتاتورك الدولي مركزاً لعملياتها، تقدم الخطوط التركية خدماتها لأكثر من 150 وجهة في أوروبا، آسيا، أفريقيا وأمريكا الشمالية، وتعد الخطوط التركية عضواً في تحالف ستار العالمي.

### الاتصالات
شركة الاتصالات التركية (Türk-Telekom)  هي المالك والمشغل الوحيد لخطوط الاتصالات الأرضية. وللحكومة خطط لخصخصة شركة الاتصالات. يقدر عدد المشتركين بخطوط الهاتف النقال بأكثر من عشرين مليون مستخدم. توجد عدة شركات خاصة مشغلة لخطوط الهاتف النقال منهاturkcel،aveya.

## الثقافة

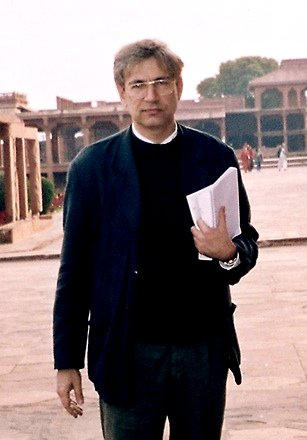
اورهان باموق الحائز على جائزة نوبل في الأدب عام 2006

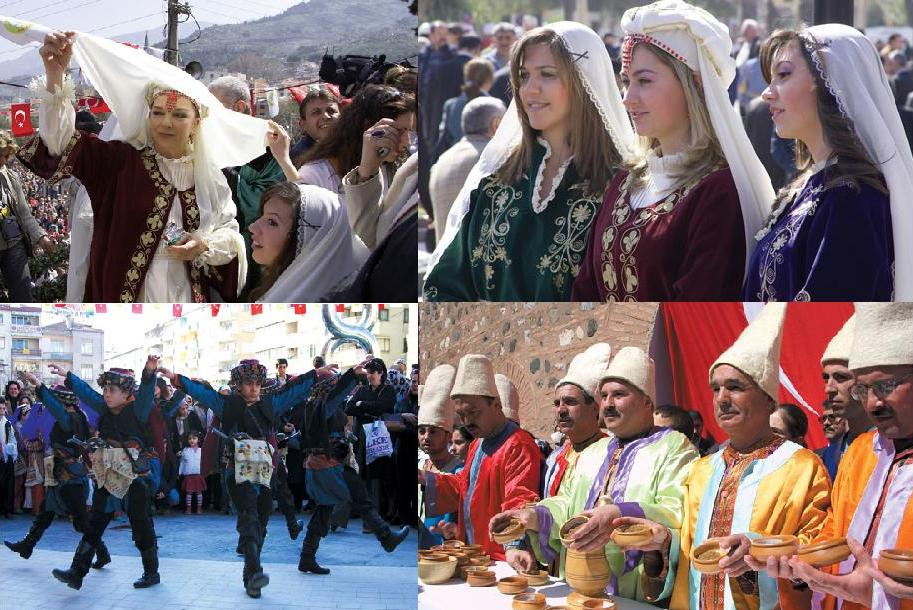
الثقافة التركية والكردية في تركيا.

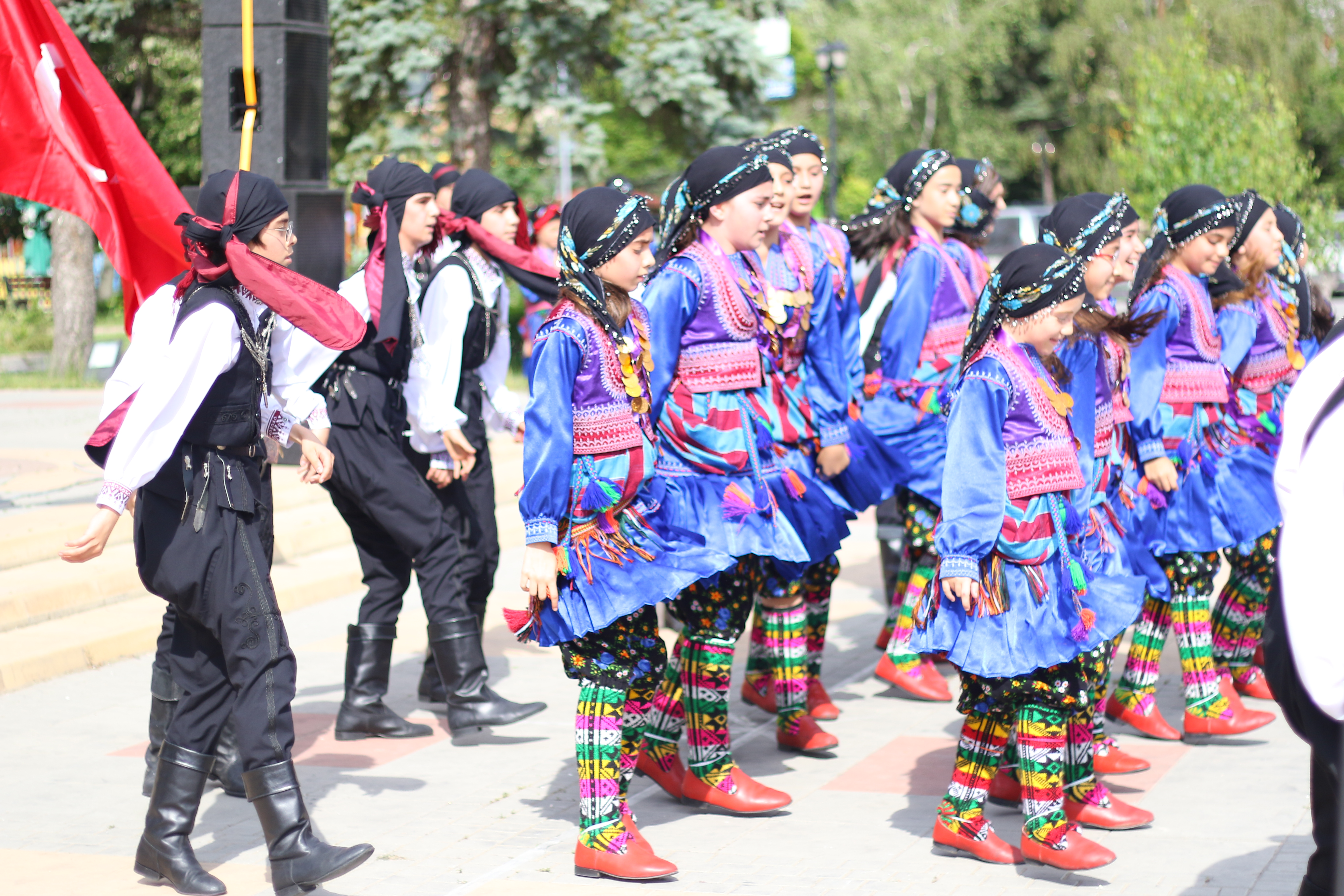
أطفال من تركيا يؤدون رقصة شعبية.

تمتلك تركيا ثقافة متنوعة جدا وهي مزيج من عناصر مختلفة من اوغوز، الأناضول والعثمانية (التي كانت في حد ذاته استمرار كل من اليونانية والرومانية والثقافات الإسلامية والثقافة الغربية والتقاليد، والتي بدأت مع تغريب العثمانية والتي لا تزال مستمرة حتى اليوم. هذا المزيج بدأ أصلا نتيجة لقاء من الأتراك وثقافتهم مع تلك الشعوب الذين كانوا في طريقهم أثناء هجرتهم من آسيا الوسطى إلى الغرب.

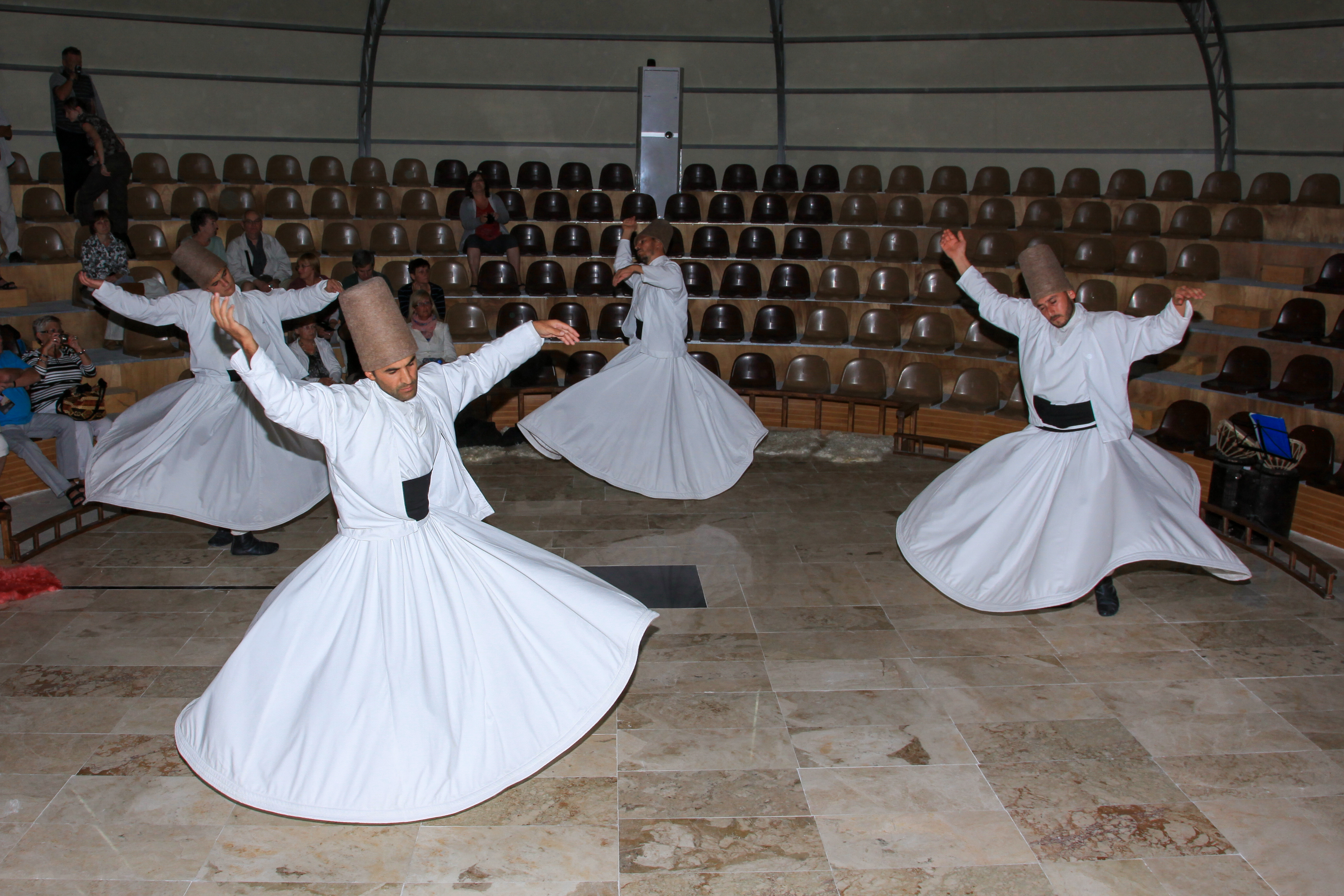
الطرق الصوفية التركية.

كما تحولت تركيا بنجاح من الدولة العثمانية على أساس الدين الإسلامي إلى الدولة القومية الحديثة مع فصل قوي بين الدين والدولة، وزيادة في وسائط التعبير الفنية المتبعة. خلال السنوات الأولى للجمهورية، استثمرت الحكومة كمية كبيرة من الموارد في الفنون الجميلة، مثل المتاحف والمسارح ودور الأوبرا والهندسة المعمارية. لعبت العوامل التاريخية المختلفة دورا هاما في تحديد هوية تركيا الحديثة. الثقافة التركية هي نتاج جهود لتكون «تركيا الحديثة» دولة غربية، مع الحفاظ على القيم التقليدية الدينية والتاريخية.
الموسيقى التركية والأدب شكل أمثلة رائعة مزيج من هذه التأثيرات الثقافية، والتي كانت نتيجة للتفاعل بين الدولة العثمانية والعالم الإسلامي جنبا إلى جنب مع أوروبا، مما يسهم في مزيج من التقاليد التركية والإسلامية والأوروبية في الموسيقى والفنون الأدبية التركية في العصر الحديث. وكما تأثر الأدب التركي بالفارسي وبالأدب العربي خلال العصر العثماني، على الرغم من قرب نهاية الدولة العثمانية، وبخاصة بعد فترة التنظيمات، وتأثير كل من الشعبية التركية والأوروبية الأدبية ملاحظة في التقاليد على نحو متزايد. هو مزيج من درامية التأثيرات الثقافية، على سبيل المثال، في شكل «رموز جديدة من تصادم وتضافر الحضارات» الذي صدر في أعمال الكاتب التركي أورهان باموك، الحائز على جائزة نوبل للأدب عام 2006. ووفقا للباحثين كوندا للرأي العام، أن 70 ٪ من المواطنين لا يقرأون الكتب التركية.
العناصر المعمارية التي كانت موجودة في تركيا هي أيضا شواهد على المزيج الفريد من التقاليد التي أثرت على المنطقة على مدى قرون. بالإضافة إلى العناصر البيزنطية التقليدية الموجودة في أجزاء عديدة من تركيا والعديد من التحف المعمارية العثمانية في وقت لاحق، مع مجموعة رائعة من مزيج من التقاليد المحلية والإسلامية، التي يمكن العثور عليها في جميع أنحاء البلد، وكذلك في الآثار الباقية من العهد العثماني. ويعتبر سنان آغا أعظم مهندس في الفترة الكلاسيكية في العمارة العثمانية. منذ القرن 18، تأثرت العمارة التركية على نحو متزايد بالأساليب الغربية، ويمكن أن نرى هذا ولا سيما في إسطنبول حيث تتواجد جنبا إلى جنب المباني والقصور Dolmabahçe سيراجان بجوار العديد من ناطحات السحاب الحديثة، وكلها تمثل تقاليد مختلفة.

## الرياضة

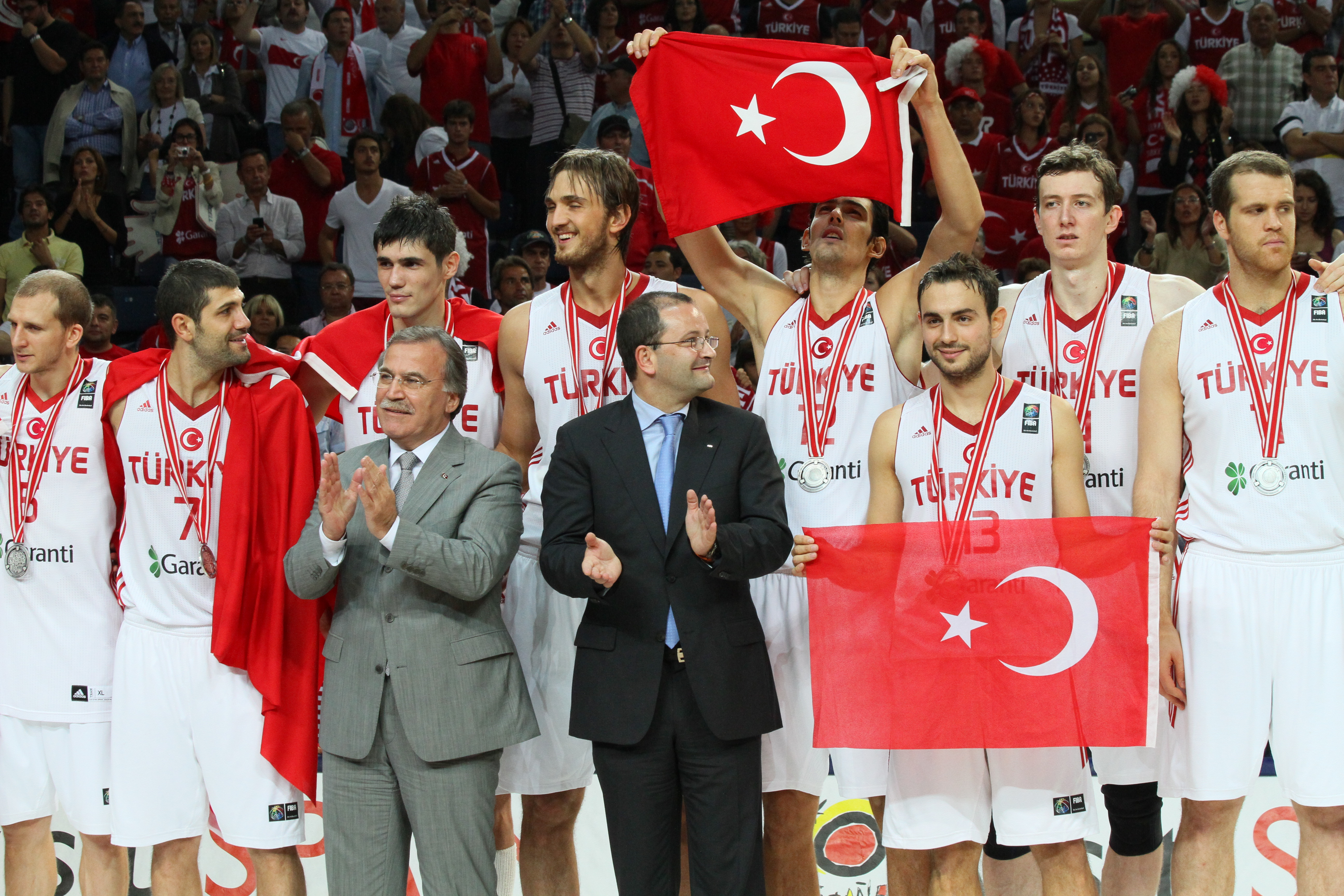
فازت تركيا بالميدالية الفضية في بطولة العالم لكرة السلة 2010.

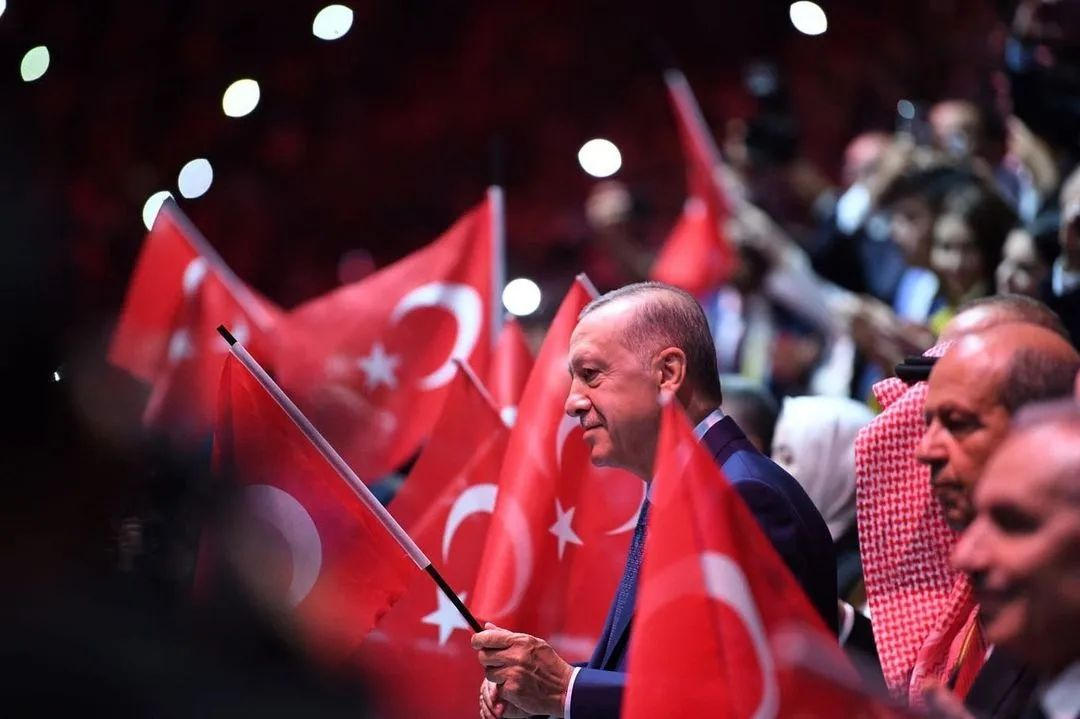
حفل افتتاح ألعاب التضامن الإسلامي 2021 في قونية رجب طيب أردوغان.

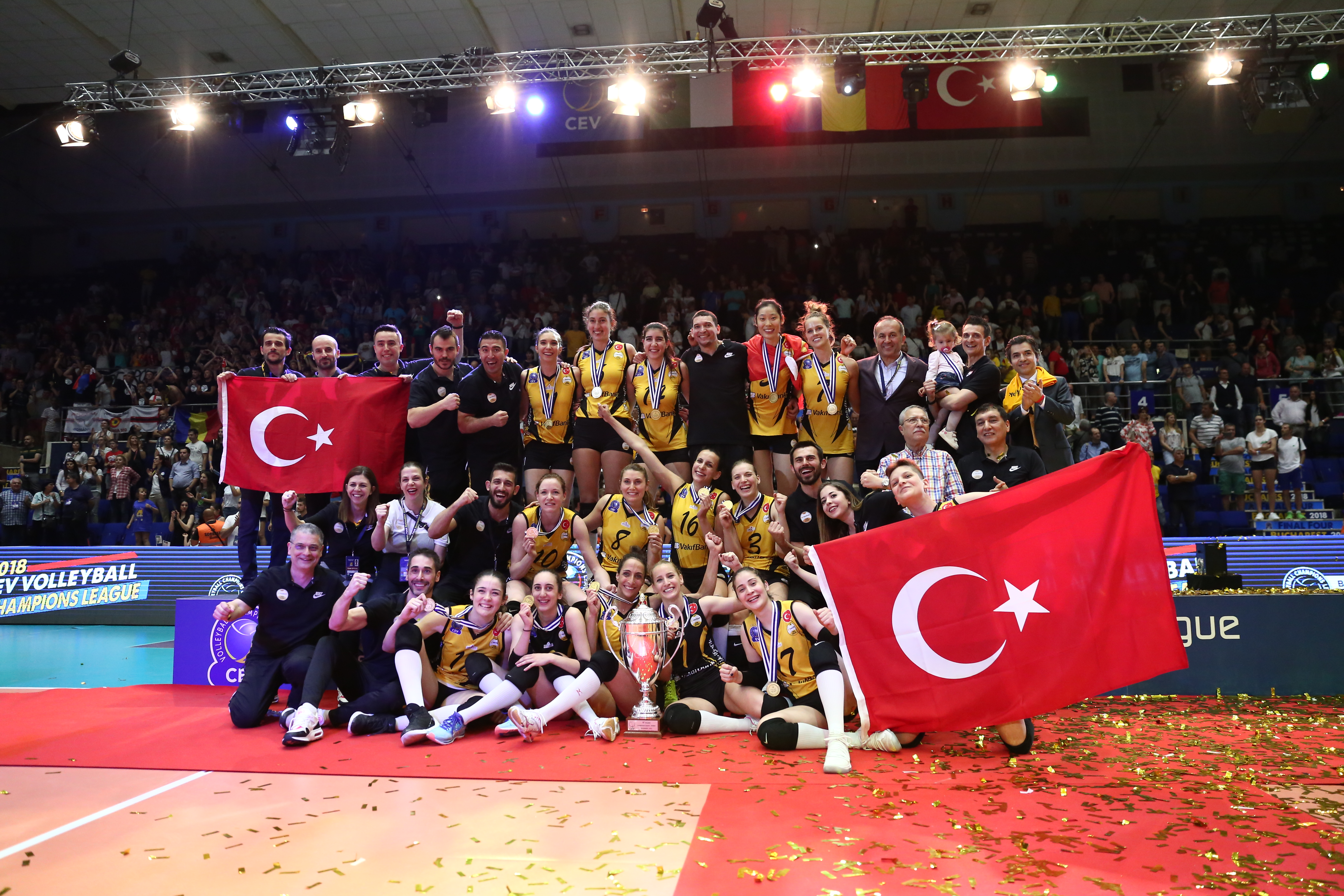
فاز نادي فاكيف بنك للكرة الطائرة ببطولة العالم للأندية للسيدات في الكرة الطائرة للاتحاد الدولي للكرة الطائرة في عامي 2017 و 2018، ودوري أبطال أوروبا للسيدات 2017-18 CEV للمرة الرابعة في تاريخهم.

الرياضة الأكثر شعبية في تركيا هي كرة القدم. أشهر أندية تركيا هي غلطة سراي وفنربخشة وبشكطاش. في عام 2000 فاز غلطة سراي بكأس الاتحاد الأوروبي وكأس السوبر الأوروبي. وبعد عامين وصل المنتخب التركي لنهائيات بطولة كأس العالم لكرة القدم 2002 في اليابان وكوريا الجنوبية، بينما في 2008 وصل المنتخب الوطني لكرة القدم إلى الدور نصف النهائي من كأس الأمم الأوروبية 2008. واستضاف ستاد أتاتورك الأوليمبي في إسطنبول عام 2005 نهائي دوري أبطال أوروبا، في حين أن ملعب سوكرو ساراكوغلو في إسطنبول استضاف نهائي كأس الاتحاد الأوروبي 2009.
من الرياضات الشعبية الأخرى توجد كرة السلة والكرة الطائرة. استضافت تركيا نهائيات البطولة الأوروبية 2001 ونهائيات بطولة العالم 2010 لكرة السلة، وفاز بالمركز الثاني في كلتا البطولتين، في حين أيفس بلسن س.ك (Efes Pilsen S.K) فاز بكأس كوراك في عام 1996، والمركز الثاني في كأس سابورتا في عام 1993، ووصلت إلى الدور قبل النهائي من الدوري الأوروبي سوبر ليج لكرة السلة في عامي 2000 و 2001. من أشهر لاعبي كرة السلة الأتراك مهمد اوكور وهدايت توركوغلو حيث كانا ناجحين في الدوري الاميركي للمحترفين. وفاز فريق الكرة الطائرة النسائية، وهم Eczacıbaşı و Vakıfbank Sigorta غونيس أتشيبادم وفنربخشه، بالعديد من الألقاب والبطولات الأوروبية والميداليات.
وتعدّ yağlı güreş رياضة تقليدية تركية منذ العهد العثماني. استضافت أدرنة قيرق بينار (Kırkpınar) السنوي منذ 1361. أضف إلى أن المصارعة الحرة والمصارعة اليونانية والرومانية تحظى بشعبية في تركيا، وفي العديد من دول العالم وأوروبا وحصد المصارعون الأتراك عدة جوائز وألقاب في البطولات الأولمبية سواء على المستوى الفردي أو الوطني كفريق واحد.
رياضة رفع الأثقال هي رياضة ناجحة في تركيا. ولقد حطم منتسبوها الكثير من الأرقام القياسية الأولمبية والعالمية  والأوروبية  على صعيد الرجال والنساء. حقق كل من نعيم سليمان أوغلو وخليل موتلو مكانة أسطورية باعتبارهم من قلائل رافعي الأثقال الذين أحرزوا ثلاث ميداليات ذهبية في ثلاث دورات أولمبية.
رياضة سباق السيارات هي رياضة ذات شعبية حيث أدرج رالي تركيا في التقويم العالمي لراليات الاتحاد الدولي للسيارات في عام 2003،  وأدرج في سباق الجائزة الكبرى التركي لسباقات الفورمولا في 2005. يجري سباق إسطنبول بارك سنوياً، وهو سباق الدراجات النارية لنيل الجائزة الكبرى لتركيا، و ينظم الاتحاد الدولي للسيارات في العالم جولة بطولة العالم للسيارات، سلسلة ال GP2 وسلسلة لو مان. من وقت لآخر تستضيف كل من مدينتي إسطنبول وأنطاليا أيضا المحطة التركية للزوارق السريعة سباقات F1 للبطولة، في حين تنظم المحطة التركية لريد بل الجوية سباق بطولة العالم، وهو سباق المنافسة في الهواء، ويأخذ مكانا فوق القرن الذهبي في إسطنبول. أصبح ركوب الأمواج والتزلج على الجليد، التزلج بالمظلات وغيرها، من الرياضات المتطرفة التي تزيد شعبيتها كل عام.

## الصحة العامة

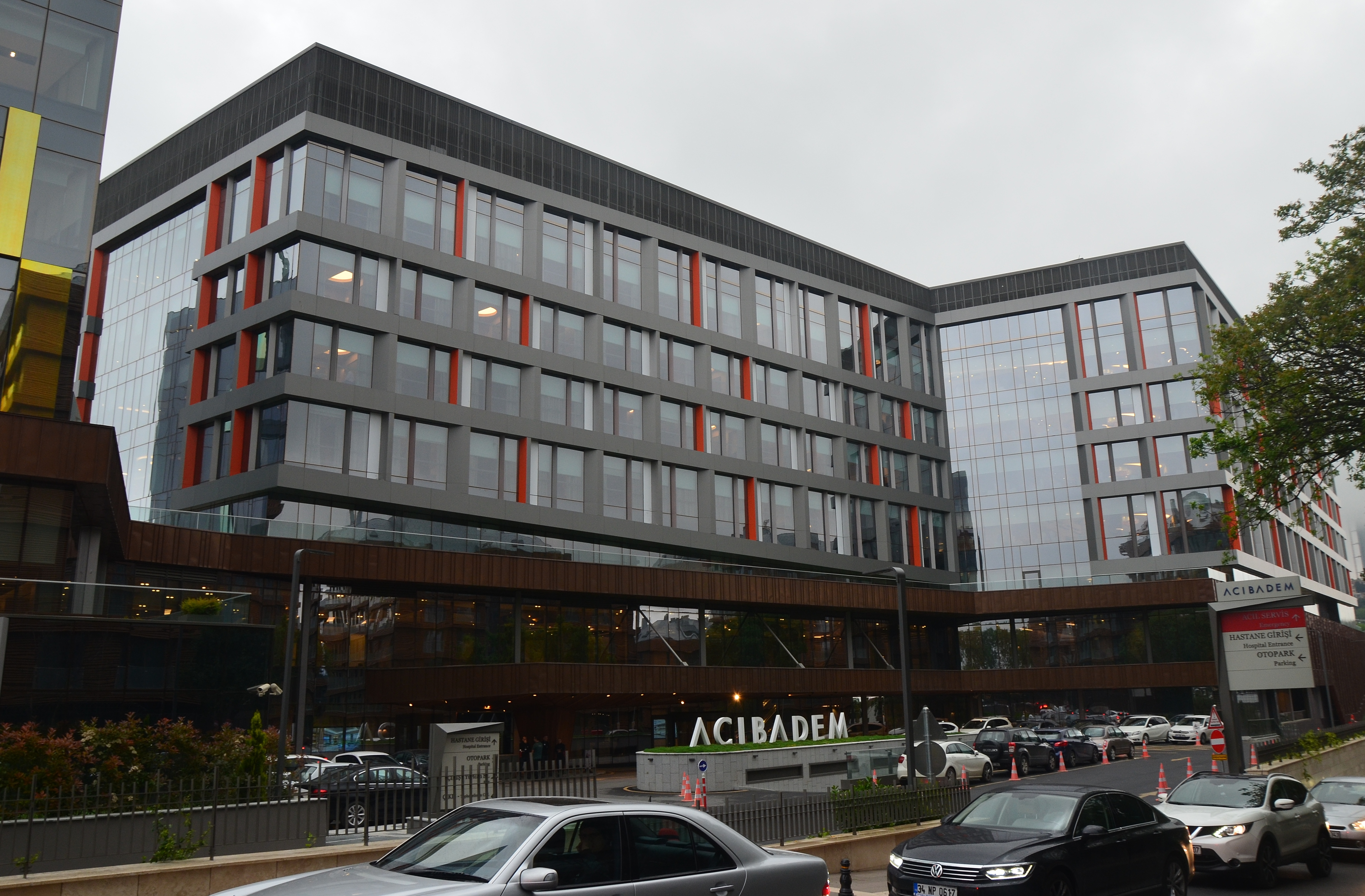
مستشفى أتشيبادم في حي ألتونيزاد في اسكودار، اسطنبول

عُمل بالتأمين الصحي العام بدءًا من يوم 1 يناير/ كانون الثاني 2012. وتذكر معطيات مؤسسة المقاييس التركية أن عدد سكان تركيا هو 73 مليون 722 ألف نسمة وأن 1.5 مليون من هؤلاء لا يشملهم الضمان الاجتماعي، ويُدخلون ضمن المضمونين عند دفعهم المخصصات الصحية. أما حاملي البطاقات الخضراء (الفقراء) فيعدّون مضمونين. حصلت زيادة في عدد القادمين إلى تركيا لتلقي العلاج في الأشهر الـ 8 الأولى من سنة 2011 بنسبة 30% قياسا لنفس الفترة من السنة الماضية. ومن المتوقع أن تبلغ الحاصلات مايعادل الـ 4 مليار دولار حتى نهاية سنة 2011. من جهة أخرى بلغ عدد الذين قدموا إلى تركيا لتلقي العلاج نحو 500 ألف مريض، وذلك بعد التطورات التي حصلت في قطاع الصحة. وتتوقع الحكومة أن تكون منطقة الجنوب والجنوب الشرقي من تركيا مركزا صحيا لدول منطقة الشرق الأوسط والدول الآسيوية بعد إنشاء 22 مستشفى فيها.
أثمرت الجهود الفعالة في مكافحة التدخين التي بدأت منذ سنة 2003 حيث أقلع ملايين المواطنين عن التدخين في تلك المدة. وقد انخفضت مبيعات السجائر إلى أدنى حد لها خلال الـ 15 سنة الماضية. وقد بلغ عدد المقلعين منذ سنة 2008 مليونان و200 ألف شخص.

## التعليم

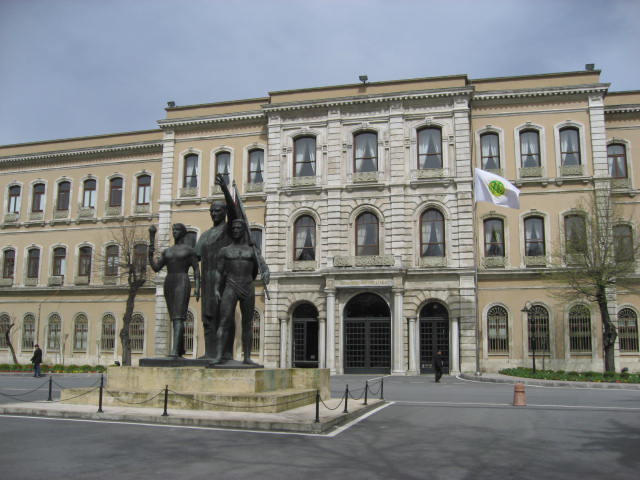
المبنى الرئيسي لجامعة إسطنبول مع تمثال أتاتورك.

### التعليم الابتدائي
نحو 25% من سكان تركيا هم في سن التعليم الإجباري، الذي ارتفع من سن الخامسة لحد سن الثامنة عشرة في عام 1997. بعد ذلك يدخل الطلاب مرحلة ثانوية تتكون من أربع سنوات. أصبح بإمكان طلاب المدارس ابتداءً من العام الدراسي 2004/2005 اختيار لغة أجنبية ثانية. يعاني النظام التعليمي المدرسي التركي عمومًا من نقص في الموارد والميزانية وكثرة طلاب المدارس. الهوة الاقتصادية بين الشرق والغرب في تركيا تعكس نفسها على الوضع التعليمي لسكان هذه المناطق. على سبيل المثال في المناطق الشرقية  صفوف مدارس تحتوي على خمسين طالب في الصف الواحد. تبلغ نسبة التسجيل المدرسي نحو 93% من مجمل عدد السكان تحت هذه الفئة. تبلغ نسبة الأمية بين الرجال 6% وبين النساء 18% من مجموع عدد السكان حسب إحصاءات عام 2000. بدأت وزارتا الصحة والتربية والتعليم بتنفيذ القرار الذي يخص 16 مليون طالب والذي اتفقا عليه لمنع بيع المشروبات الغازية في الحوانيت المدرسية وبيع مشروب اللبن الرائب بدلا منها. وينص القرار بمنع بيع الهامبرجر أيضا.

### التعليم العالي

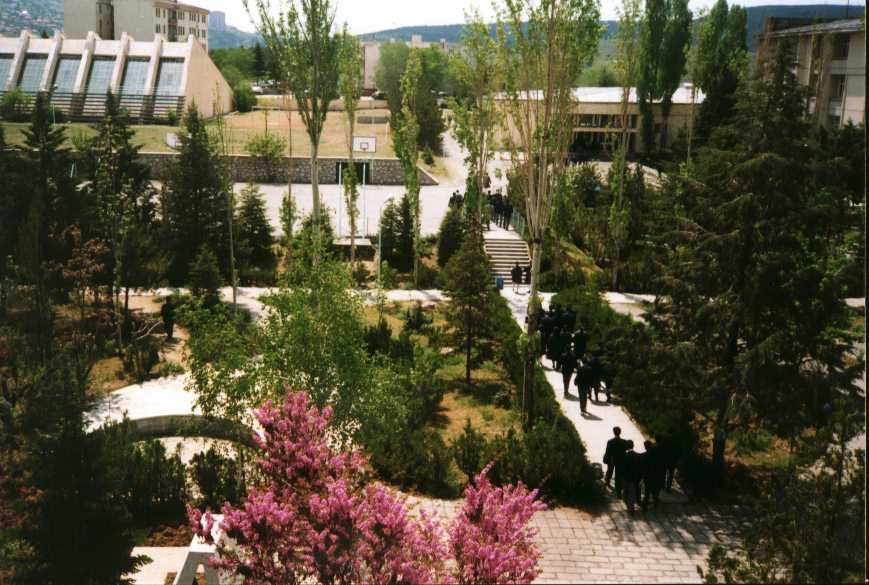
أنقرة العلوم الثانوية في أنقرة.

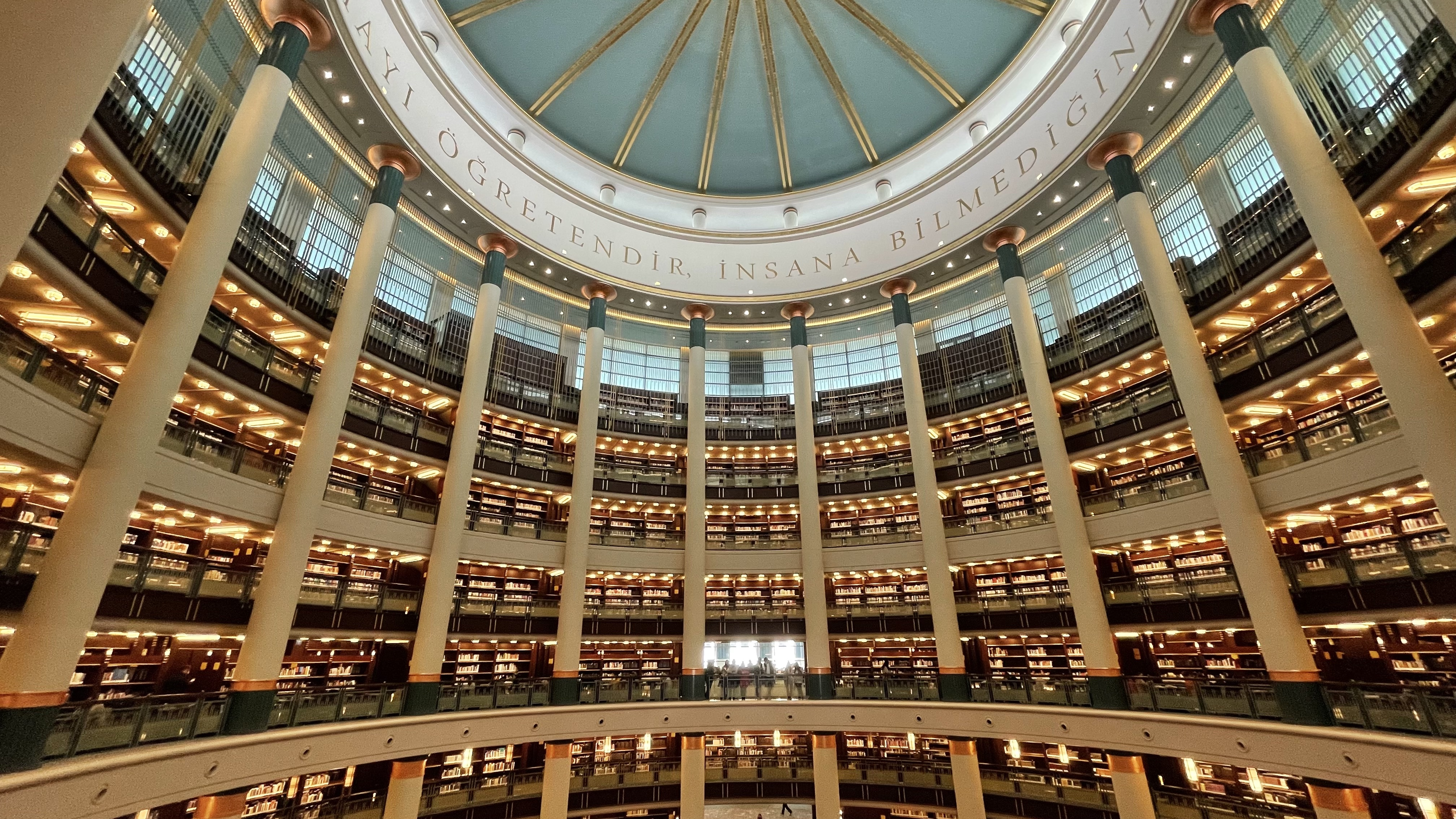
المكتبة الرئاسية في أنقرة هي أكبر مكتبة في تركيا، حيث تضم أكثر من 4 ملايين كتاب مطبوع وأكثر من 120 مليون طبعة إلكترونية منشورة بـ 134 لغة.

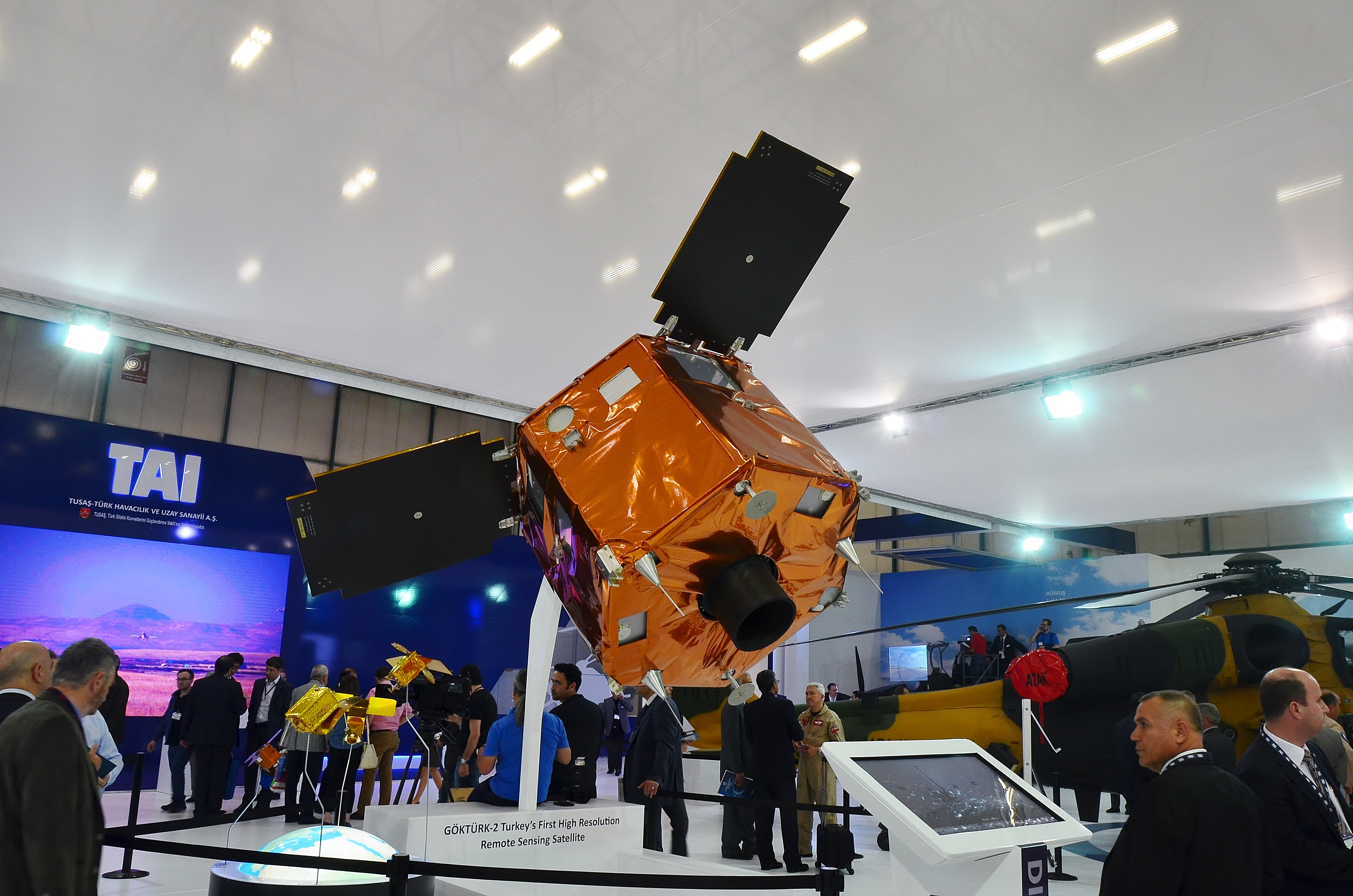
أقمار رصد الأرض التابعة لوزارة الدفاع الوطني التركية.

أصبحت كافة المدن التركية تضم جامعات ومعاهد وكليات بفضل ارتفاع عدد الجامعات من 76 جامعة قبل 10 سنوات إلى 146 جامعة. وقد بلغ عدد الطلاب الجامعيين 3 ملايين و107 ألف طالب سنة 2010 بينما كان 2 مليونان و949 ألفا فيما مضى، وقد خُصص مبلغ 11.5 مليار ليرة للجامعات لسنة 2011. يبلغ تعداد طاقم التدريس الجامعي نحو 77.100. يُراقب التعليمَ العالي ويديره مجلسُ التعليم العالي (YÖK)، الذي أُنشئ عام 1981. يجب على الطالب الراغب في تكملة تعليمه الجامعي في تركيا في أحد الجامعات الحكومية تأدية امتحان قبول للجامعات ونجاحه فيه، إلى جانب درجته في امتحان الشهادة الثانوية، ويحدد هذا الامتحان الجامعة والتخصص التي سيدرسه. في تركيا نحو 16 ألف طالب أجنبي يدرسون، معظمهم يأتي من دول آسيا الوسطى، المتأثرة بالثقافة التركية.
- مع أن معظم سكان تركيا مسلمون، كان على ارتداء الحجاب في المدارس والجامعات التركية والدوائر الحكومية حظر حكومي. طُبّق هذا القانون امتدادا للفكر الكمالي الداعي للعلمانية ولجعل المدارس والجامعات خالية من التأثير الديني على الأقل من الناحية الشكلية ولكن ألغي هذا الحظر جزئياً عن المدارس في 2012/11/28 وكلياً في 2013/10/9. لهذا القانون  معارضة وخاصة من السكان المحافظين الذين يرون فيه تقييدا لحريتهم الدينية التي يشملها الدستور التركي ونُوقش هذا الموضوع مرارا. قامت توكي (مؤسسة إنشاء المساكن الجماعية) بإنشاء مباني أشهر كليتي طب في تركيا هما كلية طب جراح باشا وكلية طب تشبة لقدمهما ولإصابتهما بأضرار جراء الزلزال الذي ضرب إسطنبول قبل عدة سنوات. حيث سيجري هدم المبنيين وانشائهما من جديد.[224]

اختيرت ستة جامعات تركية ضمن قائمة الجامعات الـ 500 الجيدة التي تقوم «اونيفرسيتي رانجنك باي اكاديميك بيرفورمانس» التي تشكلت ضمن معهد اينفورماتك في جامعة الشرق الأوسط كل سنة، جامعة الشرق الأوسط التقنية 375، جامعة ايجة 467، جامعة حجة تبة 489، جامعة غازي 493، جامعة انقرة 496، جامعة إسطنبول 497.

### البحث العلمي
واليوم يوجد في تركيا 70 ألف باحث يعمل بدوام تام، وبإضافة البقية يرتفع عدد الباحثين إلى 150 ألف. ولكن هذا العدد غير كاف، مقارنة بدولة ألمانيا البالغ عدد سكانها نحو 82.5 مليون نسمة حيث نجد أن هذا العدد يتجاوز الـ 500 ألف باحث. رفعت تركيا ميزانية البحوث والدراسات العلمية إلى 8.5 مليار ليرة في عام 2009 وبالتالي أصبحت أسرع دول من منظمة التعاون الاقتصادي والتنمية الدولية في مضاعفة مخصصات البحوث والدراسات العلمية.
تعد تركيا من بين أفضل 50 دولة ابتكارًا في العالم، حيث تحتل المرتبة 39 على مستوى العالم وفق مؤشر الابتكار العالمي عام 2023؛ ويمثل ذلك زيادة كبيرة منذ عام 2011، حيث احتلت المرتبة 65 حينها. وما لبثت أن تقدمت للمركز 37 وفق مؤشر الابتكار العالمي لعام 2024.

## صور

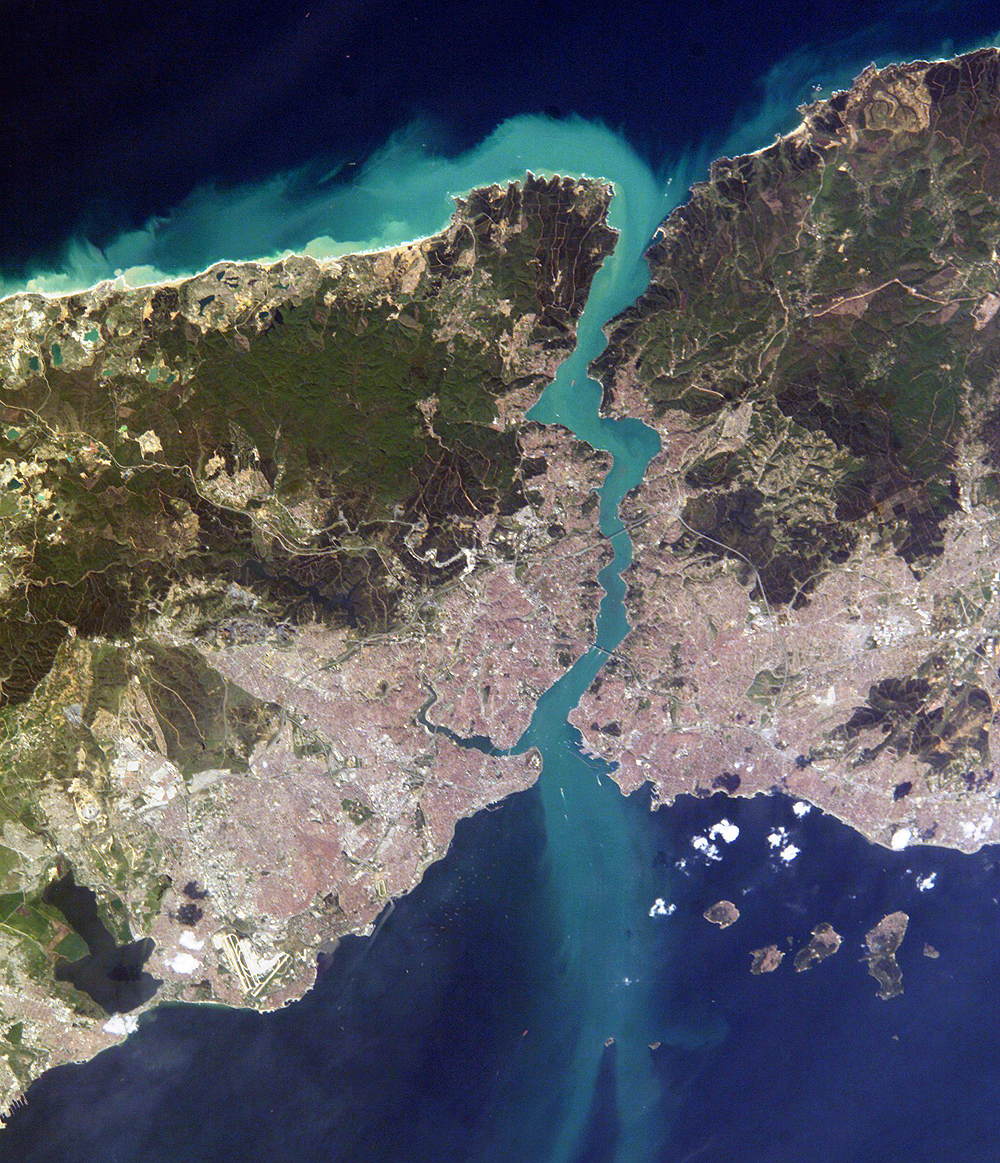
إسطنبول ومضيق البوسفور
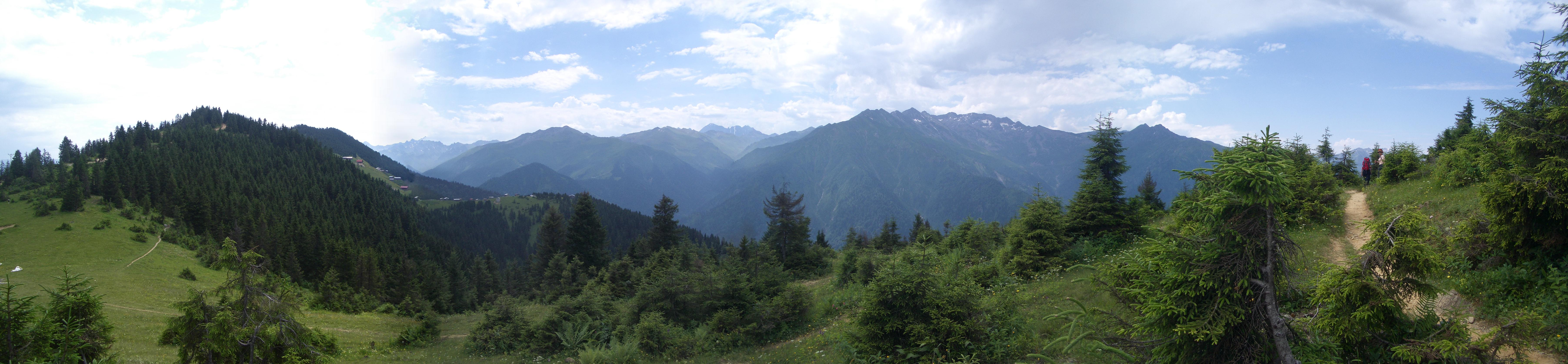
جبال بونتياك
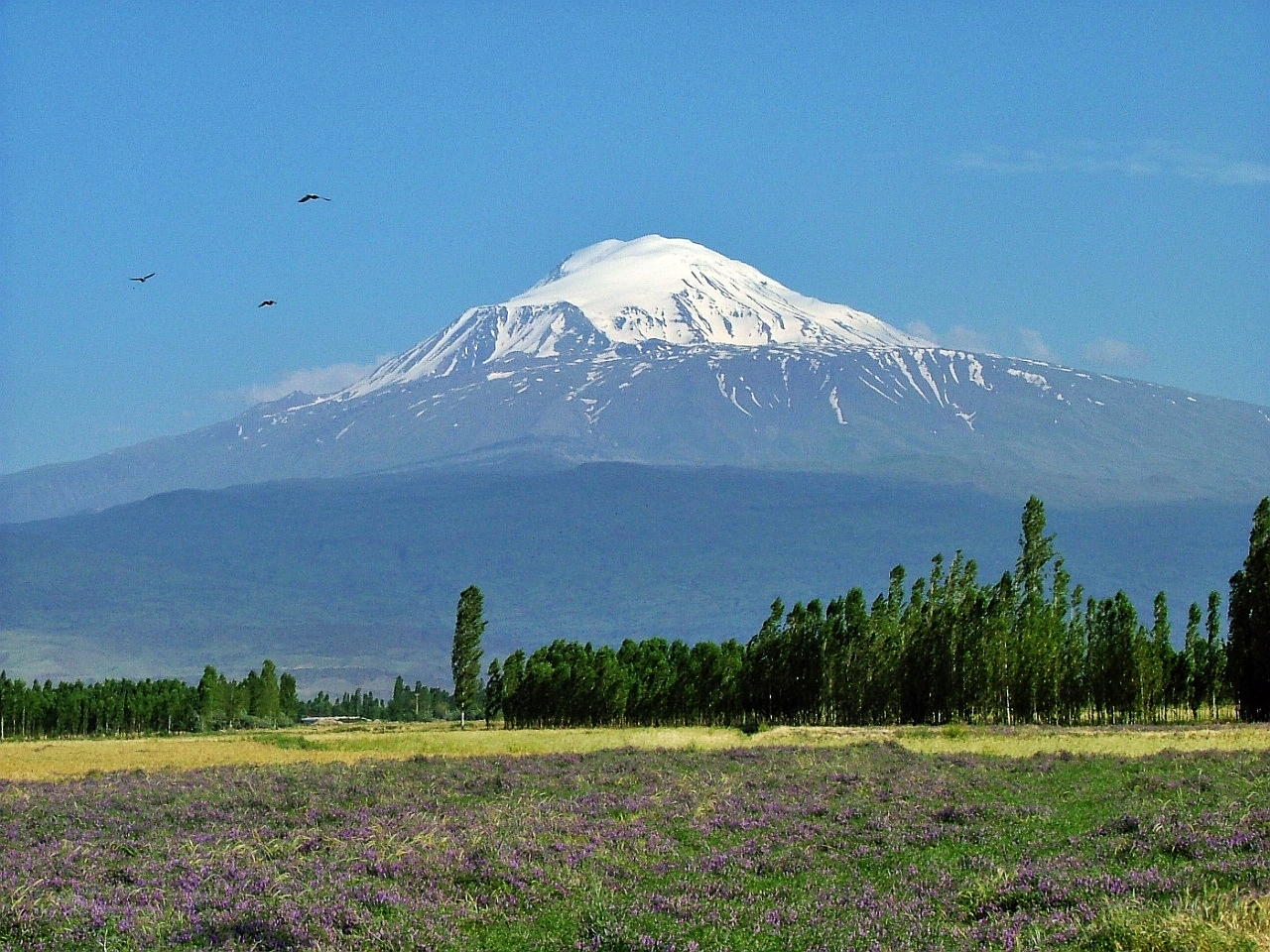
جبل أرارات

## الفهرس
التاريخ
- Findley، Carter Vaughn (2004). The Turks in World History. Oxford University Press, USA. ISBN:0195177266. مؤرشف من الأصل في 2022-06-27.
- Kinross، Patrick (1977). The Ottoman Centuries: The Rise and Fall of the Turkish Empire. Morrow. ISBN:0-6880-3093-9. مؤرشف من الأصل في 2022-07-13.
- Mango، Andrew (2000). Atatürk: The Biography of the Founder of Modern Turkey. Overlook. ISBN:1-5856-7011-1. مؤرشف من الأصل في 2022-06-06.
- Mango، Cyril (2002). The Oxford History of Byzantium. Oxford University Press, USA. ISBN:0-19-814098-3.
- Shaw، Stanford Jay (1977). History of the Ottoman Empire and Modern Turkey. Cambridge University Press. ISBN:0-5212-9163-1. مؤرشف من الأصل في 2022-12-07. {{استشهاد بكتاب}}: الوسيط author-name-list parameters تكرر أكثر من مرة (مساعدة)
- Wink، André (1990). Al Hind: The Making of the Indo Islamic World, Vol. 1, Early Medieval India and the Expansion of Islam, 7th–11th Centuries. Brill Academic Publishers. ISBN:90-04-09249-8.

السياسة والسياسة الخارجية
- Grigoriadis، Ioannis N. (2006). "Upsurge amidst Political Uncertainty. Nationalism in post-2004 Turkey. SWP Research Paper 2006/RP 11, October 2006". Berlin: Stiftung Wissenschaft und Politik (German Institute for International and Security Affairs). مؤرشف من الأصل (PDF) في 2010-03-06. اطلع عليه بتاريخ 2007-07-31.
- Hale، William Mathew (1994). Turkish Politics and the Military. Routledge (UK). ISBN:0-4150-2455-2. مؤرشف من الأصل في 2020-04-09.
- Kosebalaban, Hasan. Turkish Foreign Policy: Islam, Nationalism, and Globalization (Palgrave Macmillan; 2011) 240 pages; examines tensions among secularist nationalism, Islamic nationalism, secular liberalism, and Islamic liberalism in shaping foreign policy since the 1920s; concentrates on era since 2003
- Rubin، Barry M. (2002). Political Parties in Turkey. Routledge (UK). ISBN:0714652741. {{استشهاد بكتاب}}: الوسيط author-name-list parameters تكرر أكثر من مرة (مساعدة)

العلاقات الخارجية والعسكرية
- Bal، İdris (2004). Turkish Foreign Policy In Post Cold War Era. Universal Publishers. ISBN:1-5811-2423-6. مؤرشف من الأصل في 2020-04-09.
- Cook، Steven A. (15 يونيو 2006). "Generating Momentum for a New Era in U.S.-Turkey Relations" (PDF). Council on Foreign Relations. مؤرشف من الأصل (PDF) في 2020-04-09. اطلع عليه بتاريخ 2006-12-17. {{استشهاد ويب}}: الوسيط author-name-list parameters تكرر أكثر من مرة (مساعدة)
- Huston، James A. (1988). Outposts and Allies: U.S. Army Logistics in the Cold War, 1945–1953. Susquehanna University Press. ISBN:0-9416-6484-8. مؤرشف من الأصل في 2020-04-09.
- Rubin، Barry M. (2003). Turkey and the European Union: Domestic Politics, Economic Integration, and International Dynamics. Routledge (UK). ISBN:0714654027. مؤرشف من الأصل في 2020-04-09. {{استشهاد بكتاب}}: الوسيط author-name-list parameters تكرر أكثر من مرة (مساعدة)
- United Nations High Commissioner for Refugees (UNHCR), Directorate for Movements of Persons, Migration and Consular Affairs – Asylum and Migration Division (يوليو 2001). "Turkey/Military service" (PDF). UNHCR. مؤرشف من الأصل (PDF) في 2019-12-11. {{استشهاد بدورية محكمة}}: الاستشهاد بدورية محكمة يطلب |دورية محكمة= (مساعدة)صيانة الاستشهاد: أسماء متعددة: قائمة المؤلفين (link)[وصلة مكسورة]

الجغرافيا والمناخ
- Turkish State Meteorological Service (2006). "Climate of Turkey". Turkish State Meteorological Service. مؤرشف من الأصل في 2008-04-19. اطلع عليه بتاريخ 2006-12-27.

الاقتصاد
- Kaminski، Bartolomiej (1 مايو 2006). "Turkey's evolving trade integration into Pan-European markets" (PDF). World Bank. مؤرشف من الأصل (PDF) في 2016-06-12. اطلع عليه بتاريخ 2006-12-27. {{استشهاد ويب}}: الوسيط author-name-list parameters تكرر أكثر من مرة (مساعدة)
- Nas، Tevfik F. (1992). Economics and Politics of Turkish Liberalization. Lehigh University Press. ISBN:0-9342-2319-X.
- Organisation for Economic Co-operation and Development (2002). OECD Reviews of Regulatory Refom – Turkey: crucial support for economic recovery : 2002. Organisation for Economic Co-operation and Development. ISBN:92-64-19808-3. مؤرشف من الأصل في 2020-04-09.
- World Bank (2005). "Turkey Labor Market Study" (PDF). World Bank. مؤرشف من الأصل (PDF) في 2019-04-11. اطلع عليه بتاريخ 2006-12-27.

التركيبة السكانية
- Çarkoǧlu، Ali (2004). Religion and Politics in Turkey. Routledge (UK). ISBN:0-4153-4831-5. مؤرشف من الأصل في 2020-04-09.
- Extra، Guus (2001). "ethnic+groups+in+turkey" The other languages of Europe: Demographic, Sociolinguistic and Educational Perspectives. Multilingual Matters. ISBN:1-8535-9509-8. مؤرشف من "ethnic+groups+in+turkey" الأصل في 2020-04-09. {{استشهاد بكتاب}}: الوسيط author-name-list parameters تكرر أكثر من مرة (مساعدة)
- Shankland، David (2003). The Alevis in Turkey: The Emergence of a Secular Islamic Tradition. Routledge (UK). ISBN:0700716068. مؤرشف من الأصل في 2020-04-09.
- "Türkiyedeki Kürtlerin Sayısı! (Number of Kurds in Turkey!)". ملليت (بالتركية). 6 Jun 2008. Archived from the original on 2020-04-09. Retrieved 2008-06-07.
- Turkish Statistical Institute (2000). "2000 Census, population by provinces and districts". Turkish Statistical Institute. مؤرشف من الأصل (XLS) في 2006-12-07. اطلع عليه بتاريخ 2006-12-11.

الثقافة
- Goodwin، Godfrey (2003). A History of Ottoman Architecture. Thames & Hudson. ISBN:0-5002-7429-0.
- Kaya، İbrahim (2003). Social Theory and Later Modernities: The Turkish Experience. Liverpool University Press. ISBN:0-8532-3898-7. مؤرشف من الأصل في 2020-04-09.

## المزيد من القراءة
- Mango، Andrew (2004). The Turks Today. Overlook. ISBN:1585676152. مؤرشف من الأصل في 2022-07-13.
- Bozarslan, Hamit 'Turkey: Postcolonial discourse in a non-colonised state', in Prem Poddar et al., Historical Companion to Postcolonial Literatures—Continental Europe and its Colonies, Edinburgh University Press, 2008
- Pope، Hugh (2004). Turkey Unveiled. Overlook. ISBN:1585675814. مؤرشف من الأصل في 2022-07-12. {{استشهاد بكتاب}}: الوسيط author-name-list parameters تكرر أكثر من مرة (مساعدة)
- Revolinski، Kevin (2006). The Yogurt Man Cometh: Tales of an American Teacher in Turkey. Citlembik. ISBN:9944424013. مؤرشف من الأصل في 2022-07-14.
- Roxburgh, David J. (ed.) (2005). Turks: A Journey of a Thousand Years, 600–1600. Royal Academy of Arts. ISBN 1-903973-56-2.
- Turkey: A Country Study (1996). Federal Research Division, Library of Congress. ISBN 0-8444-0864-6.

## وصلات خارجية
- ملف تركيا - الجزيرة.نت.
- المديرية العامة للصحافة والإعلام التركية نسخة محفوظة 2 أبريل 2009 على موقع واي باك مشين.
- معهد الإحصاء التركي
- البنك المركزي التركي
- الخزانة التركية نسخة محفوظة 13 مايو 2008 على موقع واي باك مشين.
- سلطة المنافسة التركية
- الجمارك التركية نسخة محفوظة 12 أكتوبر 2008 على موقع واي باك مشين.
- منظمة الاستخبارات الوطنية التركية
- منظمة تخطيط الدولة التركية نسخة محفوظة 20 ديسمبر 2008 على موقع واي باك مشين.
- مؤسسة المواصفات والمقاييس التركية
- مجلس البحوث التكنولوجية والعلمية التركية
- هيئة الإذاعة البريطانية الإخبارية BBC
- كتاب حقائق العالم لوكالة الاستخبارات المركزية الأمريكية CIA Fact Book
- مجلة الاقتصادي The Economist
- وزارة الخارجية الأمريكية
- اتراك العراق